# Liste der Baudenkmäler in Neustadt an der Aisch
Auf dieser Seite sind die Baudenkmäler in der mittelfränkischen Stadt Neustadt an der Aisch zusammengestellt. Diese Tabelle ist eine Teilliste der Liste der Baudenkmäler in Bayern. Grundlage ist die Bayerische Denkmalliste, die auf Basis des Bayerischen Denkmalschutzgesetzes vom 1. Oktober 1973 erstmals erstellt wurde und seither durch das Bayerische Landesamt für Denkmalpflege geführt wird. Die folgenden Angaben ersetzen nicht die rechtsverbindliche Auskunft der Denkmalschutzbehörde.
 Diese Liste gibt den Fortschreibungsstand vom 22. Mai 2021 wieder und enthält 131 Baudenkmäler.

## Ensembles

### Ensemble Altstadt Neustadt an der Aisch
Neustadt an der Aisch liegt am Fuß des Steigerwalds im Südosten, auf halbem Weg der Fernstraße, die, von Nürnberg kommend, über Würzburg nach Frankfurt führt. Die Umgrenzung des Strukturensembles wird durch die in großen Teilen erhaltene Stadtbefestigung des 15. Jh. definiert.
Die erste Besiedlung der Furt am Mittellauf der Aisch erfolgte in Riedfeld, ein 889 genannter Königshof, jetzt ein Ortsteil auf der gegenüberliegenden Flussseite. Unter Bischof Gebhard IV. von Regensburg (gest. 1105) ging dieser ursprüngliche Zehnt des Bistums Würzburg als Lehen an die Grafen von Raab, die nahe dem ehemaligen Seckendorffschen Schlößchen (Peter-Kolb-Platz) eine Burg errichteten und eine Siedlung im Bereich des heutigen Marktplatzes gründeten. Diese war nahezu im Quadrat geschlossen und von einer Palisadenbefestigung entlang Obere Bleichgasse, Obere Schlossgasse, Vordere Kellereigasse, Schmiedegasse, Sparkassenplatz und Untere Waaggasse umgeben. Mit dem Aussterben der von Raab 1191 gelangte Riedfeld an die Burggrafen von Nürnberg, die es zum Ausgangspunkt ihrer Territorialpolitik im Aischtal machten; unter Friedrich III. wurde die „Neue Stadt“ erweitert und befestigt sowie eine neue Veste im Südosten angelegt.
Für das Jahr 1294 ist die Bezeichnung der Stadt mit Neustadt an der Aisch sicher belegt. Sie bildete zunächst eine ungefähr rechteckige Anlage, die man im 15. Jh. mehrfach erweiterte, letztmals zwischen 1450 und 1490 um die Wilhelmstraße gen Westen. Der Marktplatz, ein großer, quadratischer Platz, bildet das Zentrum der Altstadt; an seiner Ostseite steht das Rathaus, ein dreigeschossiger Walmdachbau mit Dachreiter und korbbogigen Arkaden, der 1711–15 von Johann Georg Kannhäuser anstelle eines spätmittelalterlichen, markgräflichen Kaufhauses errichtet und 1949–51 nach Brand wiederaufgebaut wurde. Das Gebäude beherrscht aufgrund seiner Monumentalität den Platz, wirkt zugleich aber über diesen hinaus und bestimmt so weithin auch die vis-à-vis einmündende Wilhelmstraße. Auf die Mittelachse des Rathauses hat man 1734 den Neptunbrunnen ausgerichtet. Vom Marktplatz streben die Nürnberger, Bamberger, Würzburger und die Wilhelmstraße in alle vier Himmelsrichtungen stadtauswärts, einst zu den ehem. mittelalterlichen Toren, von denen einzig das Tor am Ende der Nürnberger Straße überkam – die übrigen legte man 1870 nieder. Sie bilden das für den Stadtgrundriss charakteristische Straßenkreuz und vermitteln im aufgehenden Baubestand ein jeweils differenziertes Straßenbild: Die nach Osten ansteigende Nürnberger Straße, welche Giebelhäuser des 17. bis 19. Jh. prägen, zählt zu den geschlossensten Straßenräumen der Stadt, zumal am hoch gelegenen Stadtrand das mittelalterliche Torhaus mit Pyramidendach aufragt und einen historischen Abschluss schafft. Auch die nach Nordosten führende Bamberger Straße dominieren giebelständige Fachwerkbauten mit Satteldach, worunter einzelne noch aus dem 17. Jh. stammen. Im südöstlichen Straßenzwickel zur Bamberger Straße überkamen in den Gebäuden Hintere Kellereigasse 13 und 15 Reste der ältesten, ehem. burggräflichen Veste, die neben weiteren Befunden Struktur und Ränder der Stadtentwicklung baulich überliefern. Die Fortsetzung dieser Achse nach Südwesten bildet die in der zweiten Hälfte des 15. Jh. angelegte Wilhelmstraße (ursp. Windsheimer Gasse), die sich nach der Abzweigung der Ludwigstraße auf halber Höhe platzartig erweitert. Sie ist das Geschäftszentrum von Neustadt und wird von Neubauten der Gründerzeit gesäumt. Nördlich dieser Querachse erstreckt sich rund um den Kirchplatz, zu beiden Seiten der Würzburger Straße das von mehreren Monumentalbauten beherrschte und zugleich das baulich geschlossenste Altstadtquartier. Es wird an der Nordostecke vom Alten bzw. Inneren Schloss begrenzt, ein in Teilen erhaltenes ehem. Wasserschloss. Zum Umgriff zählt ferner auch ein Schulhausneubau von 1915, der anstelle des 1906 abgebrannten Renaissanceschlosses, das ehem. sog. Neue Schloss, errichtet worden war. In der gegenüberliegenden Nordwestecke befindet sich auf dem ehem. Bauplatz der Burg der Grafen von Raab – jetzt Peter-Kolb-Platz – das ehem. Seckendorffsche Schlösschen; hier hatte man um 1300 auch ein Spital errichtet, von dessen Neubau aus dem Jahr 1598 das sog. Hintere Haus überkam. Beherrscht wird der Platz jedoch vom schlossartigen Barockbau der Fürstenschule von 1737/40, den man 1871 und 1925 um zwei Flügel umfangreich erweiterte.
Zwischen diesen profanen Herrschaftszentren befindet sich die evangelische Stadtpfarrkirche St. Johannes Baptista, der letzte von ursprünglich zwei Kirchenbauten innerhalb der Altstadt – die gotische Spitalkirche an der Würzburger Straße wurde 1945 zerstört. Es handelt sich um eine dreischiffige Säulenbasilika des frühen 15. Jh., die abgeschieden vom Marktplatz im Mittelpunkt der Stadt, im Zentrum des Kirchplatzes steht. Am Kirchplatz 3 überliefern zudem die Reste eines Beinhauses mit ehemaliger Michaelskapelle von um 1440 den ehem. Kirchhof. Zu diesem Stadtquartier zählt auch das evang.-luth. Dekanat (Schloßplatz 1), ein Barockbau von 1749/50 , errichtet vom markgräflichen Bauamt zu Bayreuth.
Das Baugefüge von Neustadt a.d.Aisch überliefert vor allem im Grundriss sowie durch den weitgehenden Erhalt der Stadtmauer nebst zwei Türmen die Binnenstruktur und Grenzen der mittelalterlichen Altstadt anschaulich. Die das Ortsbild prägende Bausubstanz stammt aus dem 16. bis 18. Jh., ist durch etliche Um- und Neubauten in allen Quartieren jedoch stark geschwächt. Aktennummer: E-5-75-153-1.

## Stadtbefestigung
Der erste Mauerbering stammt aus dem 12. Jh. Der Ausbau und die Vollendung der Stadtmauer im 15. Jh. Von den verschiedenen Vorgängeranlagen sind Teile erhalten: Mauer auf weiten Strecken im Nordosten, Südosten, Süden und Südwesten erhalten, größtenteils eingebaut oder überbaut, Quadermauerwerk mit Zangenlöchern und verschiedenen Entlastungsbögen an der Außenfront. Der Graben ist aufgeschüttet. Von der burggräflichen Veste sind Reste bei der Hinteren Kellereigasse 13/15 erhalten. Als Rest der Befestigung der Aischfront ist der ehemalige Bleichweiher erhalten. Der Stadtmauerverlauf ist an folgenden Adressen ersichtlich: An der Bleiche, Am Pulverturm 2, 3, 4, 5, 5a, 5b, 5c, Peter-Kolb-Platz 1, 2, Hospitalplatz 1, 2, Vordere Stallbaugasse 7, 8, im Norden Reste im Alten oder Äußeren Schloss, in der Bamberger Straße 20, 22, in der Unteren Schlossgasse 5, 7, 8, 11, 13, Würzburger Straße 31, 42, 44, im Süden in der Ludwigstraße 16, am Mittleren Stadtmauerweg 2, 3, 3a, 4, am Oberen Stadtmauerweg 1, 1a, 2, 3, 4, am Unteren Stadtmauerweg 1a, 1, 2, 2a, 3, 3a und in der Wilhelmstraße 30, 32, 43, im Osten Bei der Freiung 1a, 3, 4, 5, 7, in der Hinteren Kellereigasse 1, 3, 5, 7, 9, 11, Gartenstraße 4, 6, 8, 10, 12, 14, 16, 20, 22 und in der Nürnberger Straße 22a, 35, 37. Von vier Tortürmen ist nur das Nürnberger Tor erhalten, dazu sechs der ehemals elf Mauertürme. Aktennummer: D-5-75-153-1.
Beginnend am nördlichsten Punkt der Stadtbefestigung, dem Alten Schloss, sind im Uhrzeigersinn folgende Objekte der Stadtbefestigung erhalten:
Altes Schloss
Ehemaliges Wasserschloss, sogenanntes Altes oder Inneres Schloss, Nordecke der Stadtbefestigung, vierseitige Anlage:
- Kernbau (Lage), dreigeschossiger Quaderbau mit Satteldach und fünfseitigem Abschluss, über hohem Bruchsteinsockel mit Stützkeilen, an der südlichen Giebelseite sechsseitiger Treppenturm mit Pyramidendach, im Kern 1. Hälfte 15. Jh., Dachtragwerk dendro.dat. 1618
- Rundturm, sogenannter Maschikeles-Turm (Lage), dreigeschossiger Massivbau mit verbrettertem zweiten Obergeschoss, Kegeldach und Laterne mit Spitzhelm, im Kern 15. Jh., Rundbogenfenster 19. Jh.
- Torhaus (Lage), zweigeschossiger Satteldachbau mit Fachwerkteilen und tonnengewölbter Durchfahrt, 15.–18. Jh.
- Südostflügel (Lage), zweigeschossiger Steilwalmdachbau mit Fachwerkobergeschoss, Wappenstein bez. 1659
- Nordostflügel (Lage), zweigeschossiger Satteldachbau mit Fledermausgauben, vor 1828
- Ökonomiegebäude (Lage), lang gestreckter, eingeschossiger Schopfwalmdachbau, vor 1828

Aktennummer: D-5-75-153-85.

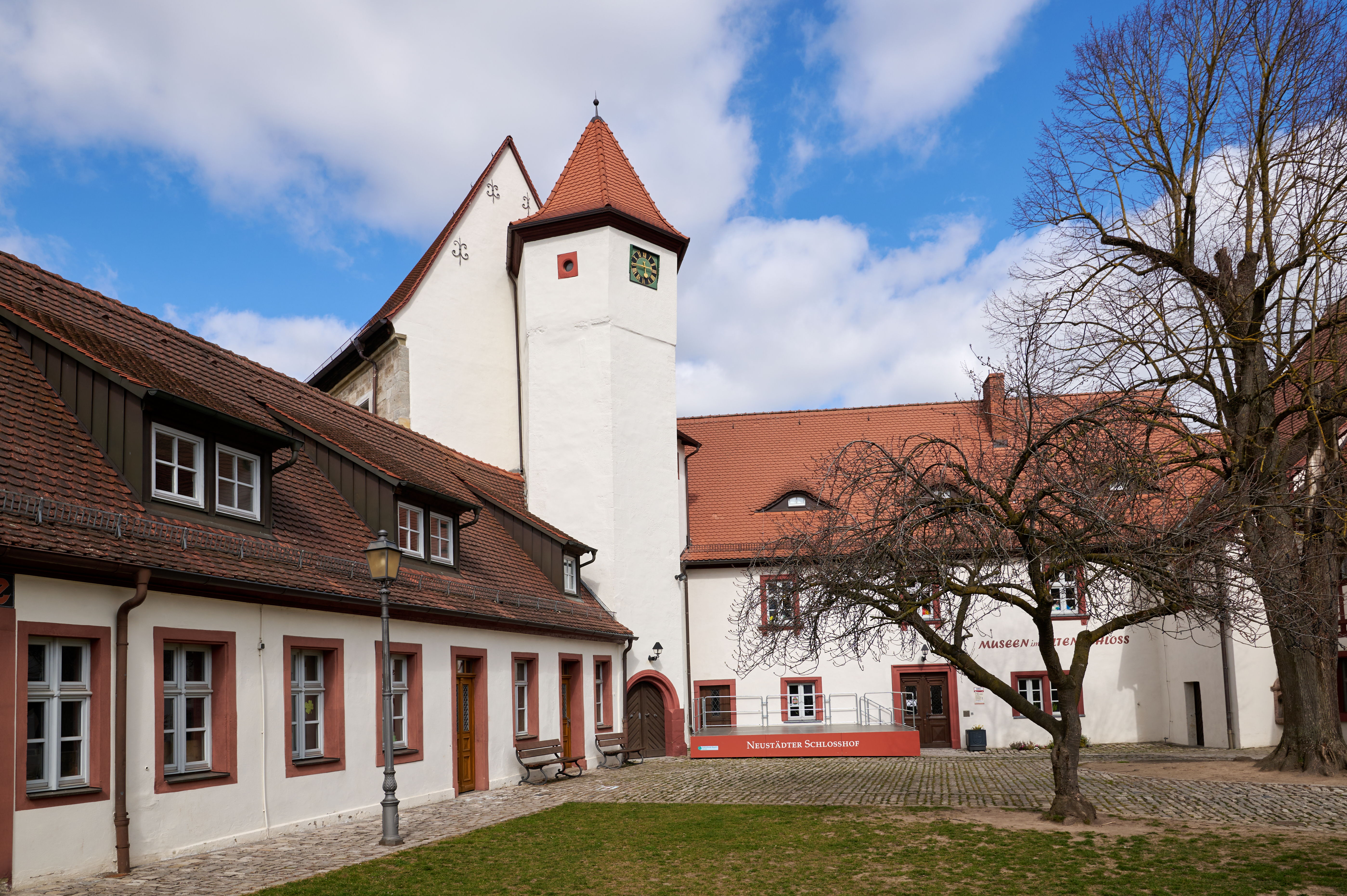
Ökonomiergebäude, Nordostflügel, Kernbau, von Süden
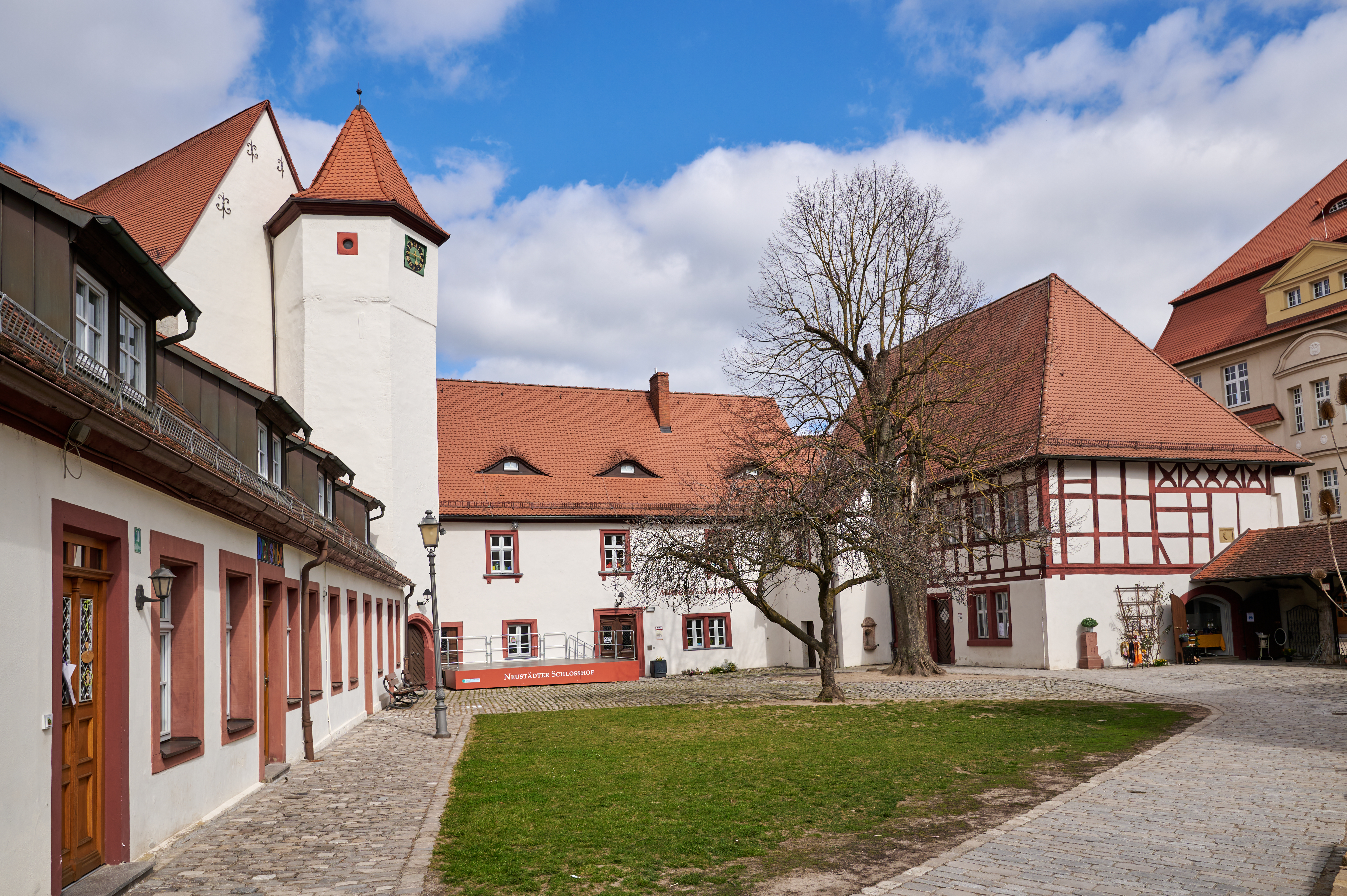
Ökonomiergebäude, Nordostflügel, Kernbau, Südostflügel, von Süden
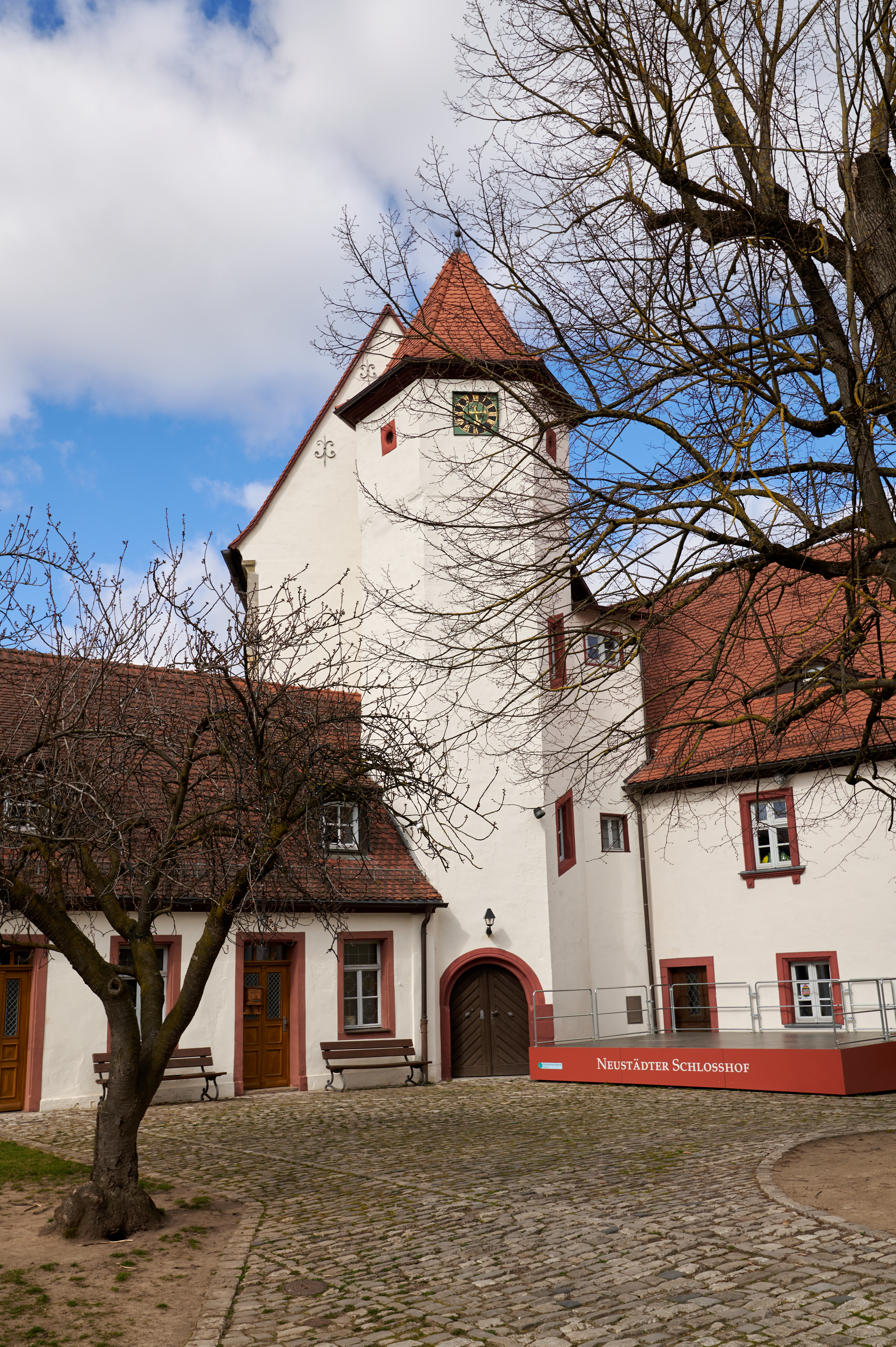
Nordostflügel, von Südosten
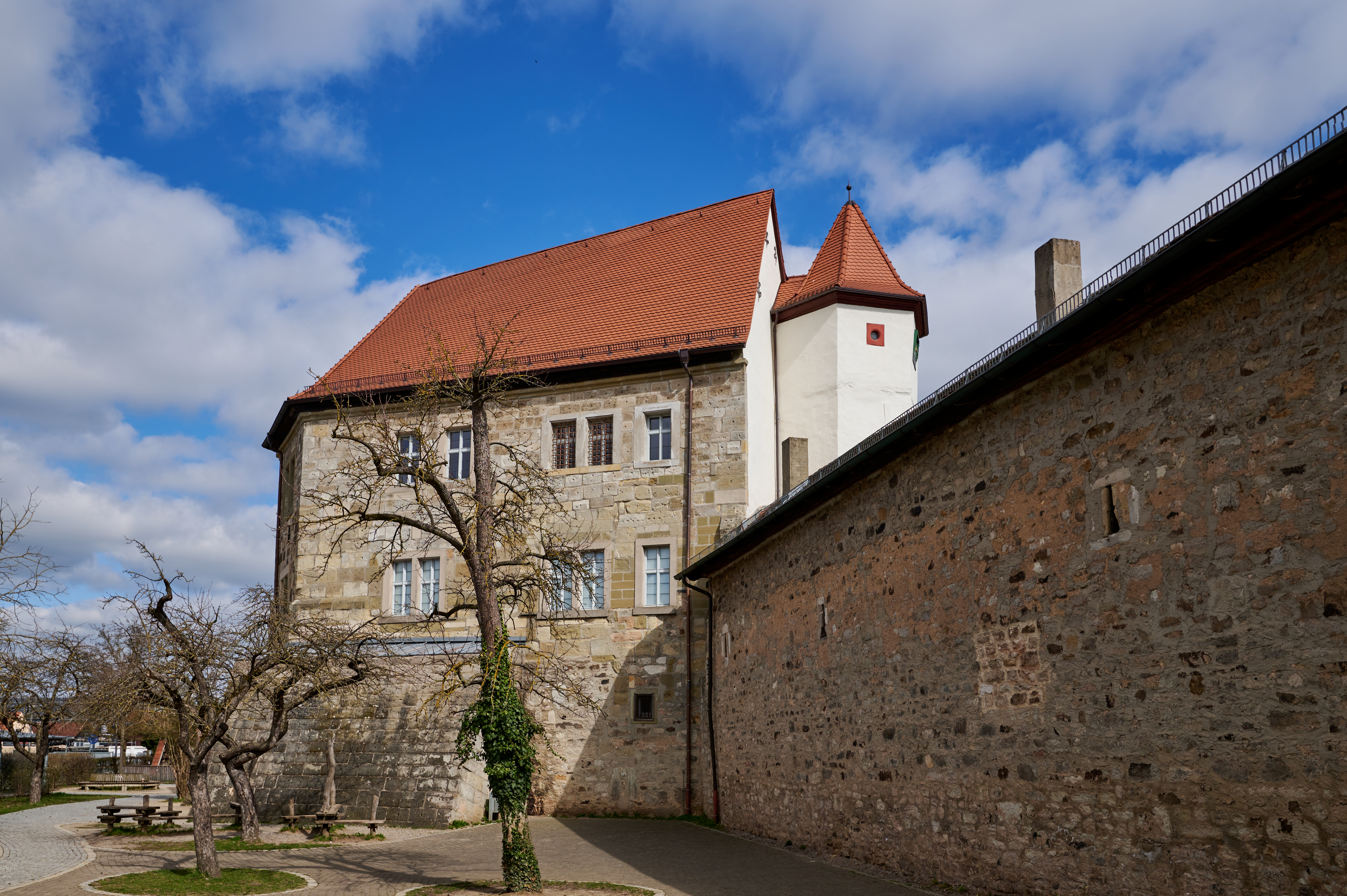
Nordostflügel, Feldseite, von Südosten
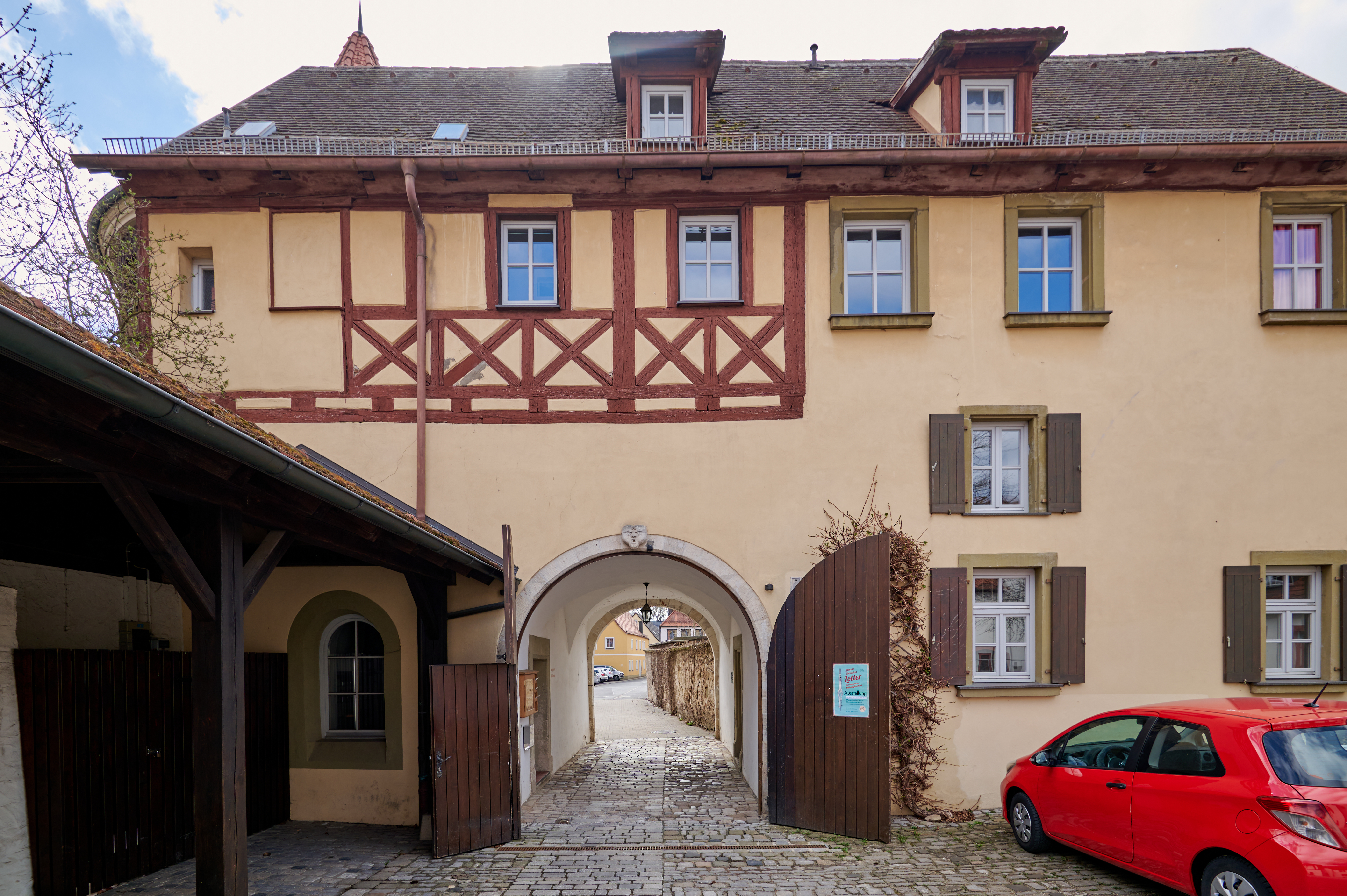
Torhaus, von Norden
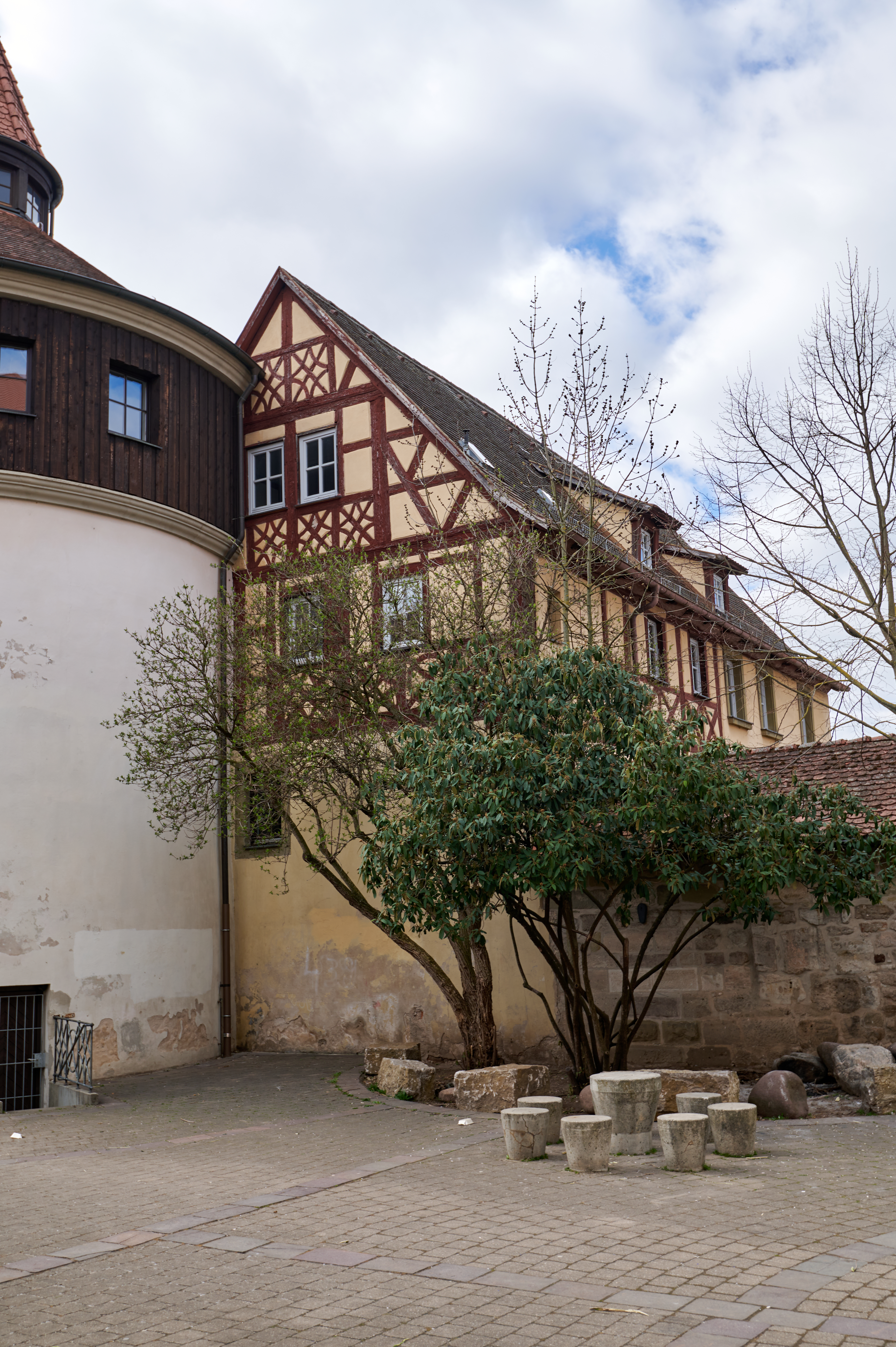
Torhaus, von Südosten
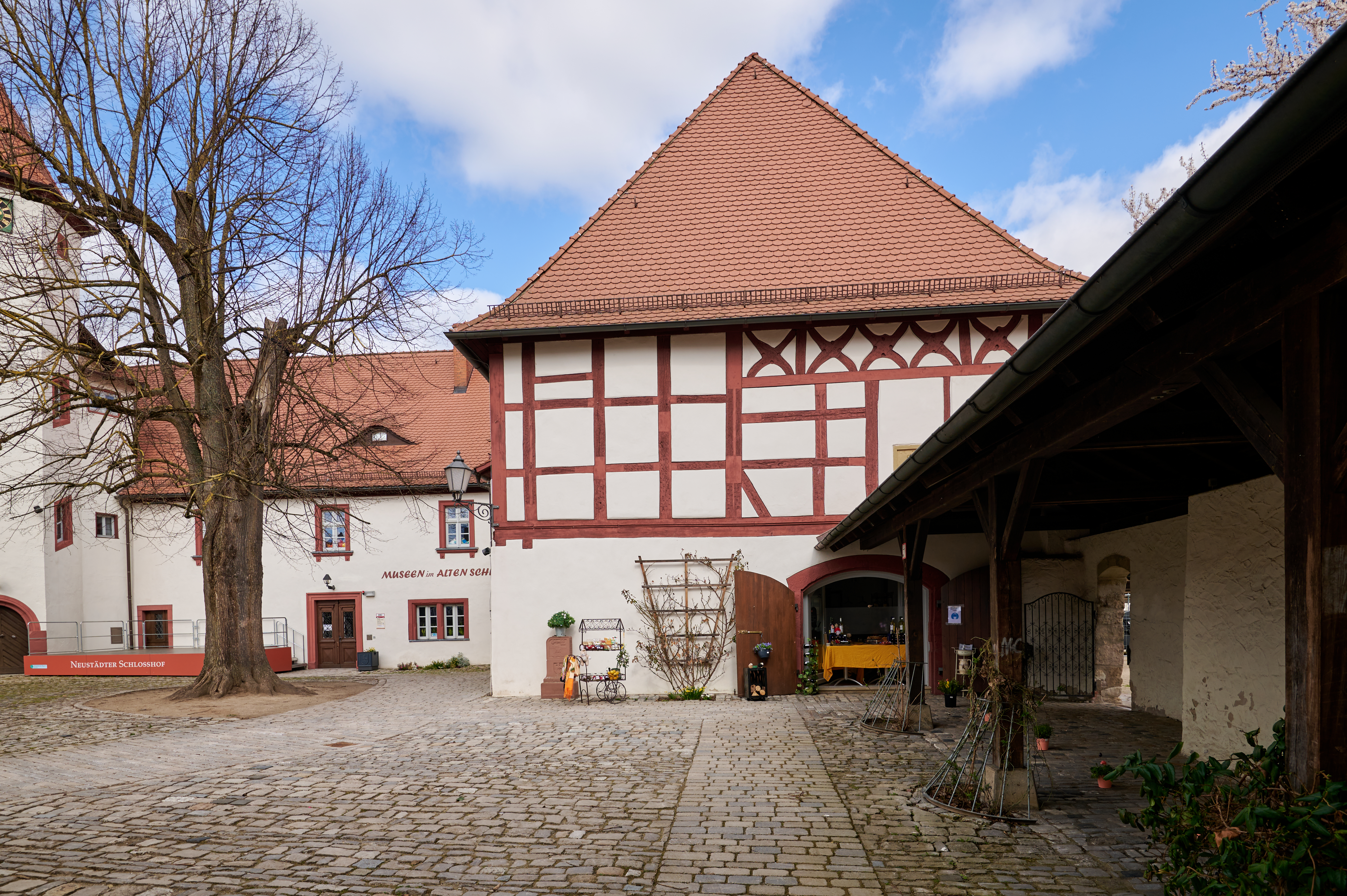
Torhaus, von Süden
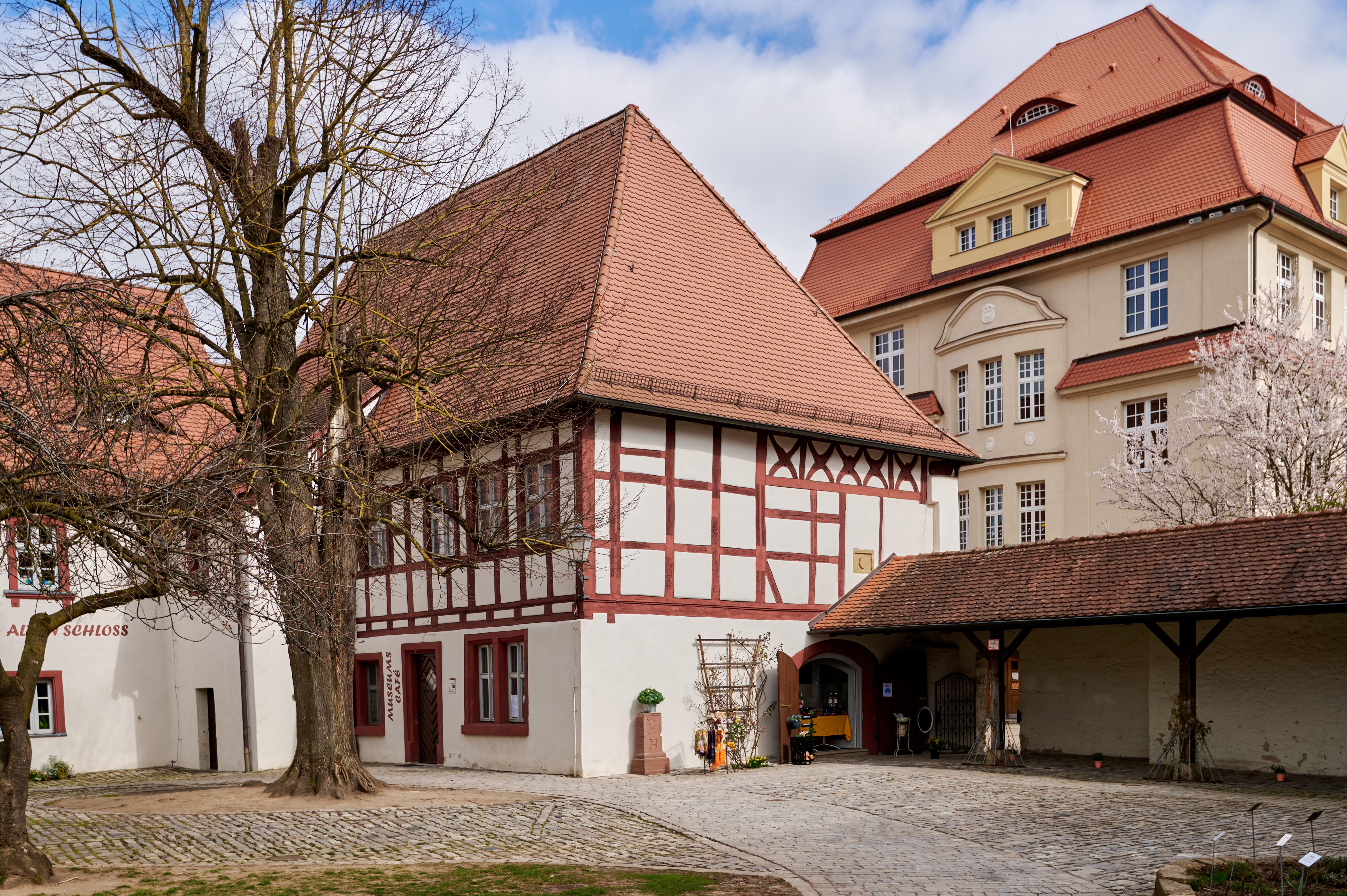
Südostflügel, von Südwesten
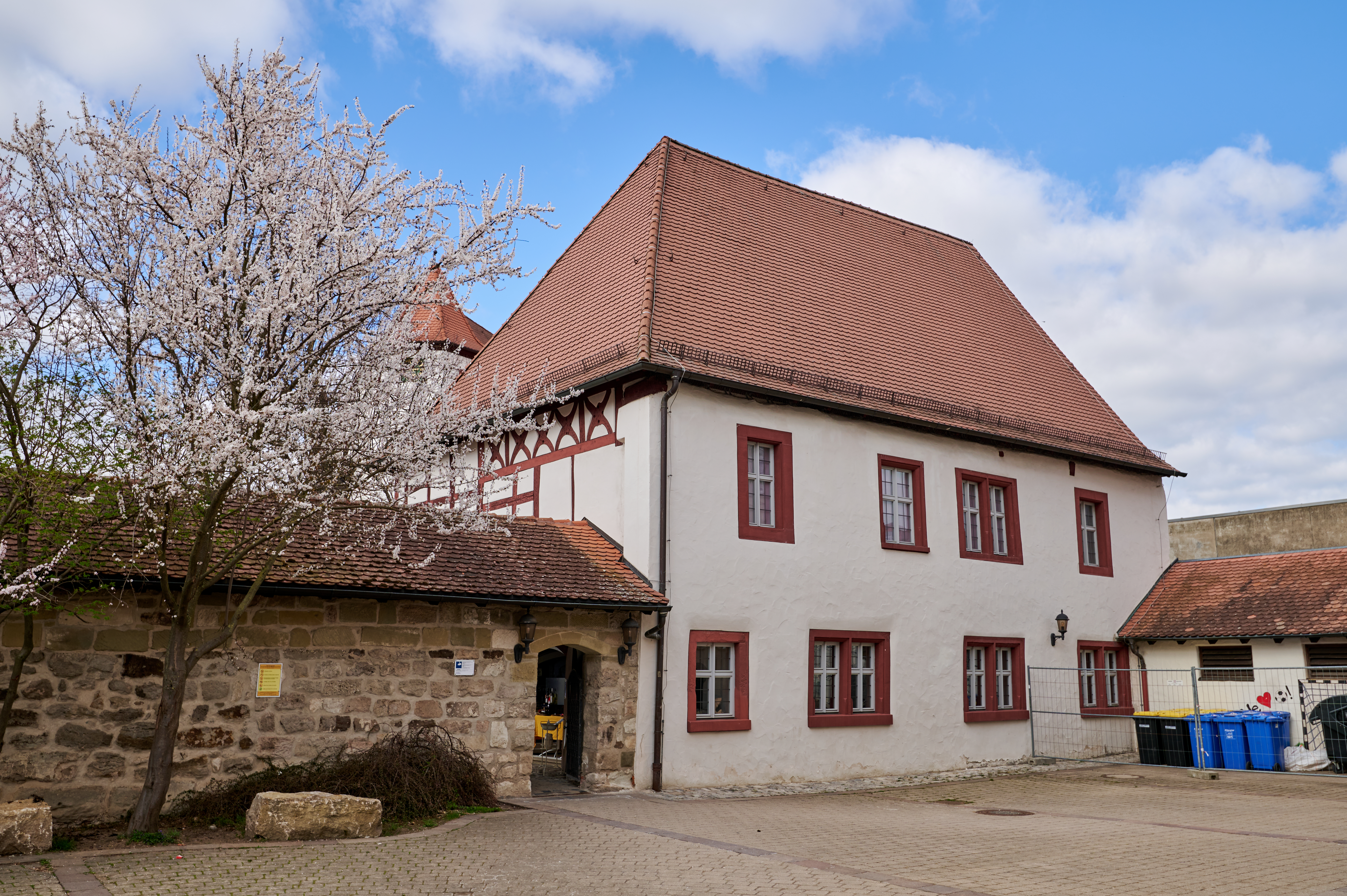
Südostflügel, von Südosten
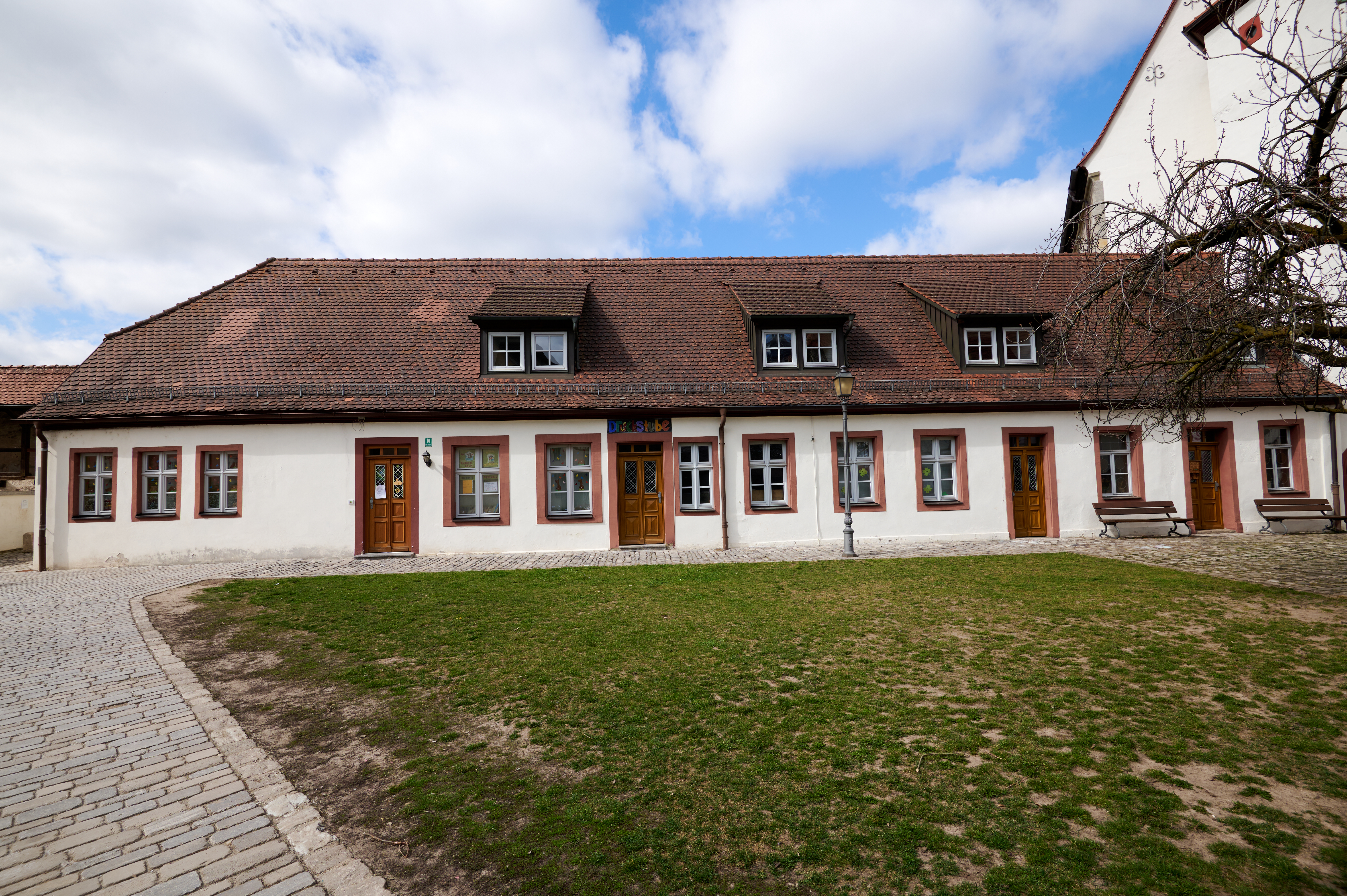
Ökonomiebau
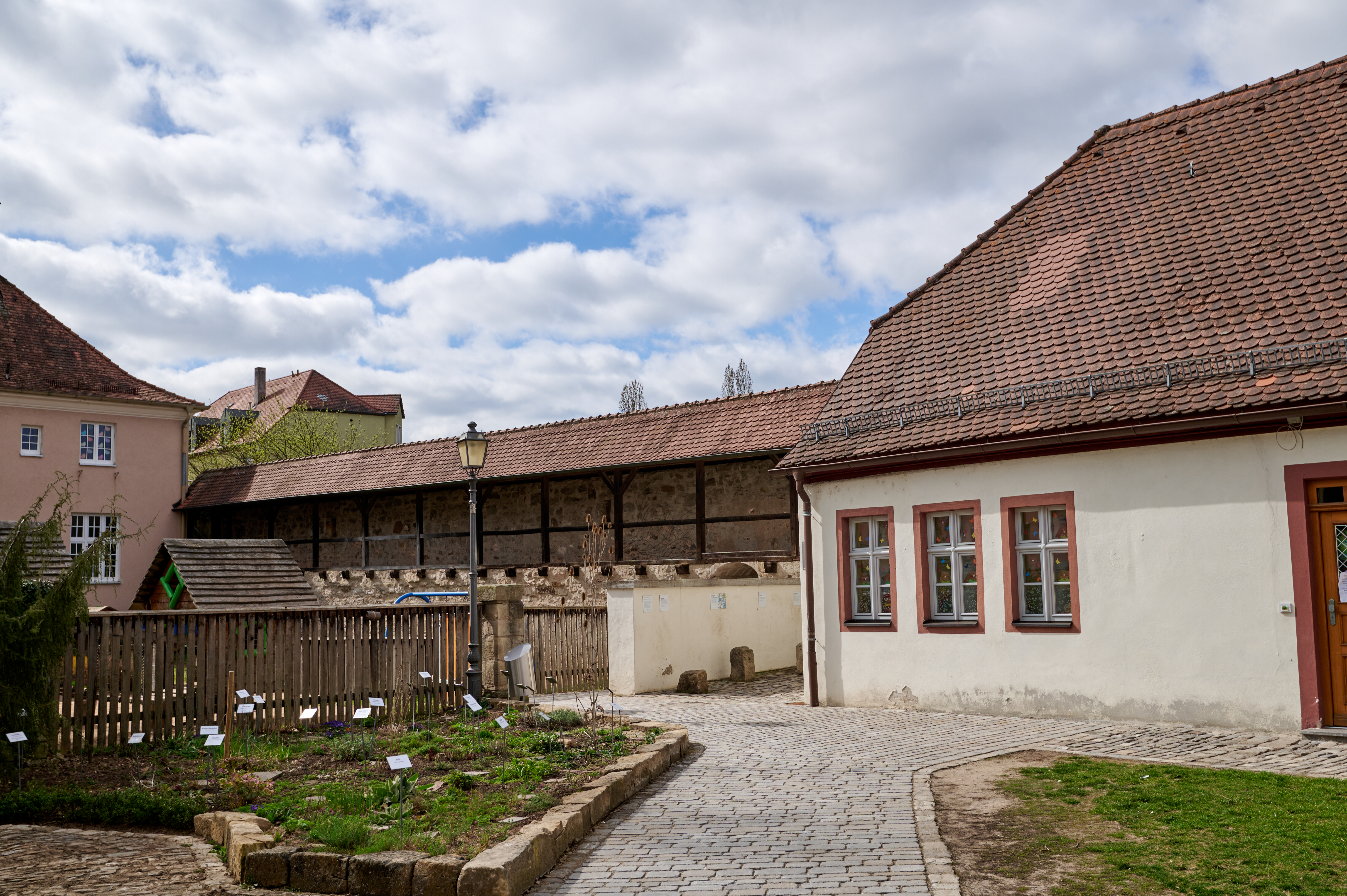
Stadtmauer und Ökonomiebau
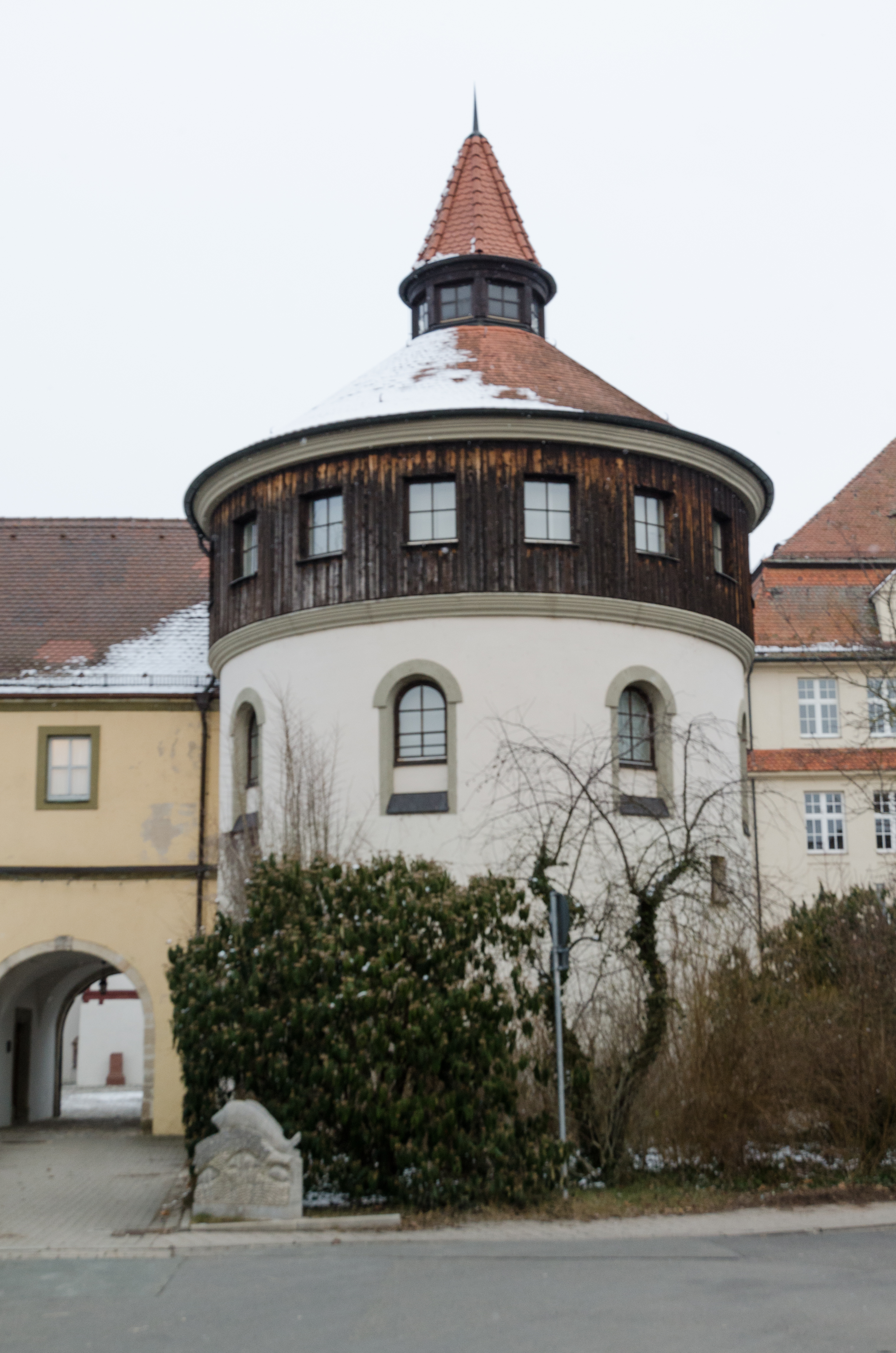
Maschikeles-Turm, von Süden weitere Bilder

Bamberger Straße bis Nürnberger Tor
Der Abschnitt zwischen dem Alten Schloss und der Bamberger Straße und das dortige Diespecker Tor (abgebrochen 1872) wurden im 19. Jahrhundert abgebrochen. Die nördliche Stadtmauer von der Bamberger Straße bis zum Nürnberger Tor bildet einen nahezu geschlossenen Mauerzug. Die Mauer verläuft zwischen den Straßenzügen der Gartenstraße und der Hinteren Kellereigasse bzw. Bei der Freiung.
- Bamberger Straße 20, 22 (Lage): Stadtmauer
- Hintere Kellereigasse 1 (Lage): Stadtmauer
- Hintere Kellereigasse 3 (Lage): Stadtmauer
- Hintere Kellereigasse 5 (Lage): Stadtmauer
- Gartenstraße 4 (Lage): Stadtmauer
- Hintere Kellereigasse 7 (Lage): Stadtmauer
- Hintere Kellereigasse 9, Gartenstraße 6 (Lage): Stadtmauer
- Hintere Kellereigasse 11, Gartenstraße 8 (Lage): Stadtmauer
- Hintere Kellereigasse 13, 15 (Lage): Befestigungs- bzw. Stadtmauerreste (D-5-75-153-33)
- Gartenstraße 10 (Lage): Stadtmauer
- Gartenstraße 12 (Lage): Stadtmauer
- Bei der Freiung 1 a (Lage): Stadtmauer
- Gartenstraße 16a (Lage): Stadtmauer
- Gartenstraße 16 (Lage): Stadtmauer
- Bei der Freiung 3 (Lage): Stadtmauer
- Gartenstraße 20 (Lage): Stadtmauer
- Bei der Freiung 4 (Lage): Stadtmauer
- Bei der Freiung 5 (Lage): Stadtmauer
- Nürnberger Straße 35 (Lage): Stadtmauer

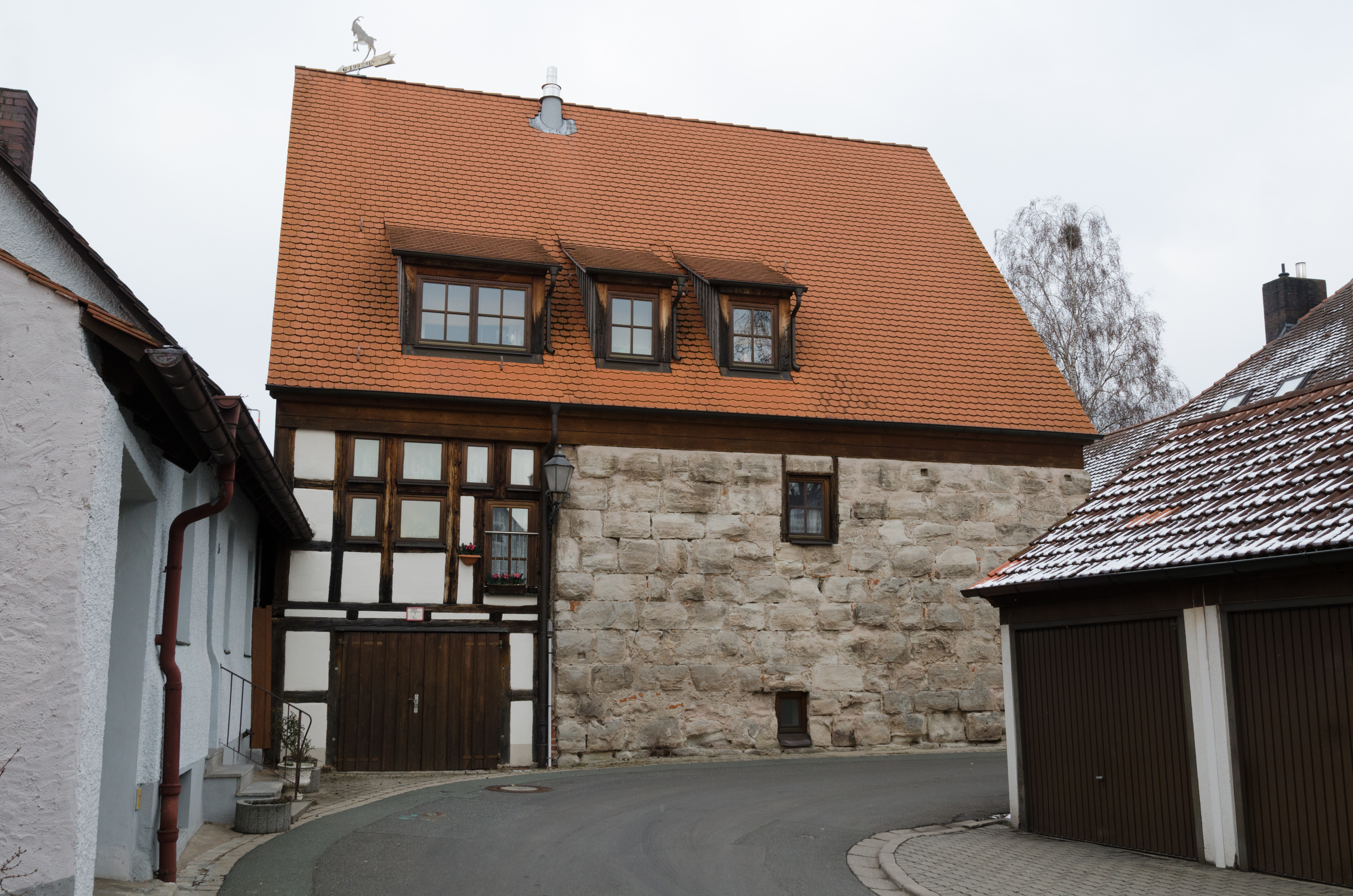
Gartenstraße 16 a, Ansicht Bei der Freiung
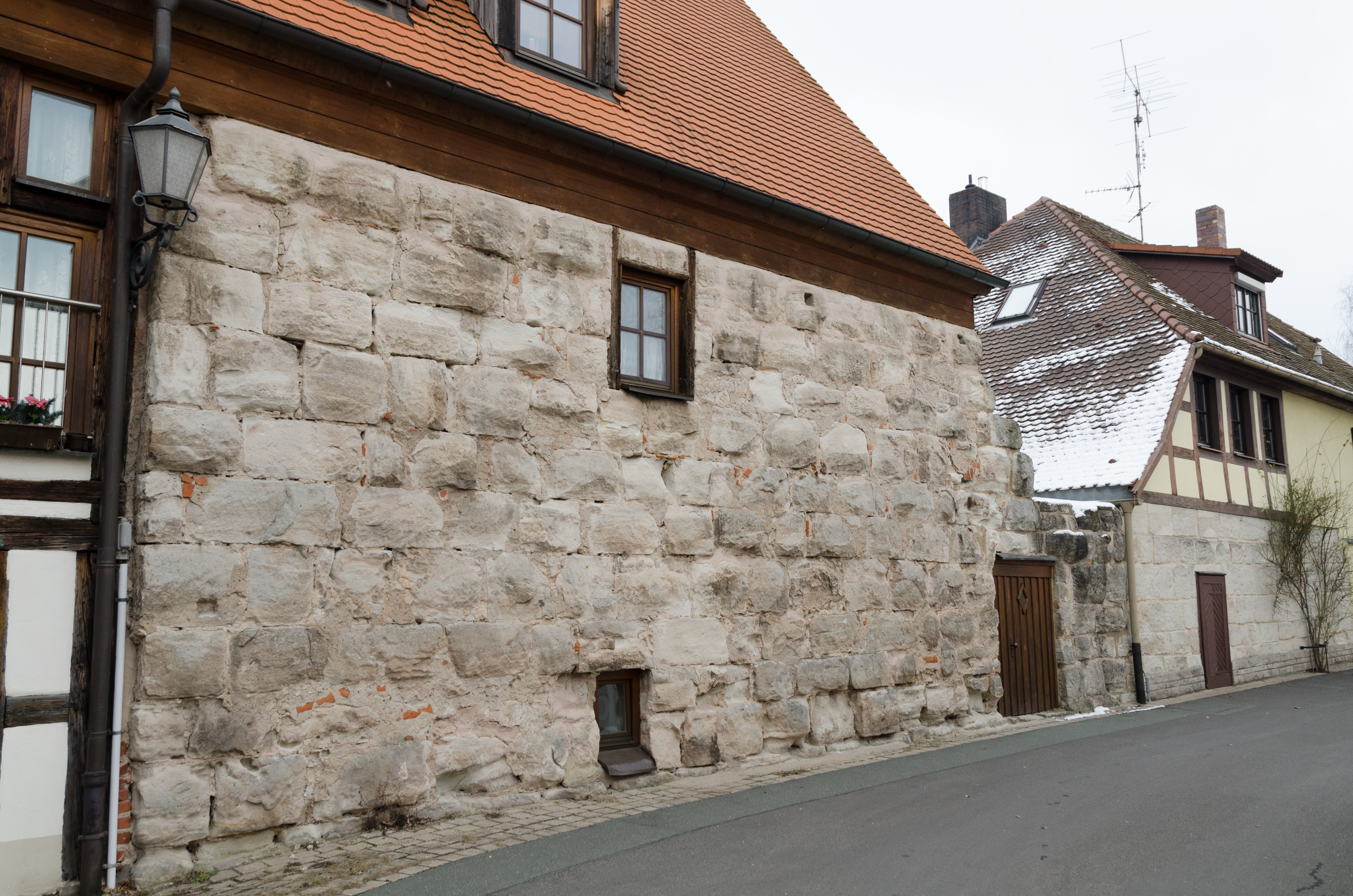
Gartenstraße 16 a, Ansicht Bei der Freiung
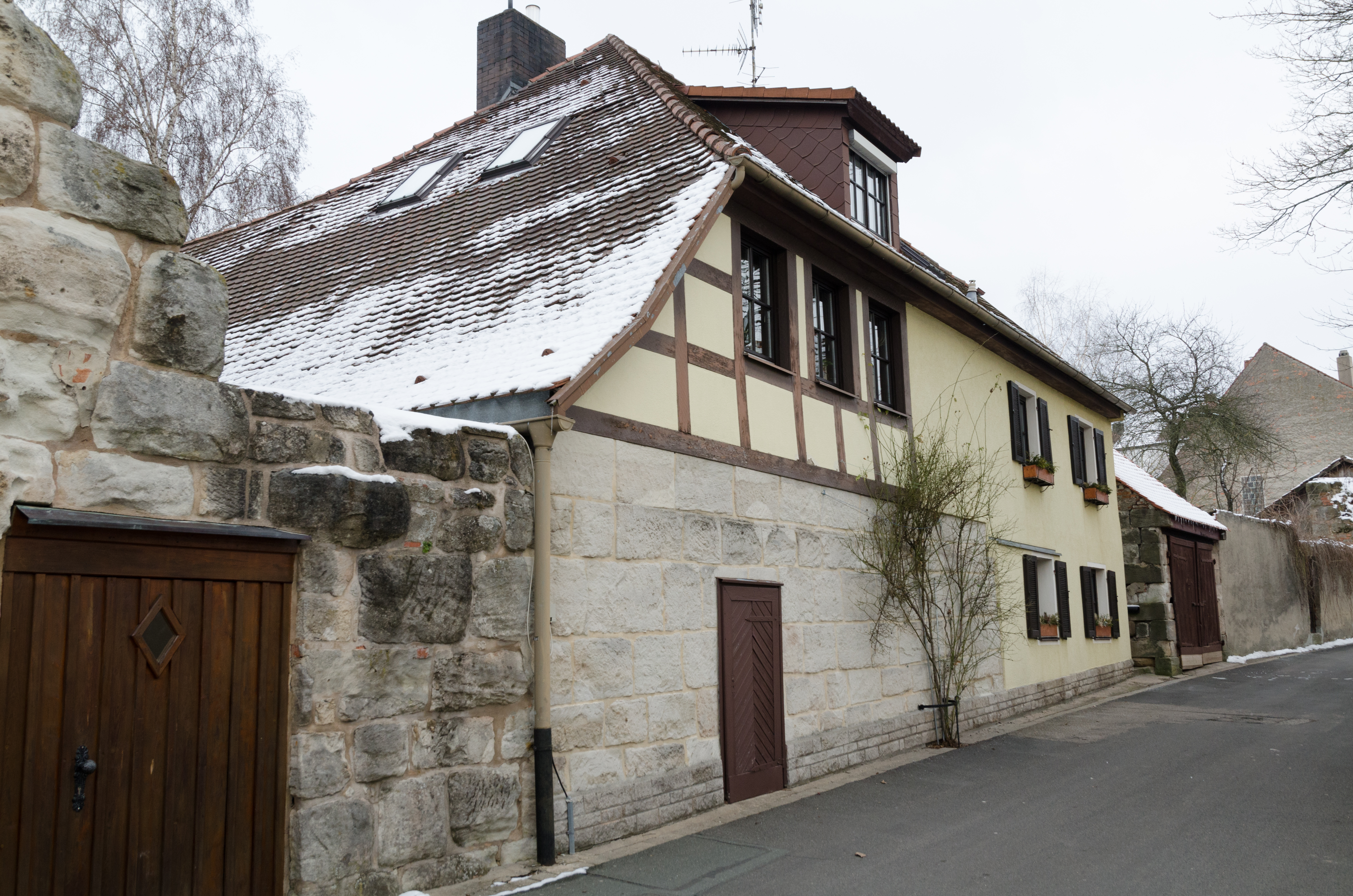
Bei der Freiung 3
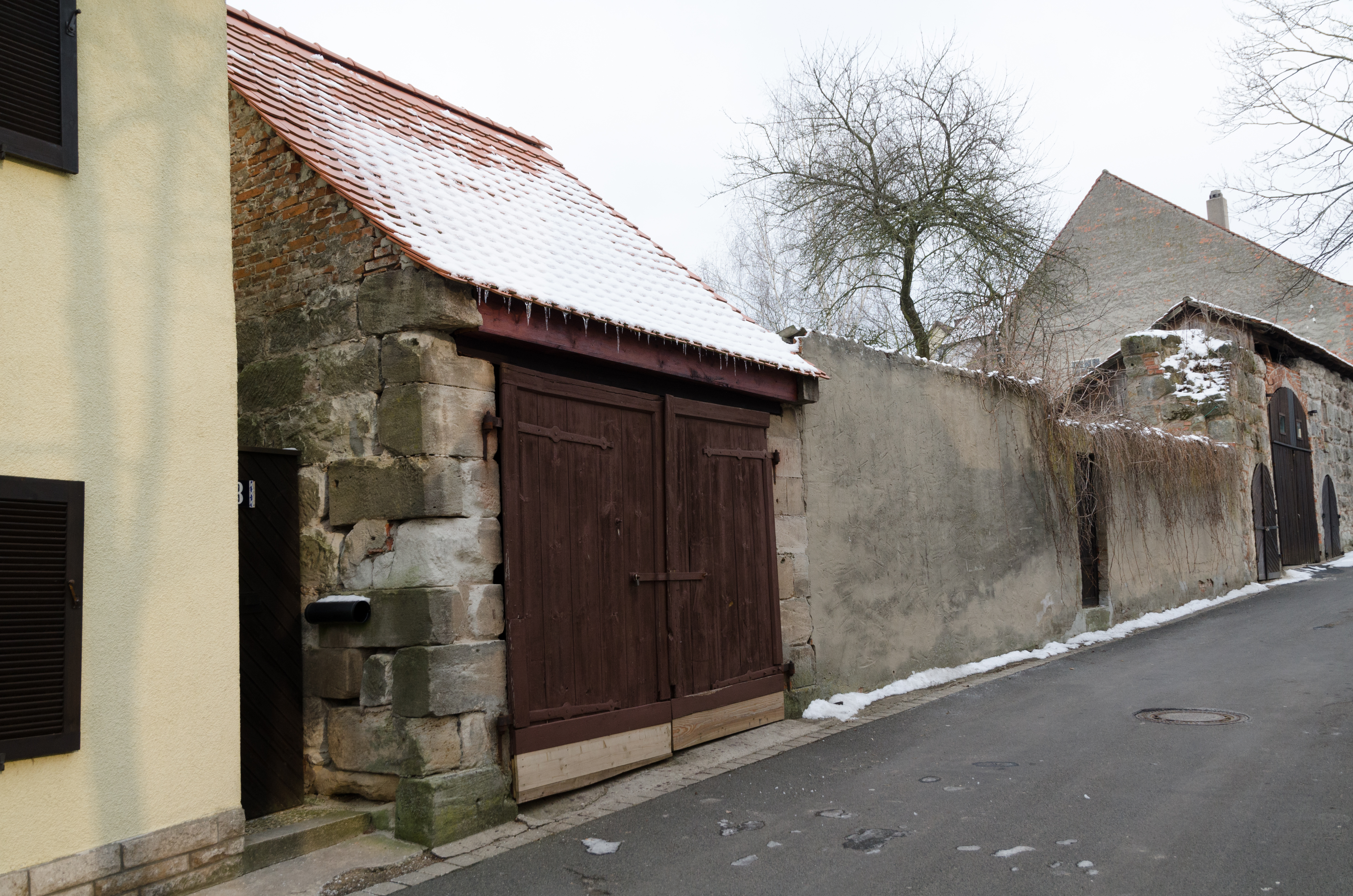
Gartenstraße 20, Ansicht Bei der Freiung
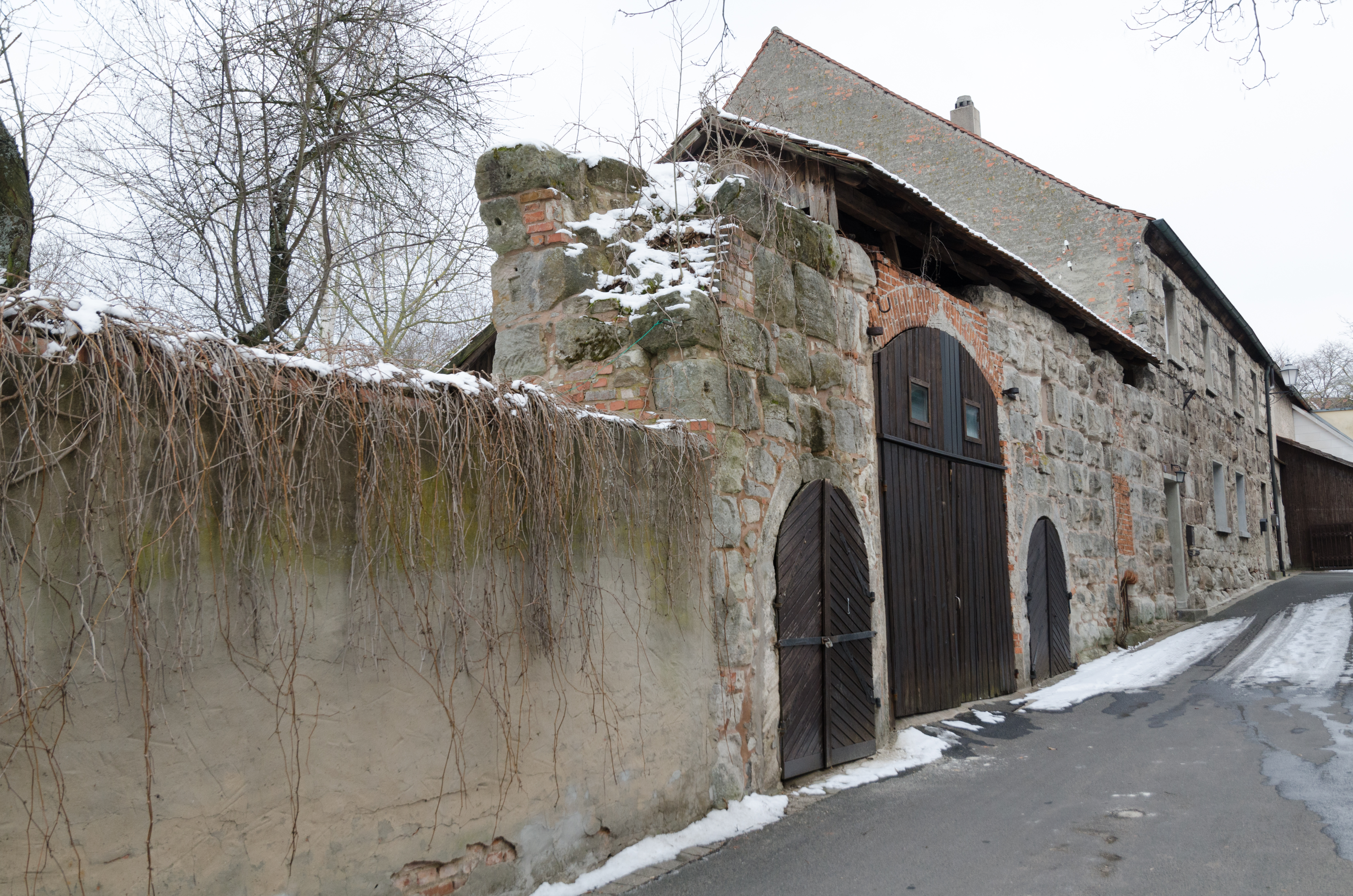
Gartenstraße 20, Ansicht Bei der Freiung
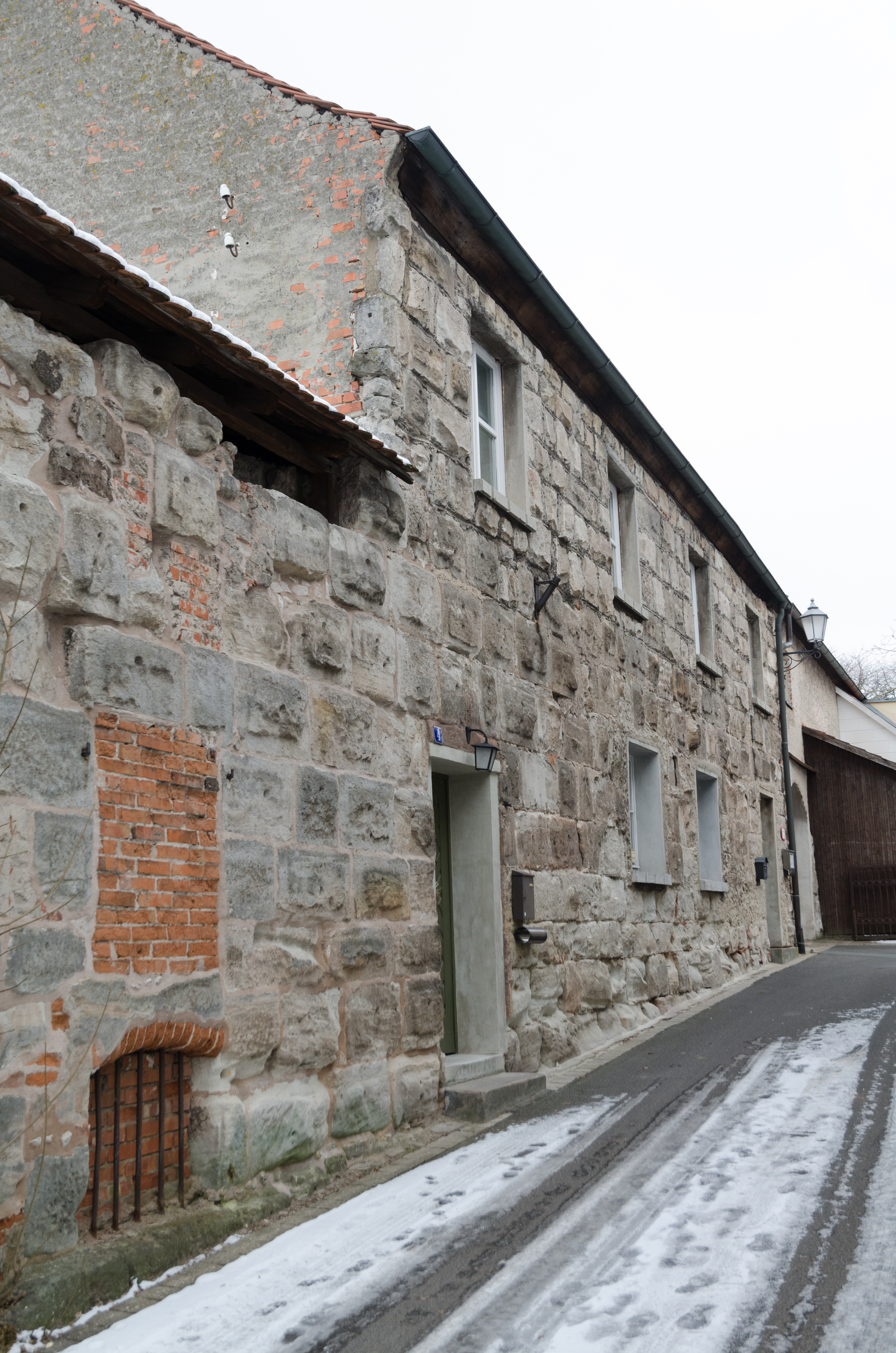
Bei der Freiung 4
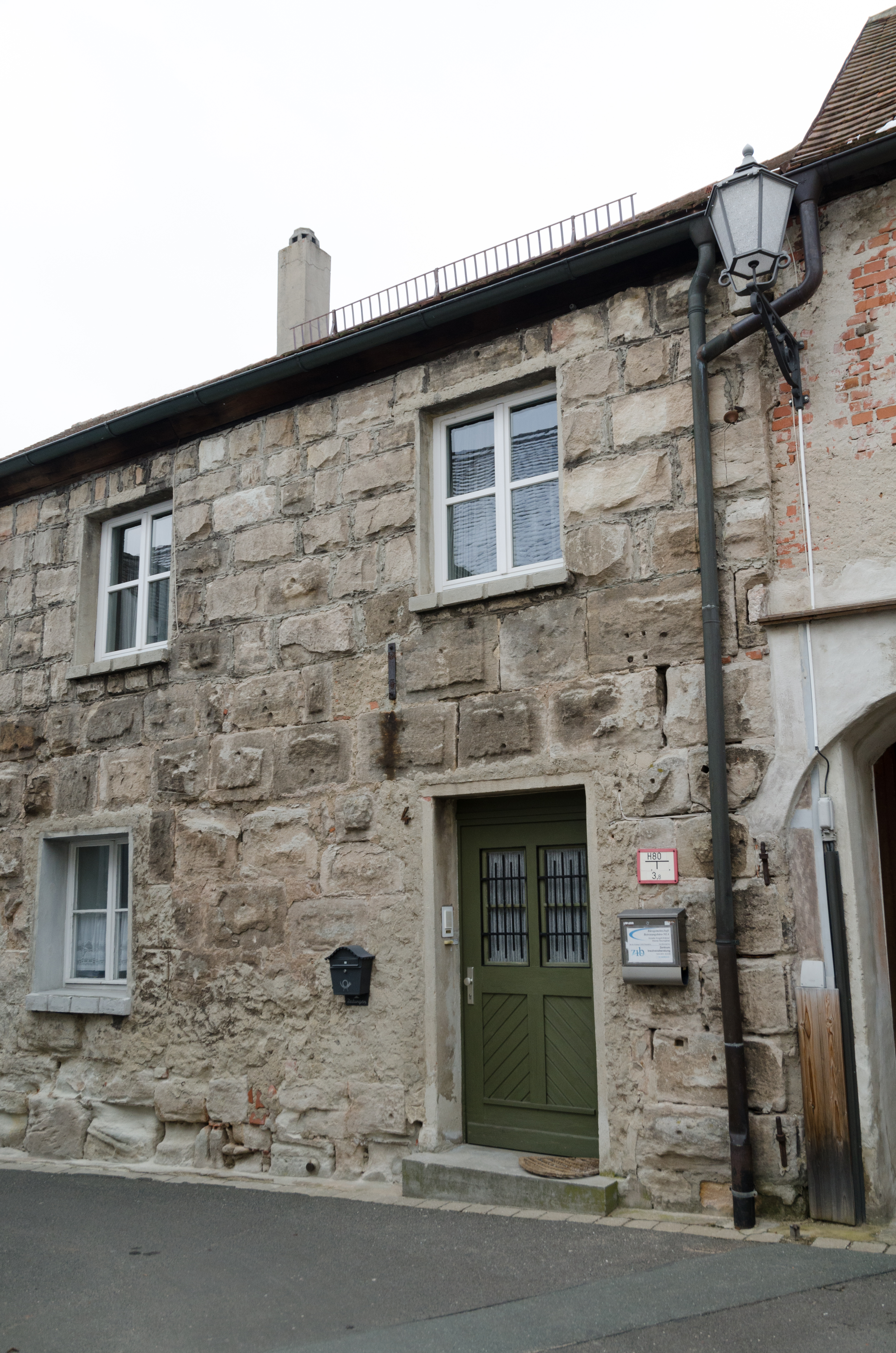
Bei der Freiung 4

Nürnberger Tor
Stadttor, sogenanntes Nürnberger Tor. Aktennummer: D-5-75-153-73.
- Fünfgeschossiger Torturm (Lage) aus Bossenquadern mit Pyramidendach und Laterne, spitzbogige Toröffnung mit tonnengewölbter Durchfahrt, Mitte 15. Jahrhundert
- Torhaus (Lage) mit der südlich anschließenden Stadtmauer fluchtender, zweigeschossiger Bossenquaderbau mit spitzbogiger, tonnengewölbter Durchfahrt und Ziegel- und Fachwerküberbau mit Satteldach, nach 1523
- Vorbau (Lage), an der östlichen Torhausseite, zweigeschossiger Walmdachbau mit spitzbogiger Durchfahrt, 1660
- ehemalige Bastei (Lage), Reste der halbrunden Anlage, 19. Jahrhundert

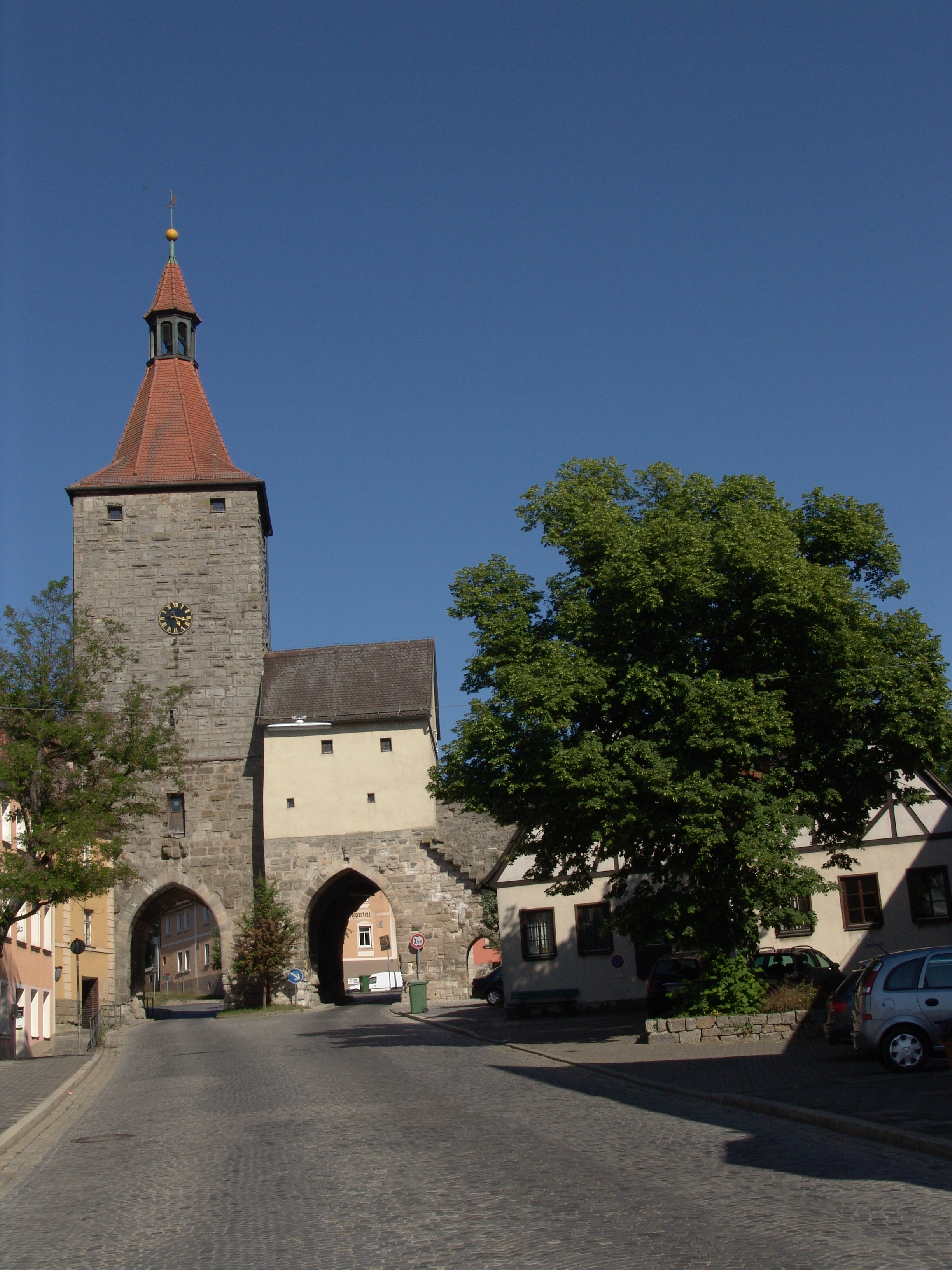
Torturm und Torhaus, Stadtseite weitere Bilder
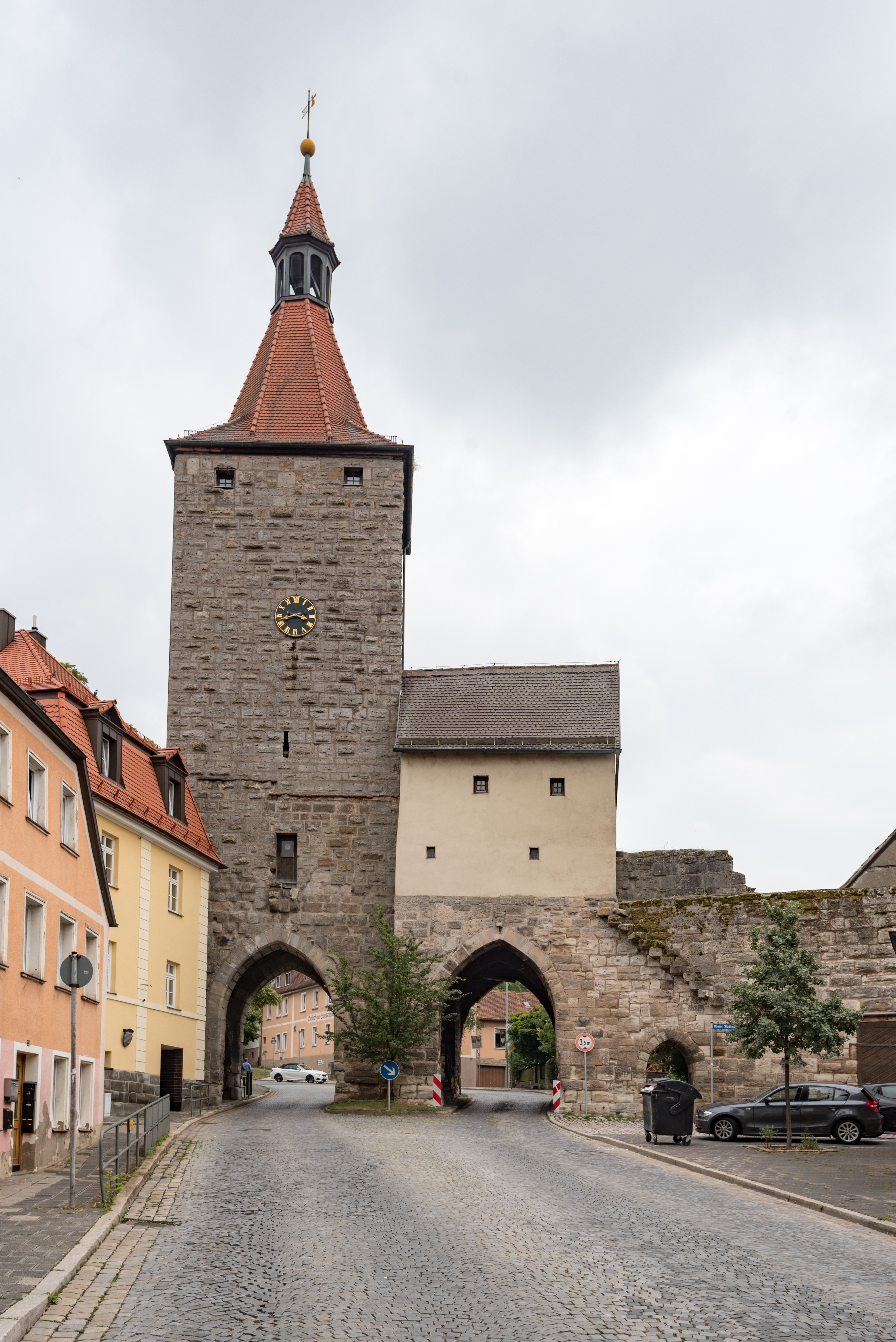
Torturm und Torhaus, Stadtseite
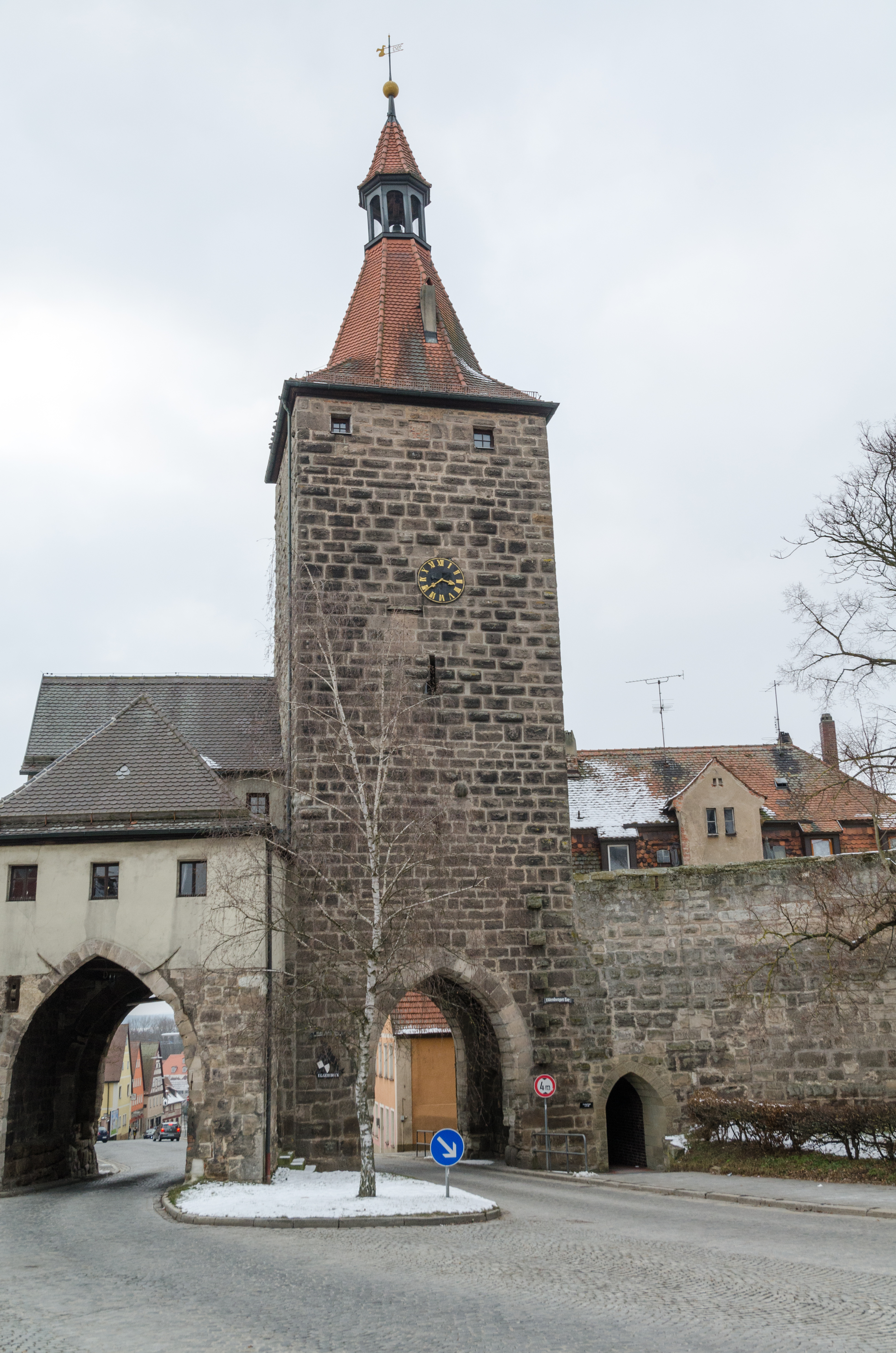
Torturm und Torhaus, Feldseite
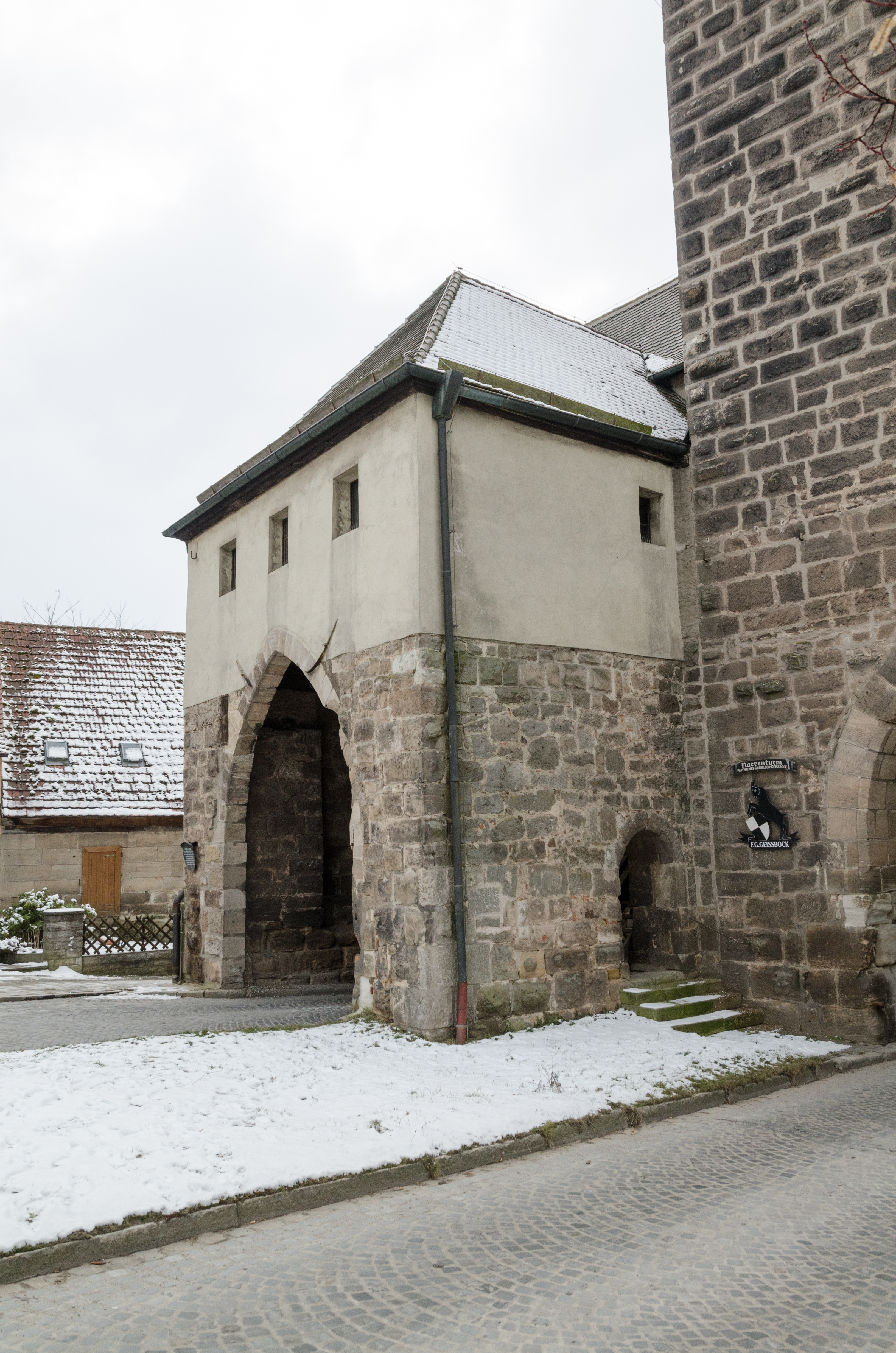
Vortor, Feldseite
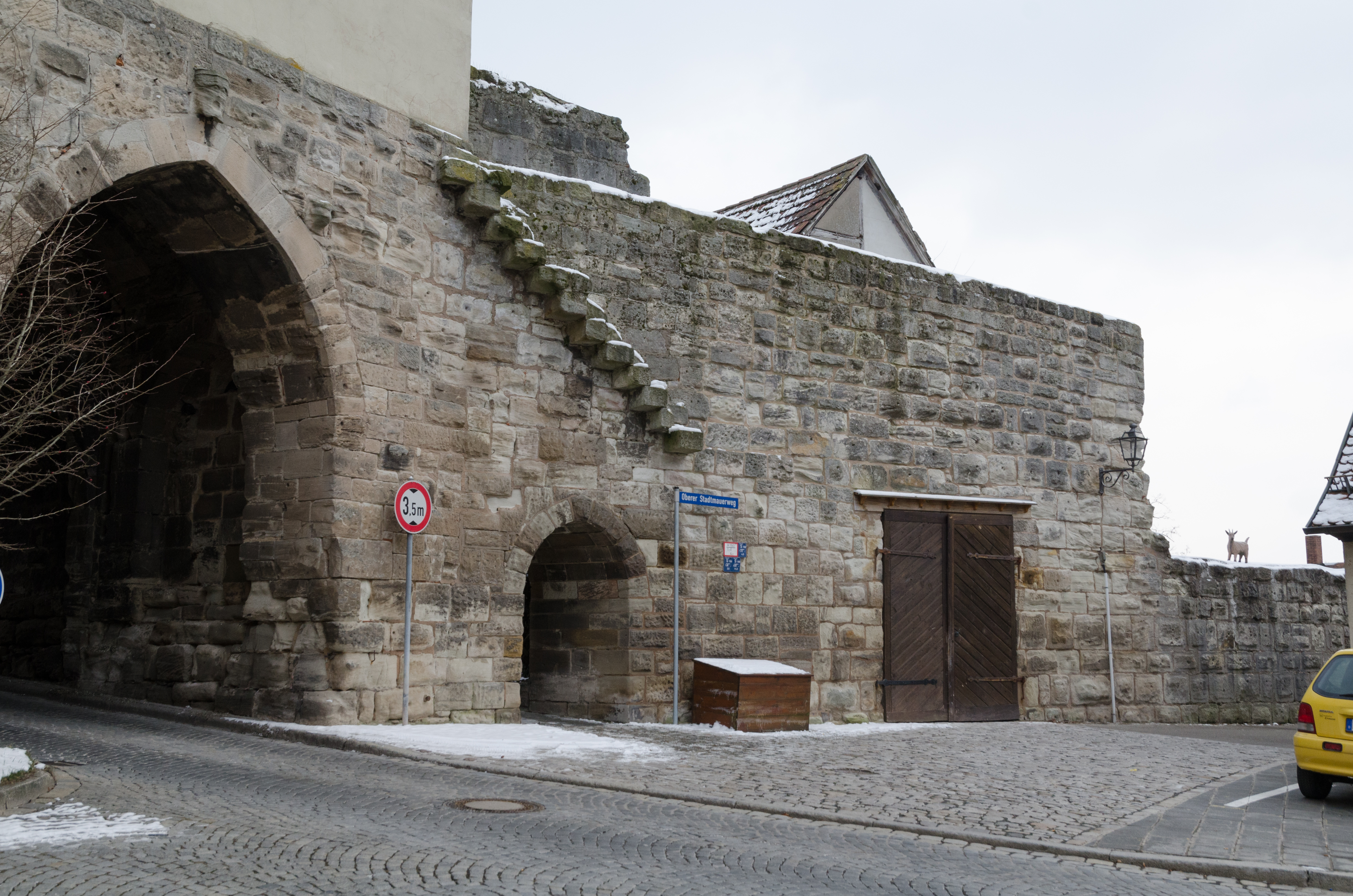
Torhaus und anschließende Stadtmauer, Stadtseite
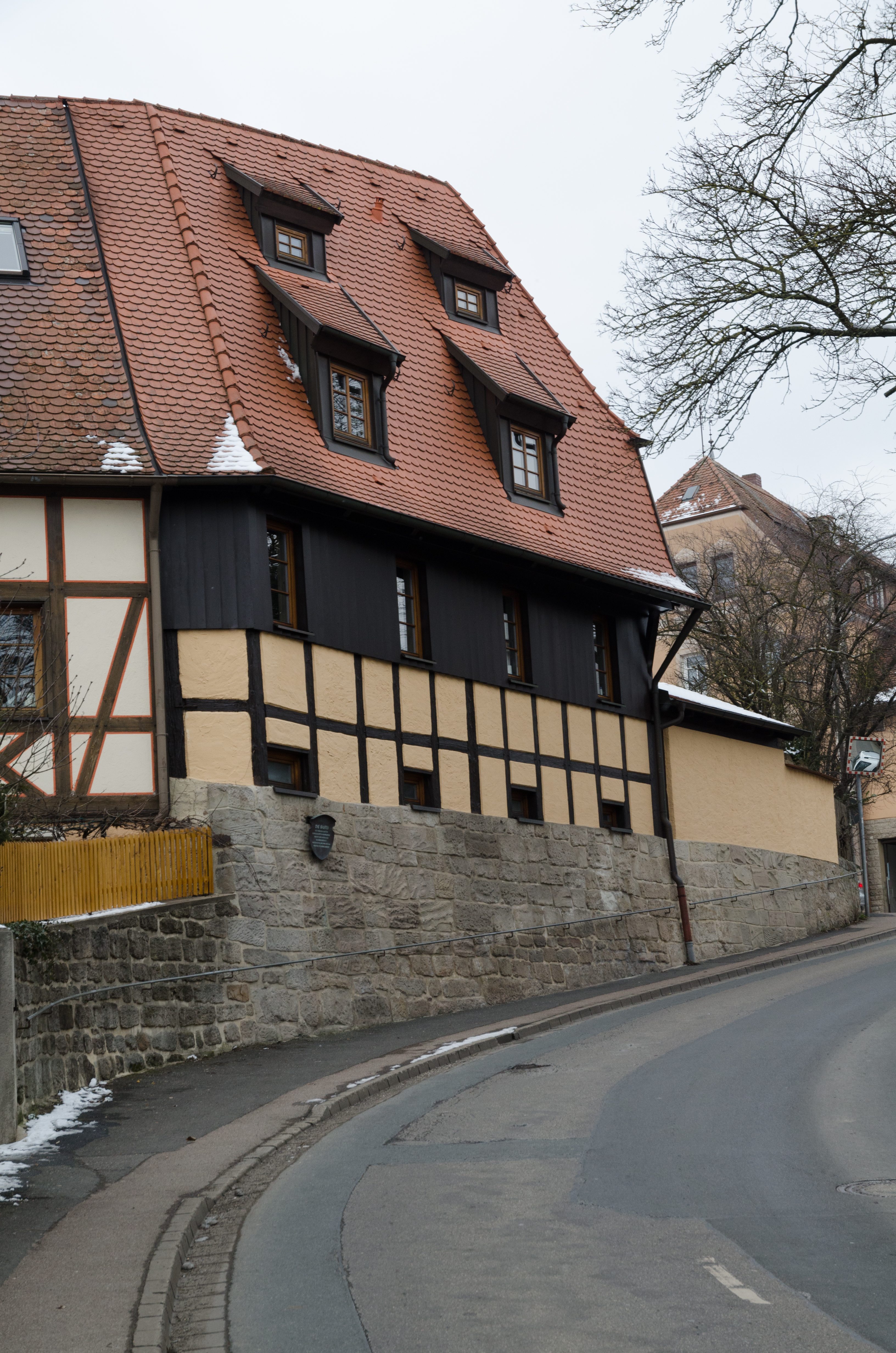
Bastei

Nürnberger Tor bis Mühlstraße
An das Nürnberger Tor schließt sich der östliche und südliche Teil der Stadtmauer an. An der Mühlstraße befindet sich ein Mauerdurchbruch. Dort befand sich der abgegangene Vögeleinsturm.
- Nürnberger Straße 24 a (Lage): Stadtmauer
- Oberer Stadtmauerweg 1 (Lage): Stadtmauer
- Oberer Stadtmauerweg 1b (Lage): Stadtmauer
- Oberer Stadtmauerweg 2 (Lage): Stadtmauer
- Oberer Stadtmauerweg 4 (Lage): Stadtmauer
- Ludwigstraße 16 (Lage): Stadtmauer
- Mittlerer Stadtmauerweg 1 (Lage): Stadtmauer
- Mittlerer Stadtmauerweg 2 (Lage): Stadtmauer
- Mittlerer Stadtmauerweg 2 (Lage): Sauturm, nach außen rechteckig vorspringender Schalenturm, Pyramidendach
- Mittlerer Stadtmauerweg 4 (Lage): Flurerturm, zweigeschossiger, quadratischer Turm mit vorspringendem Pyramidendach, Buckelquadermauerwerk und verputztes Fachwerk

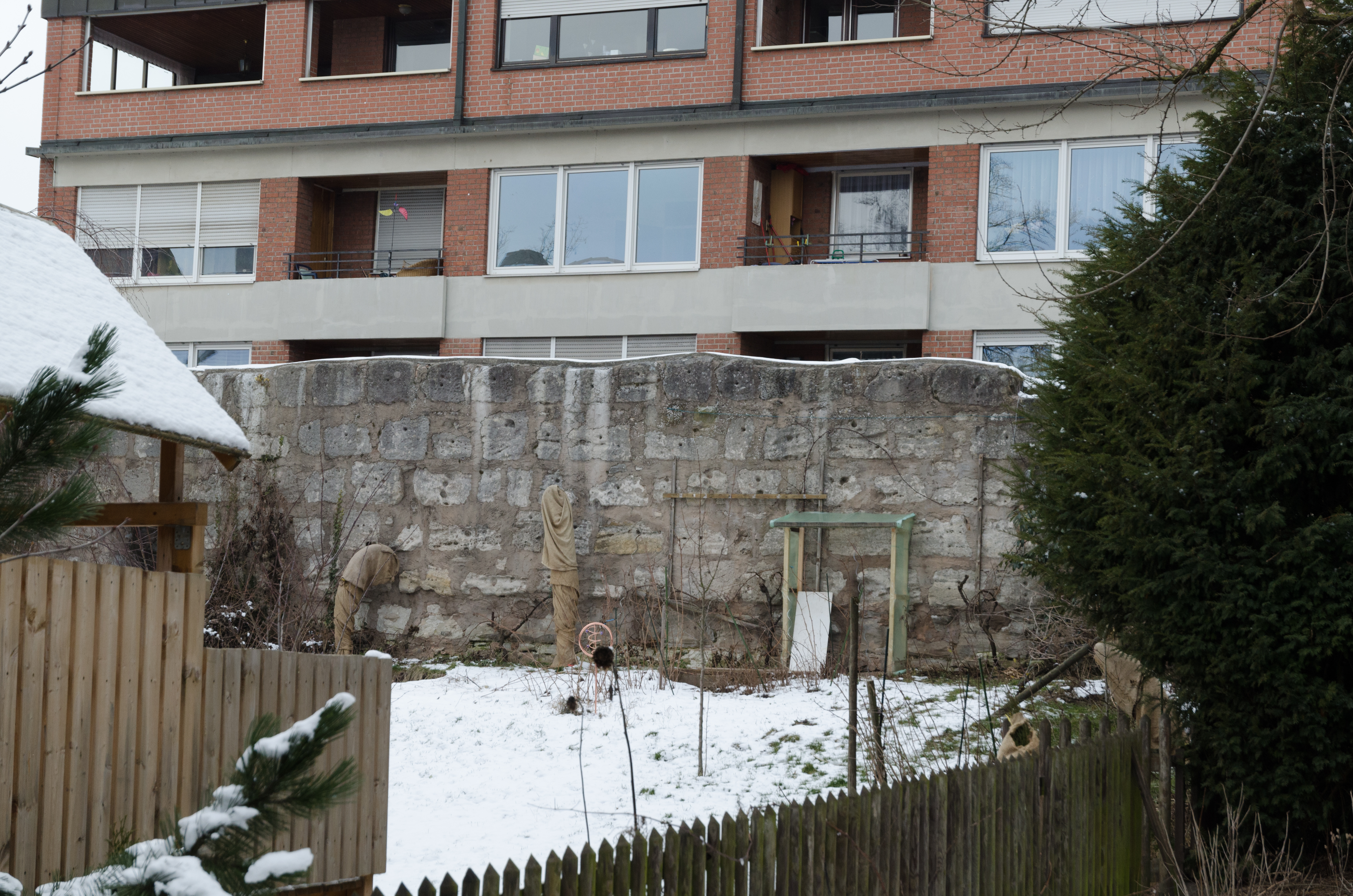
Ludwigstraße 16, Feldseite
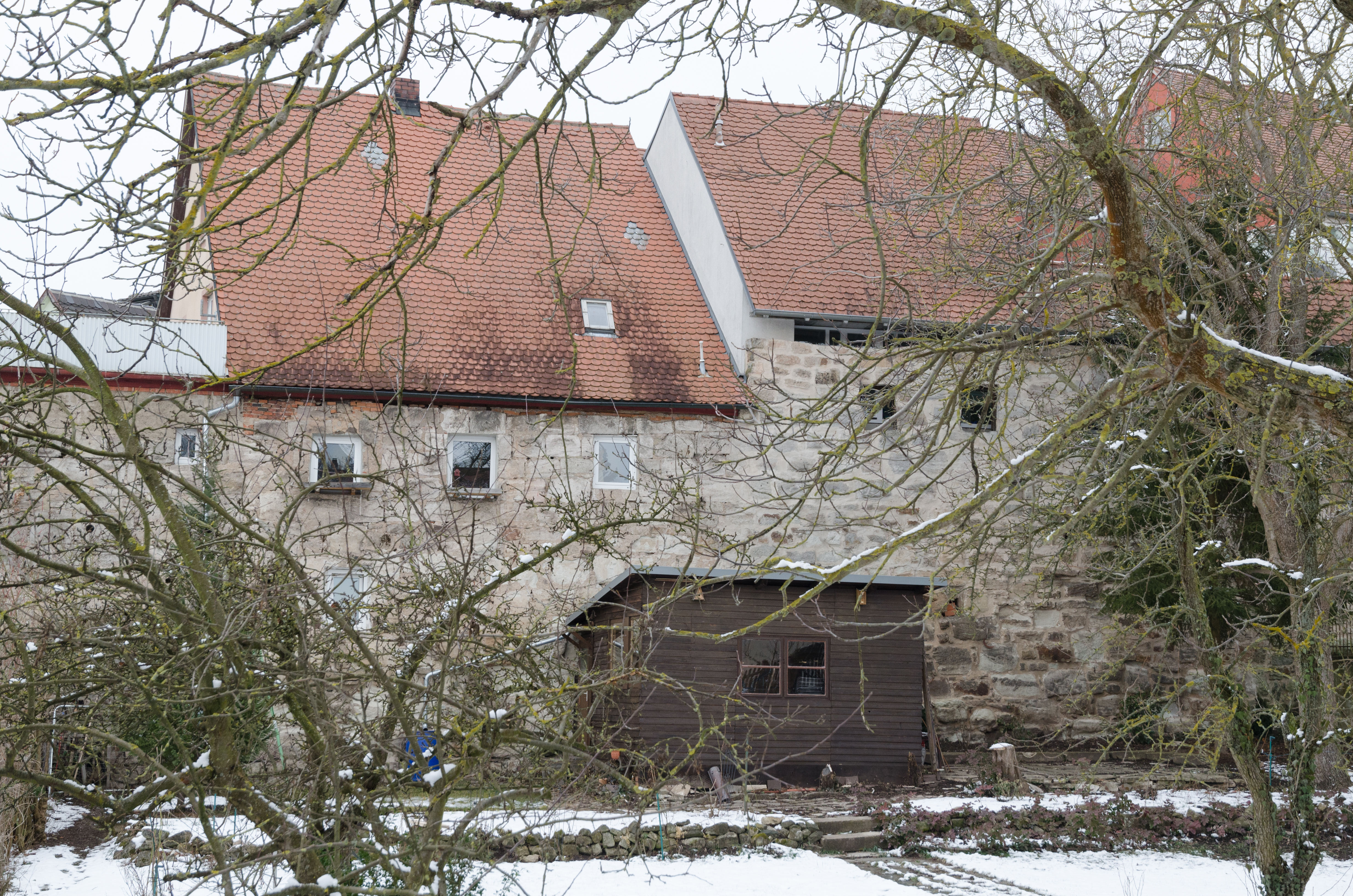
Mittler Stadtmauerweg 1, 2, Feldseite
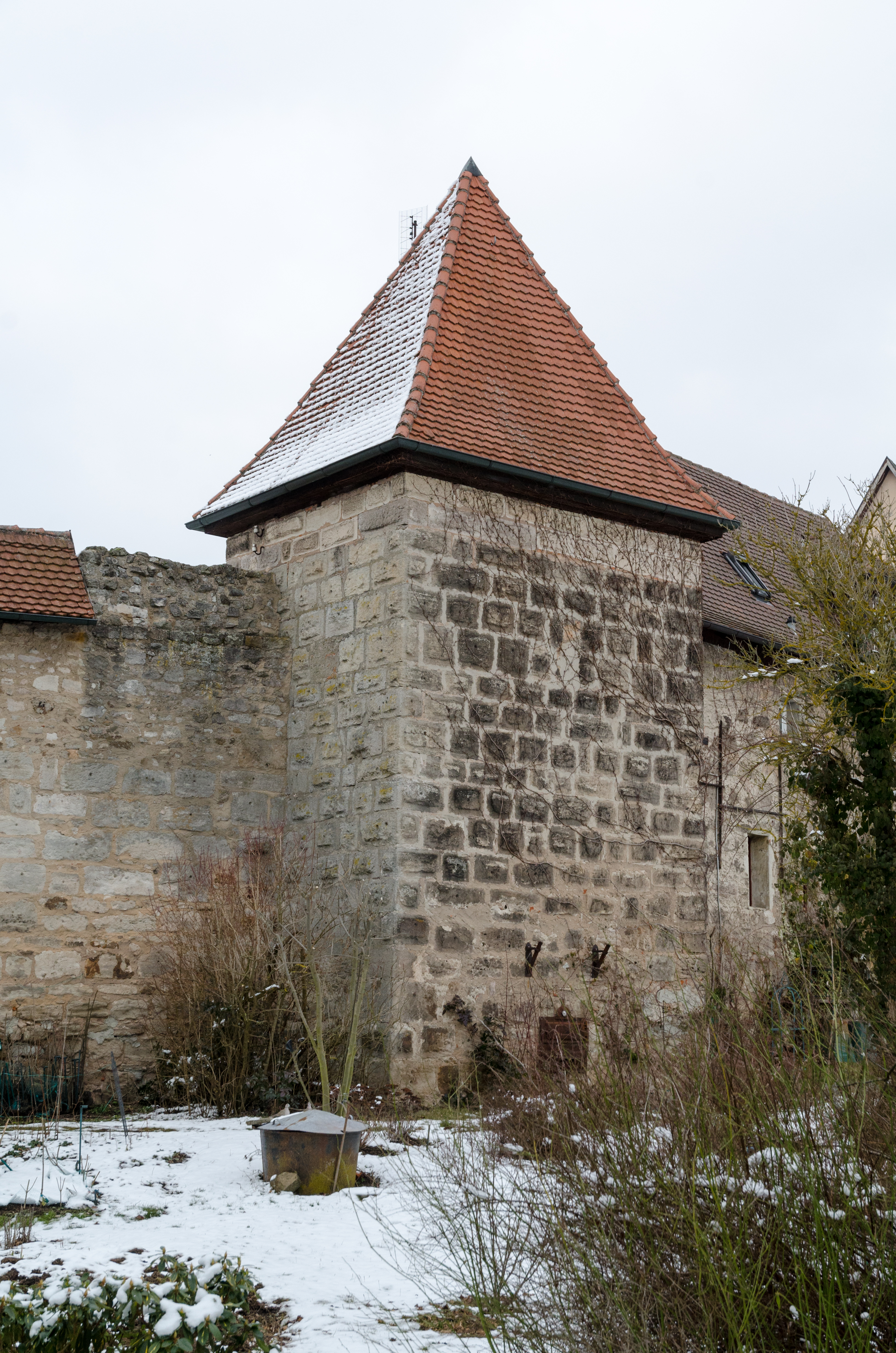
Sauturm, Feldseite weitere Bilder
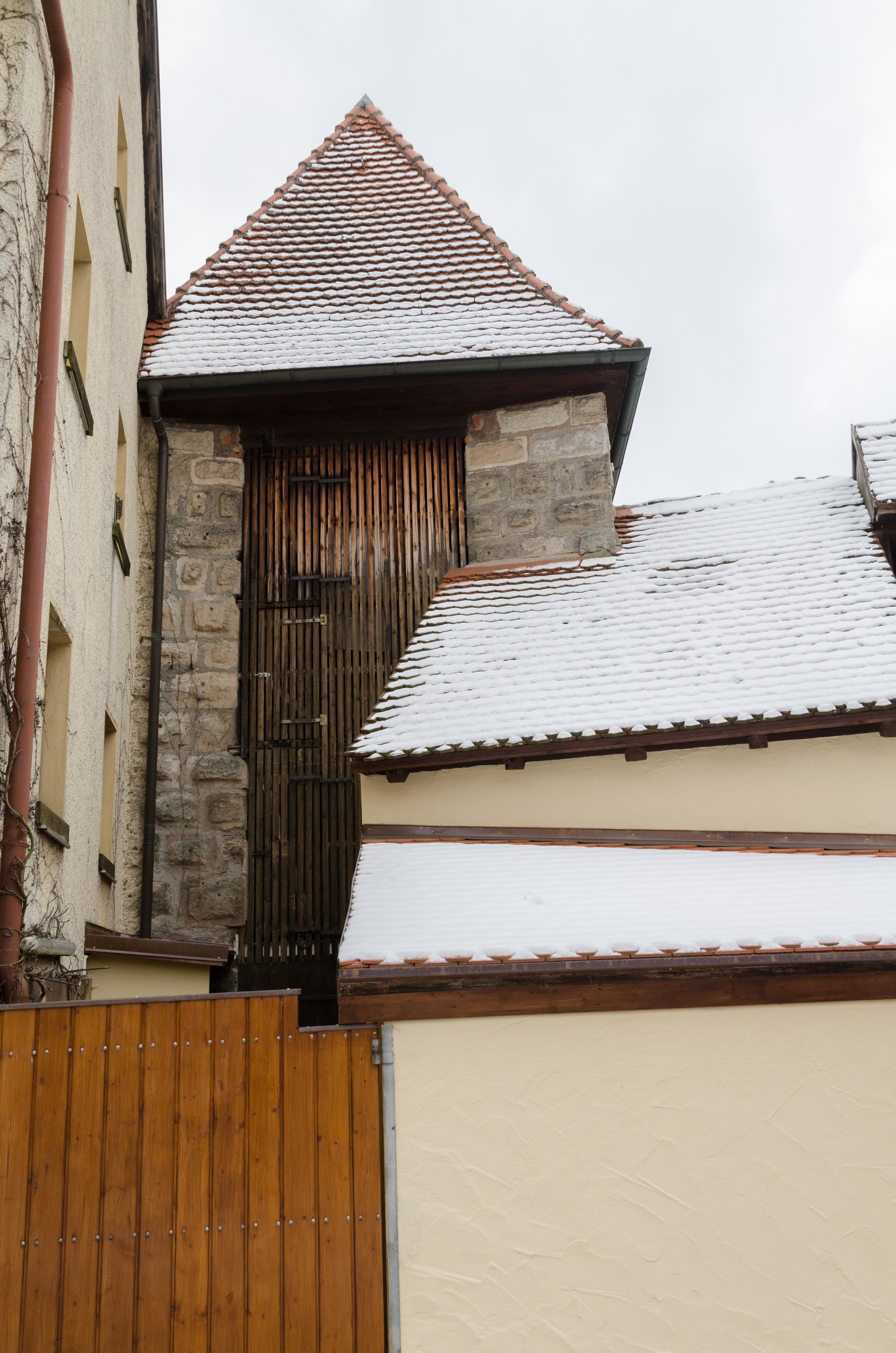
Sauturm, Stadtseite weitere Bilder
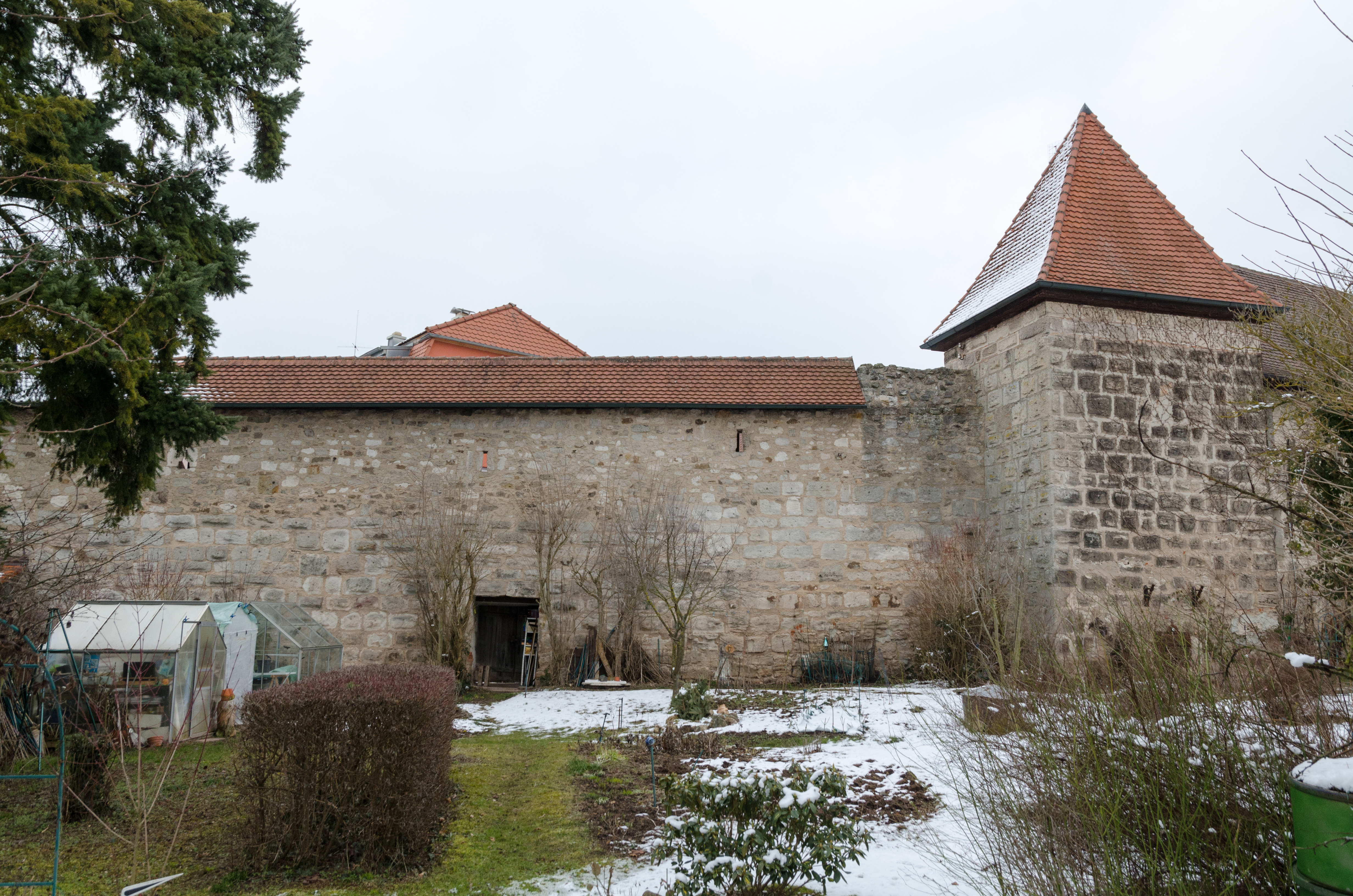
Stadtmauer westlich des Sauturms
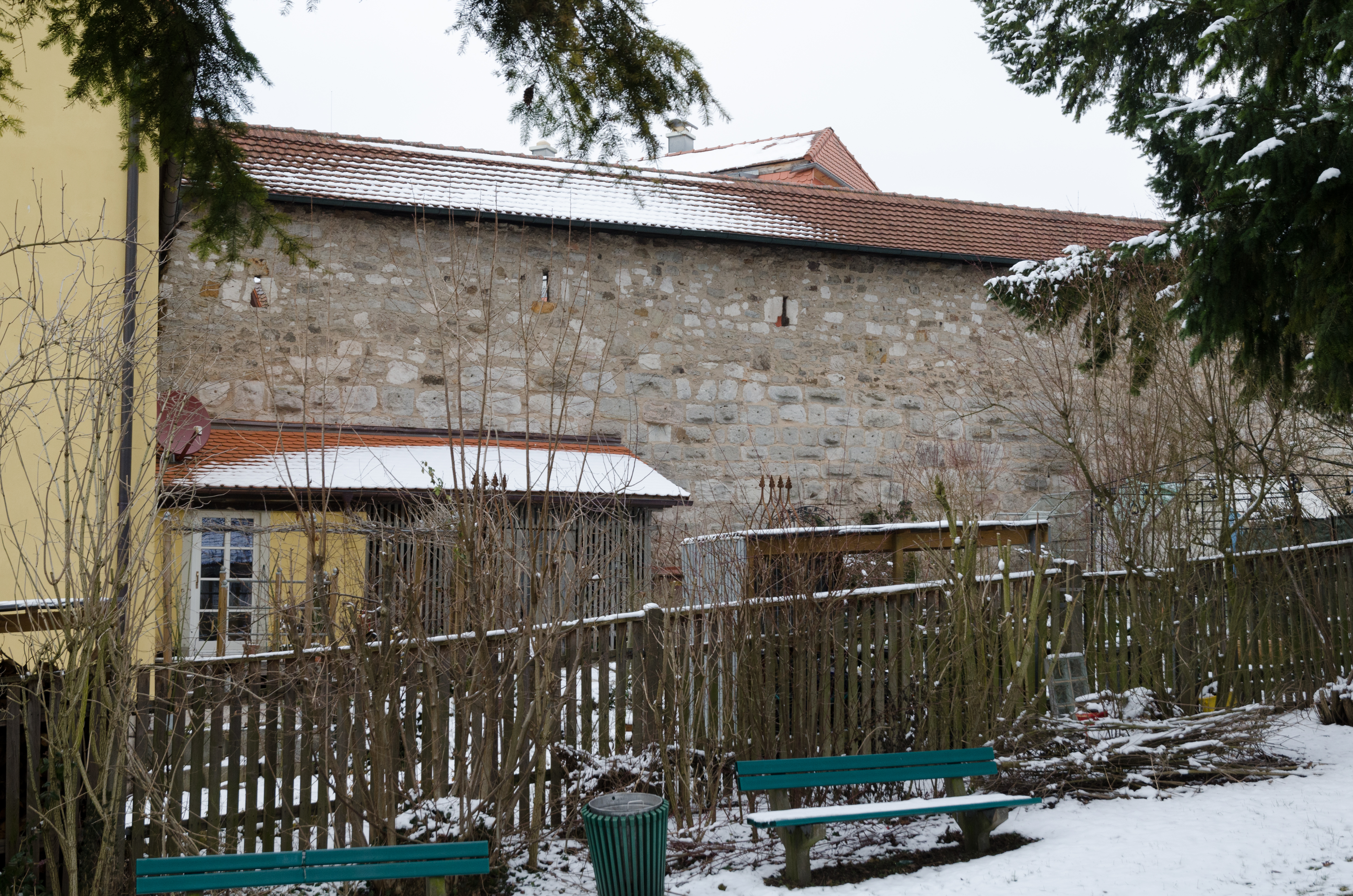
Stadtmauer westlich des Sauturms
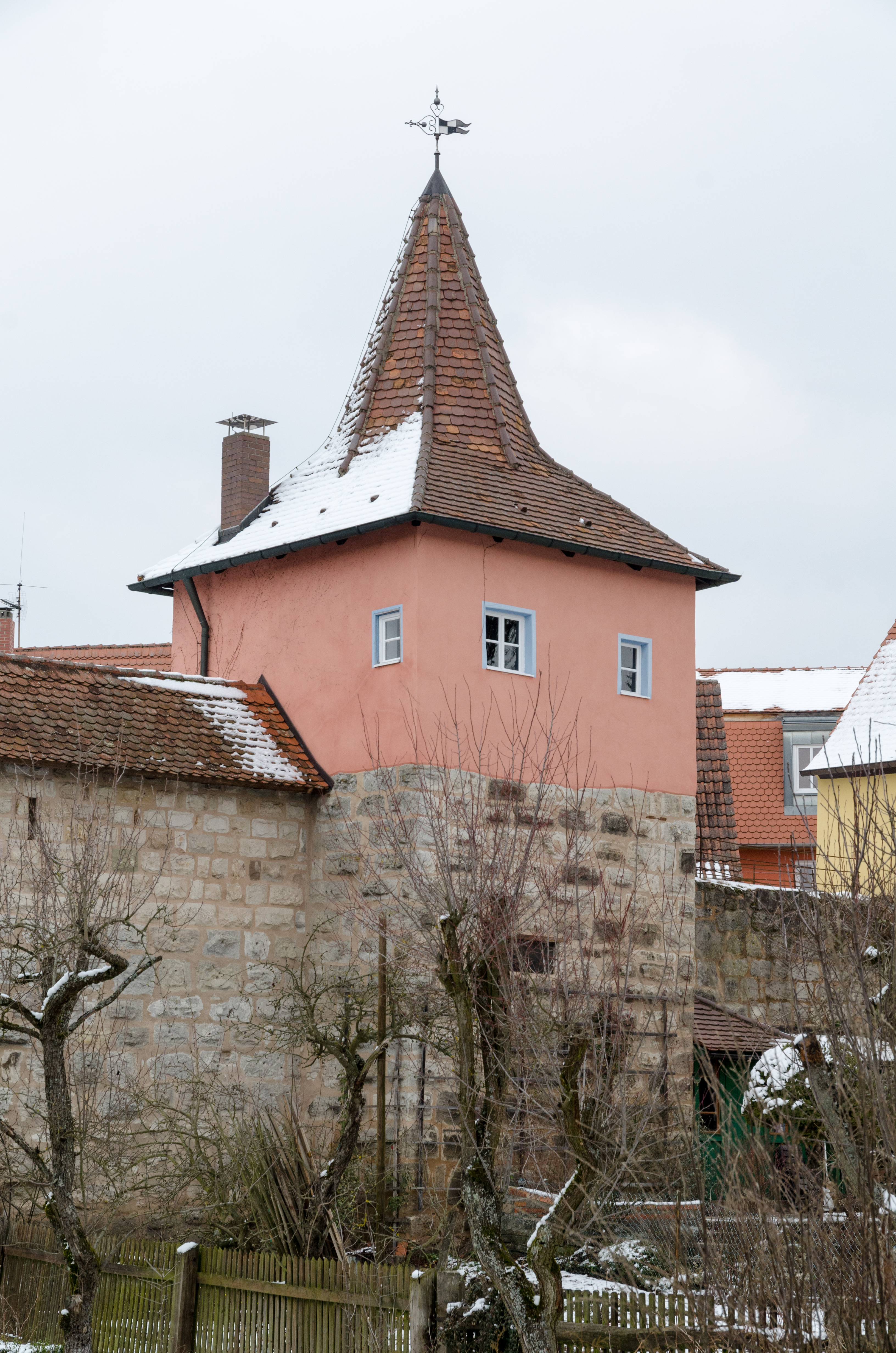
Flurerturm, Feldseite weitere Bilder
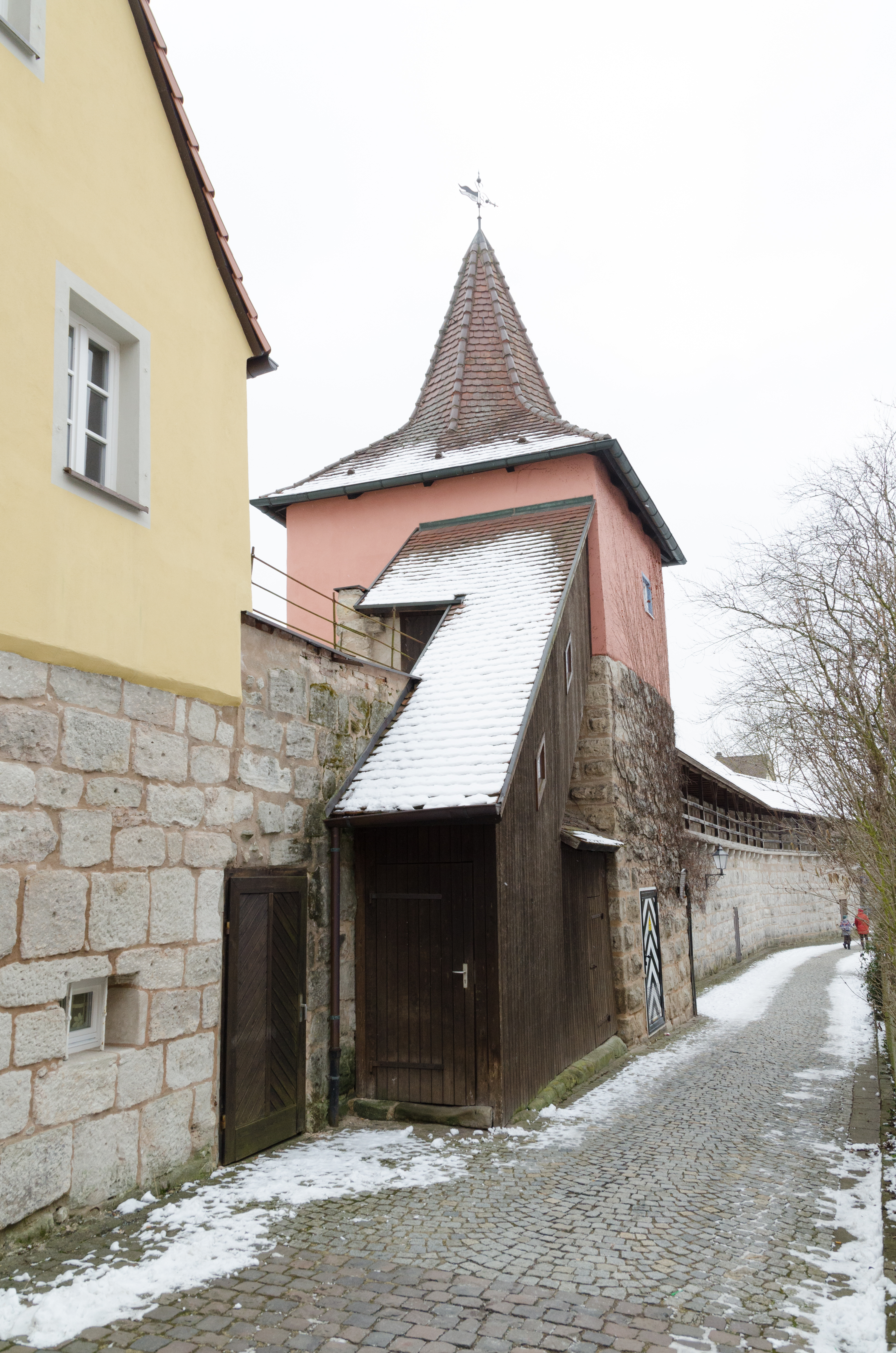
Flurerturm, Stadtseite weitere Bilder
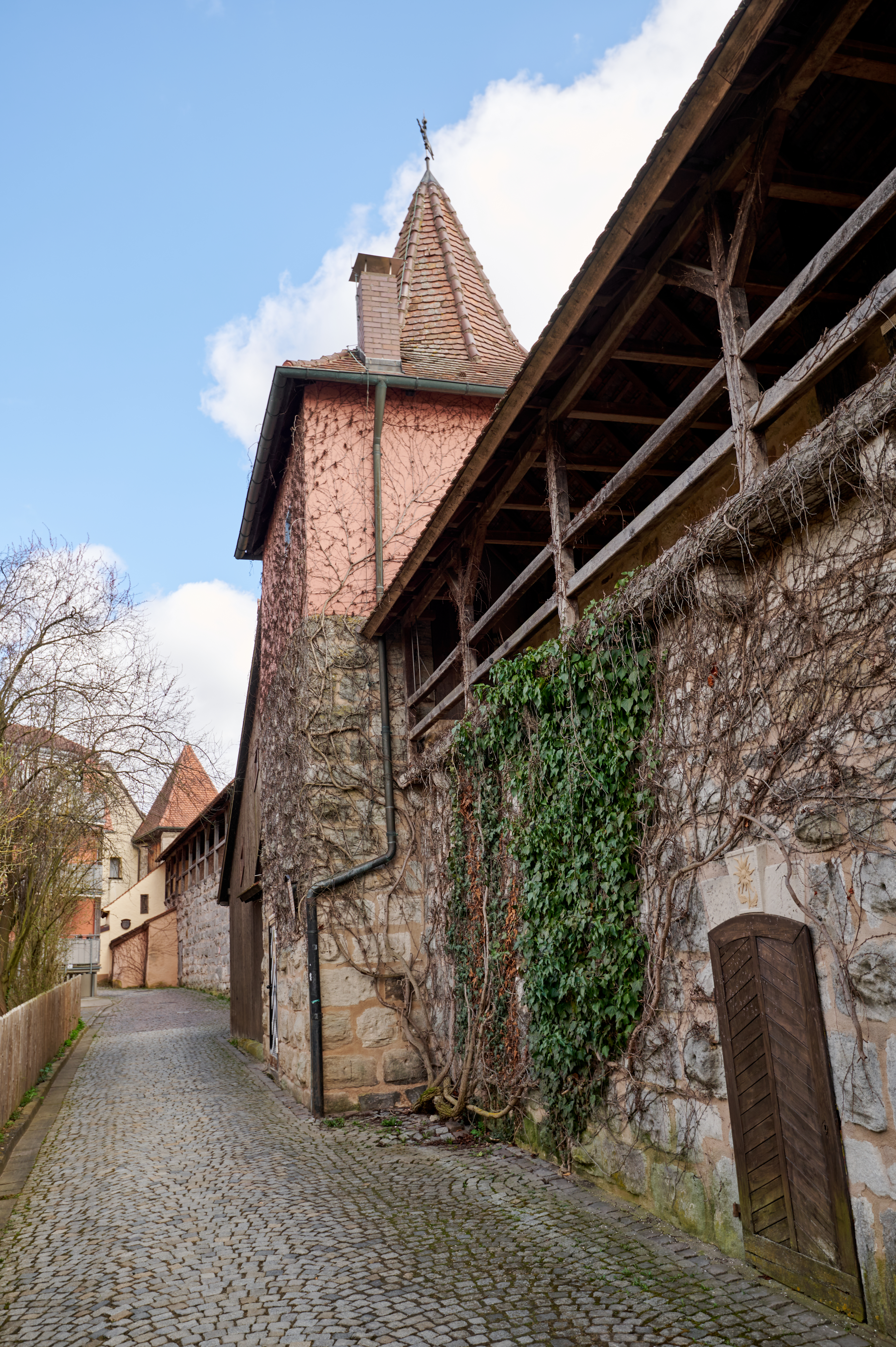
Flurerturm, Stadtseite weitere Bilder
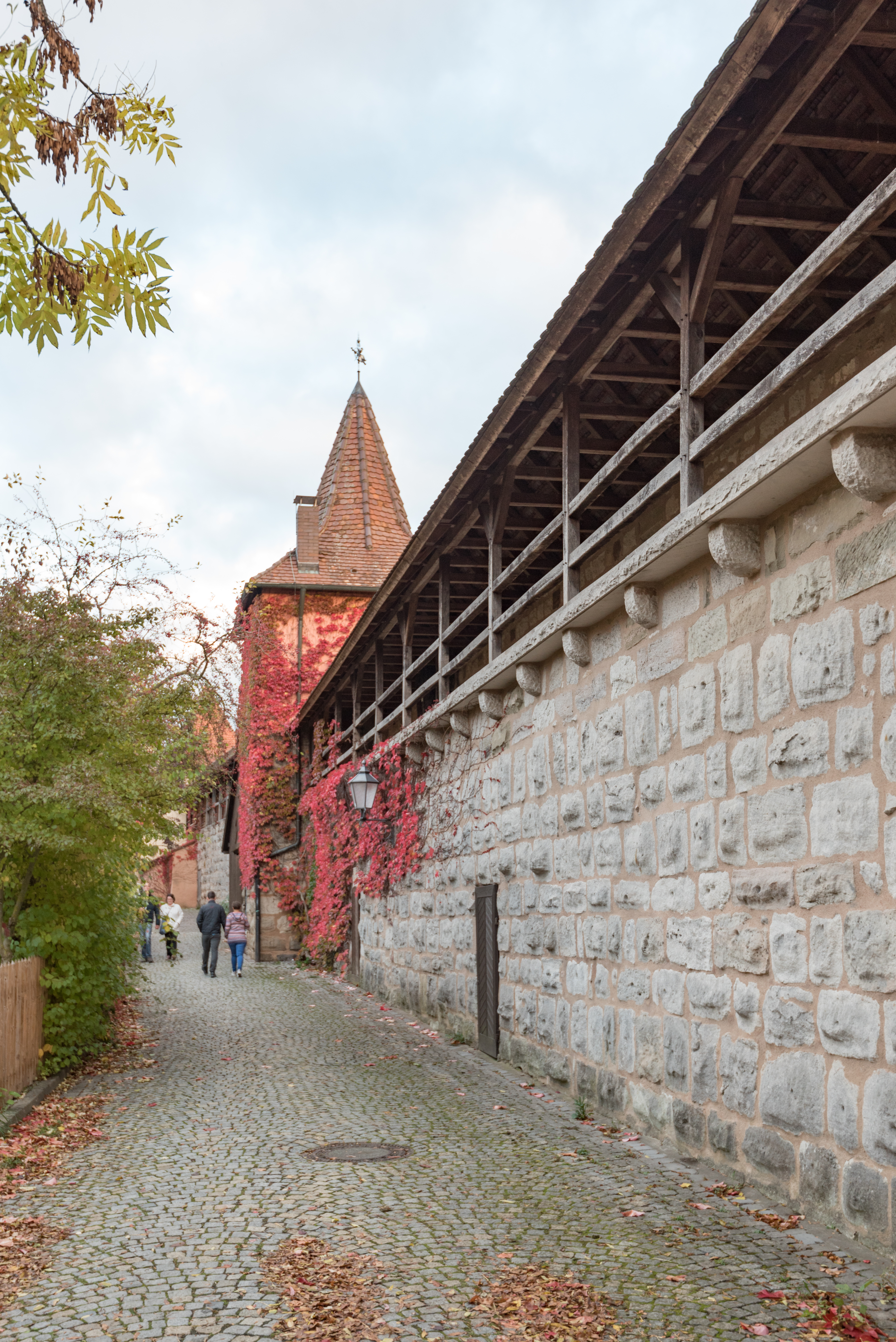
Stadtmauer zwischen Flurerturm und Mühlstraße
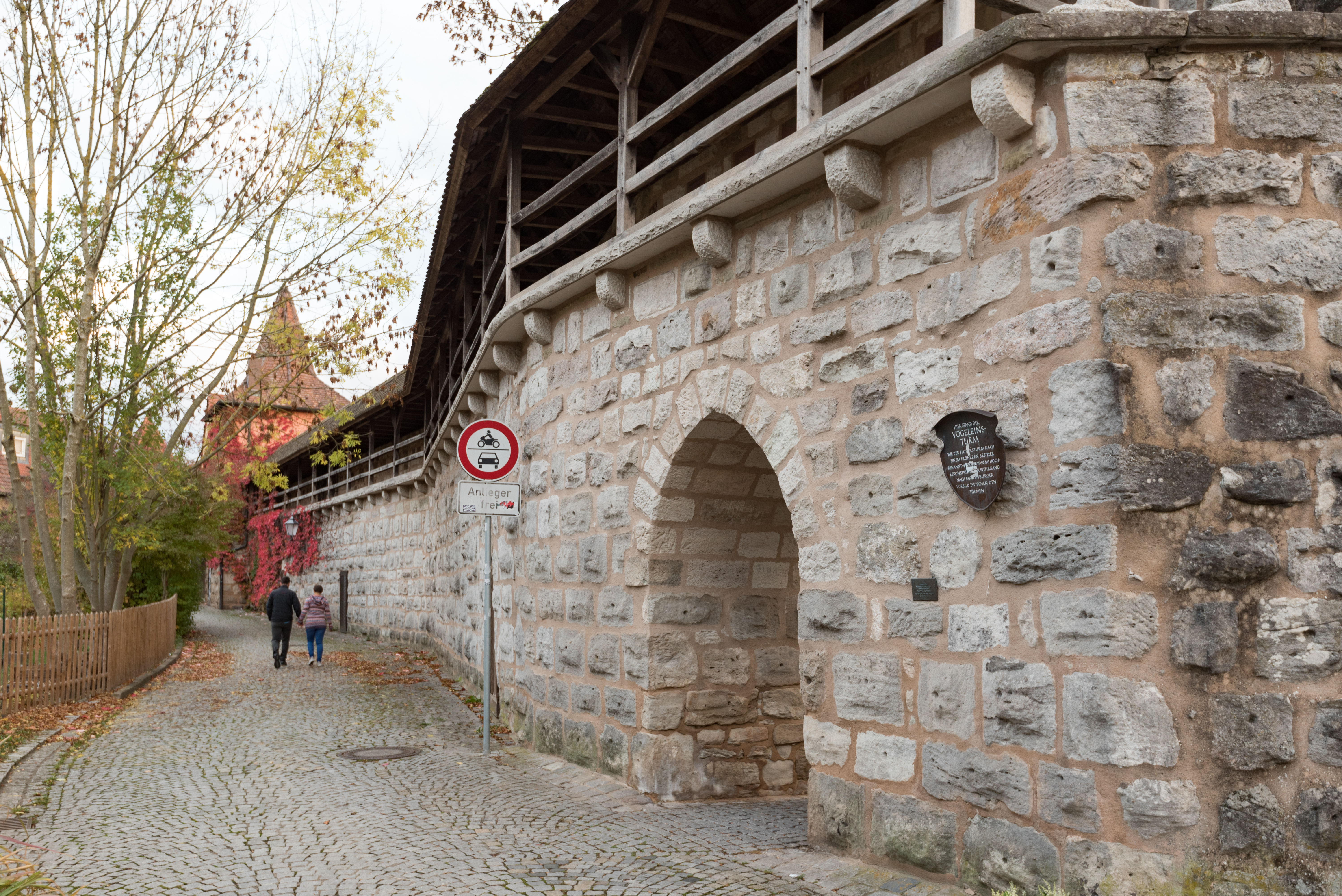
Stadtmauer zwischen Flurerturm und Mühlstraße
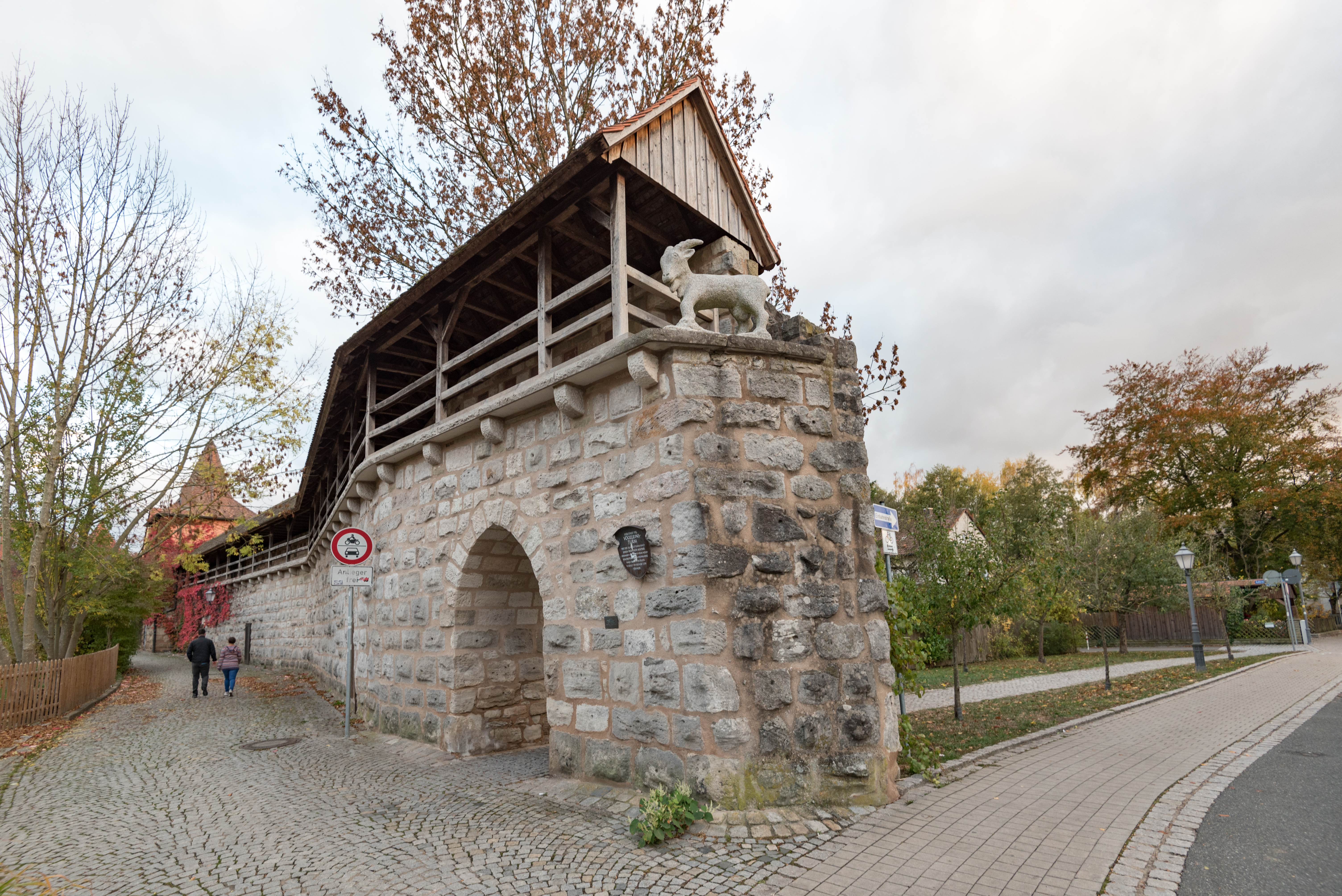
Stadtmauer zwischen Flurerturm und Mühlstraße

Mühlstraße bis Wilhelmstraße
Von der Mühlstraße bis zur Wilhelmstraße sind nur Teilabschnitte der Stadtmauer erhalten. An der Wilhelmstraße fehlt das abgebrochene Windsheimer Tor.
- Unterer Stadtmauerweg 1 (Lage): Stadtmauer
- Unterer Stadtmauerweg 3 (Lage): Stadtmauer
- Unterer Stadtmauerweg 3 (Lage): Hirtenturm, quadratischer Turm mit flachem Pyramidendach, aus Buckelquadern
- Wilhelmstraße 43 (Lage): Stadtmauer

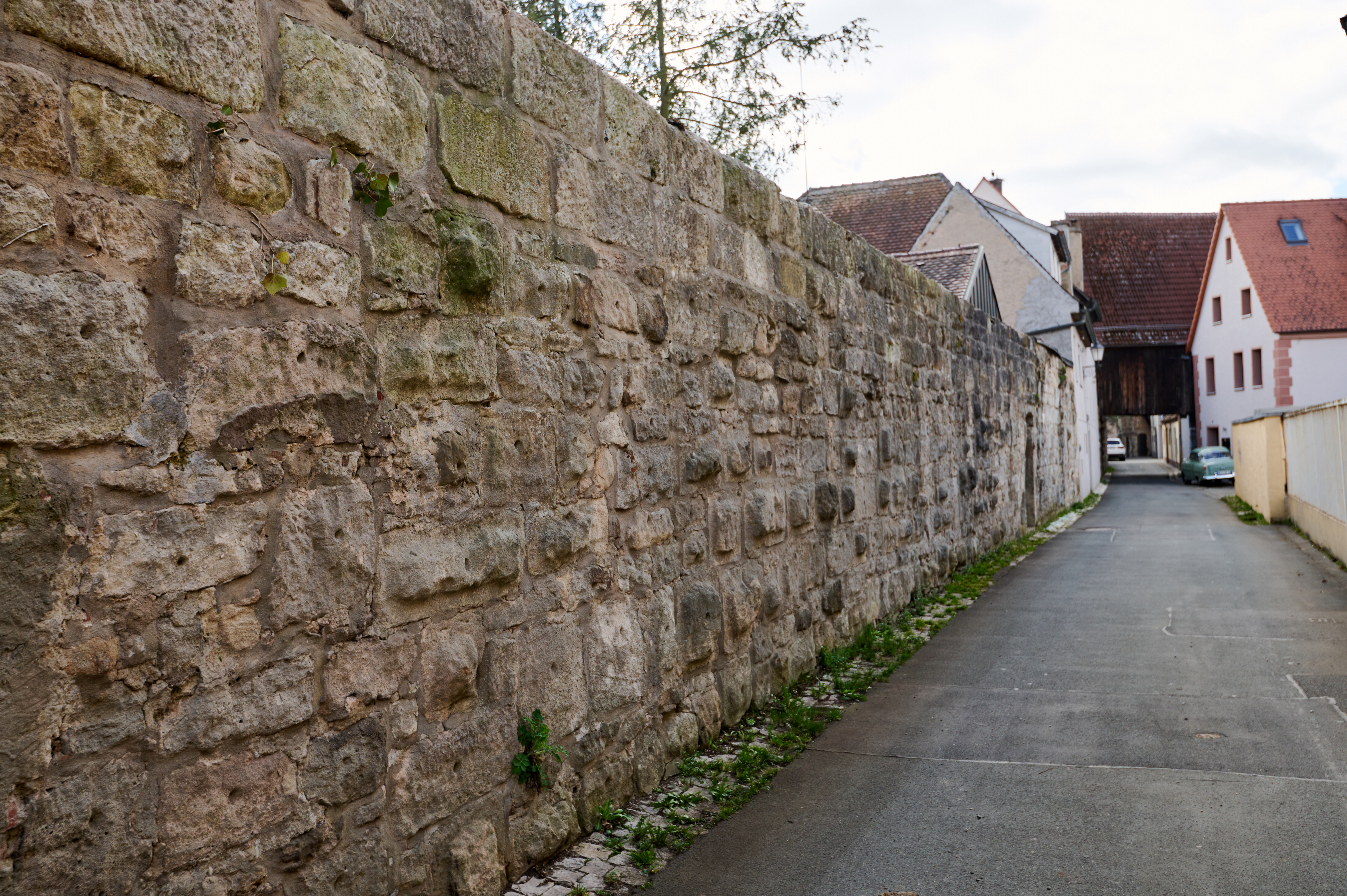
Unterer Stadtmauerweg
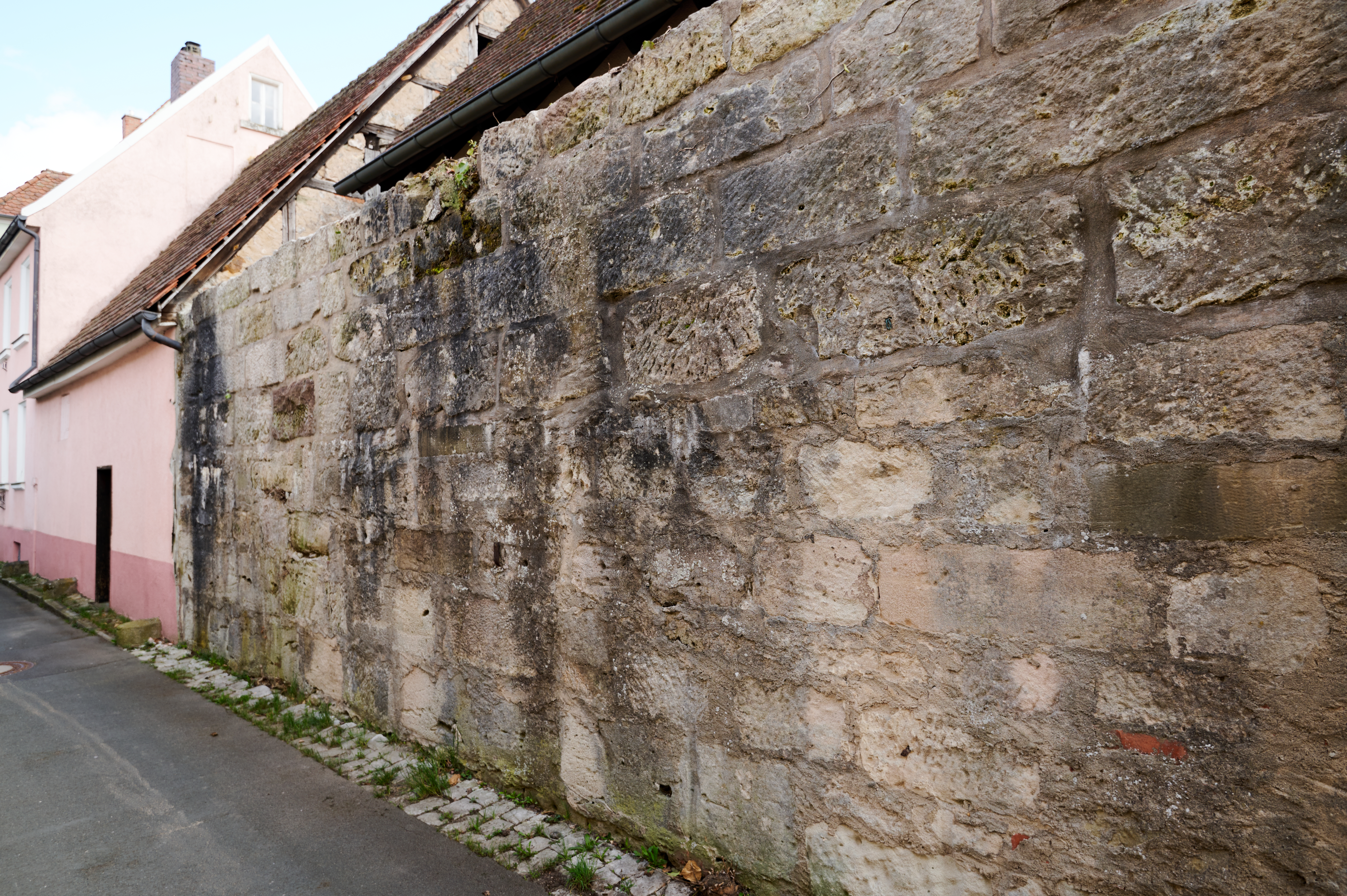
Unterer Stadtmauerweg
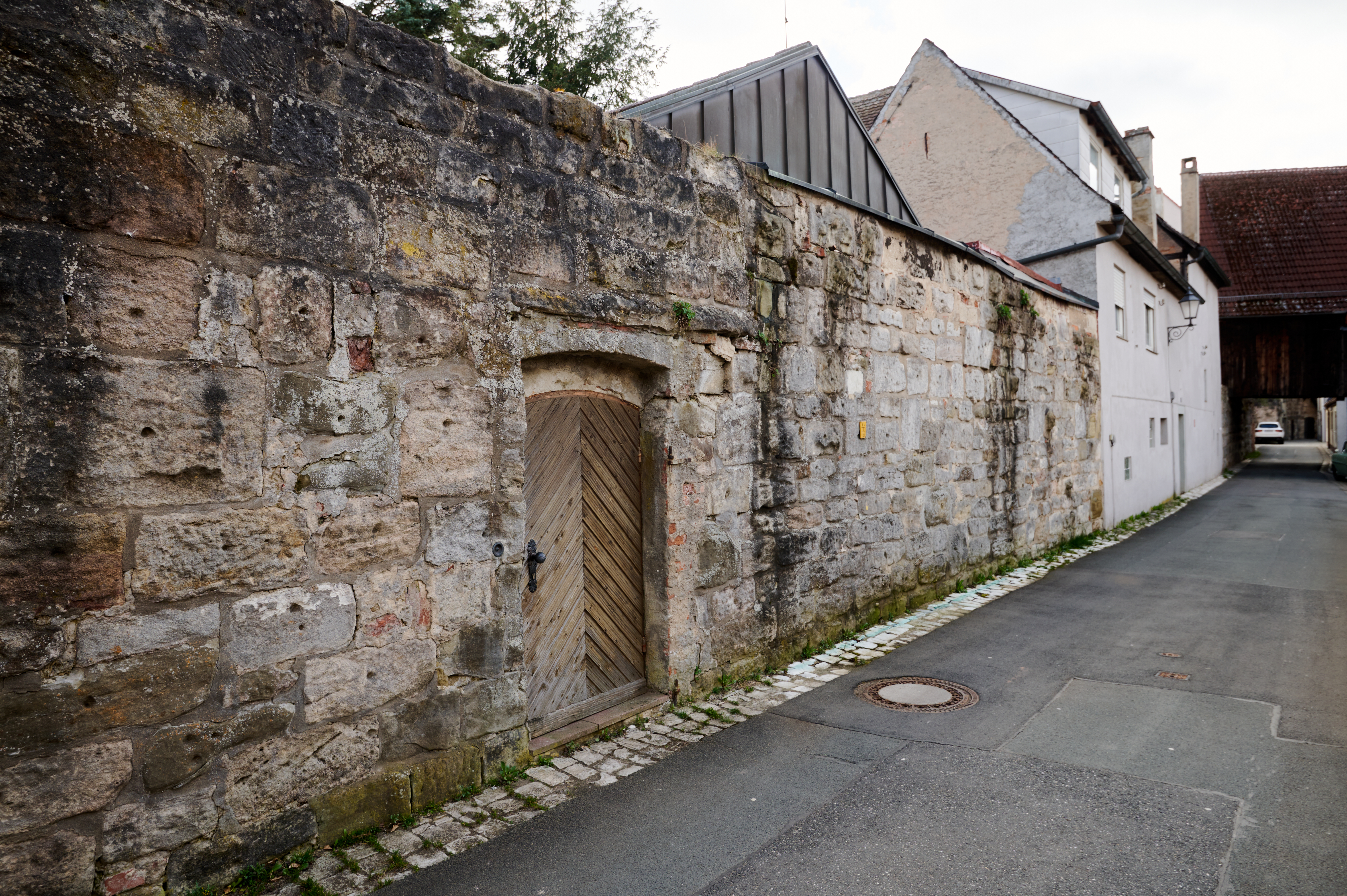
Unterer Stadtmauerweg
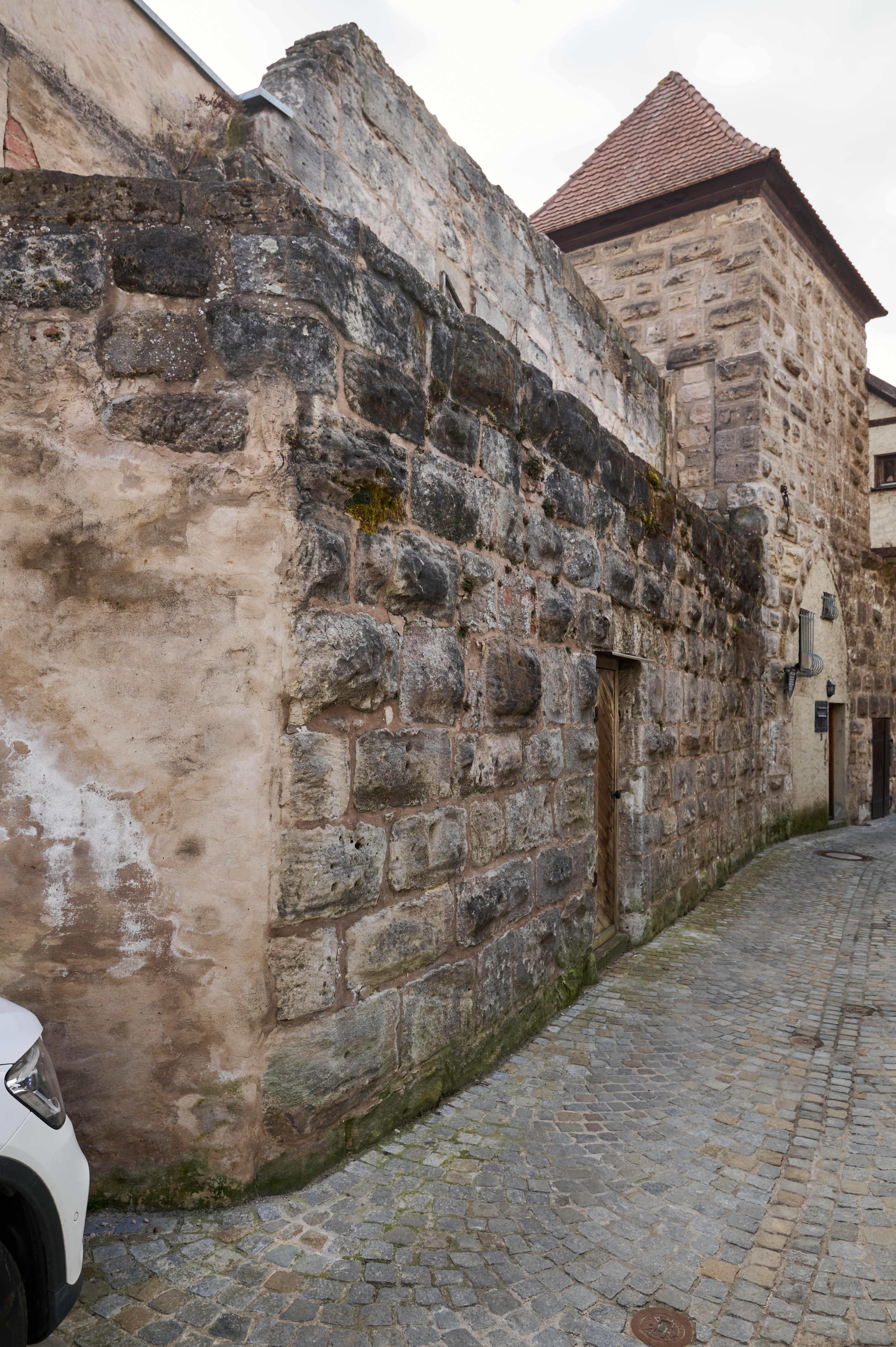
Unterer Stadtmauerweg
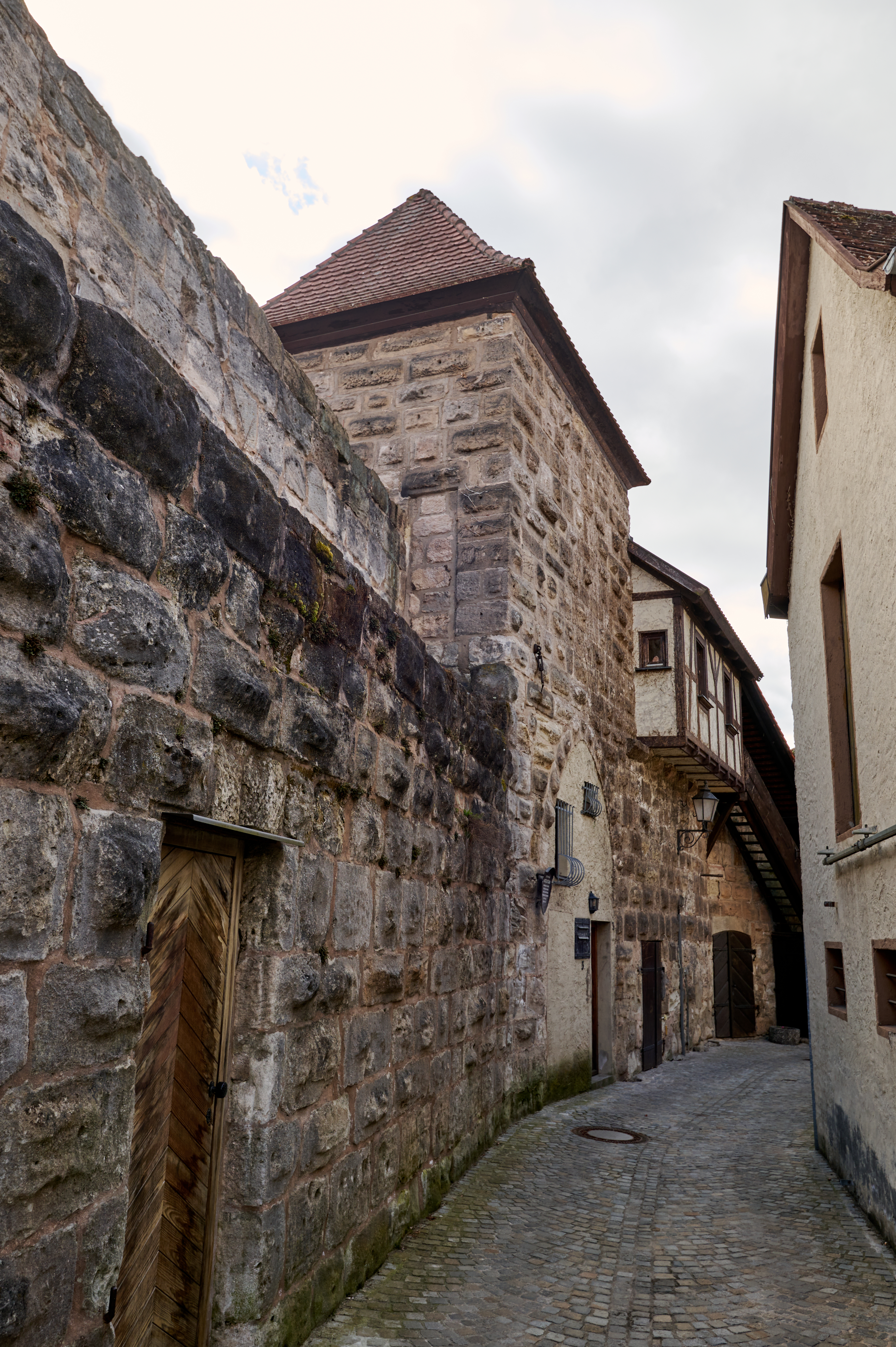
Hirtenturm weitere Bilder
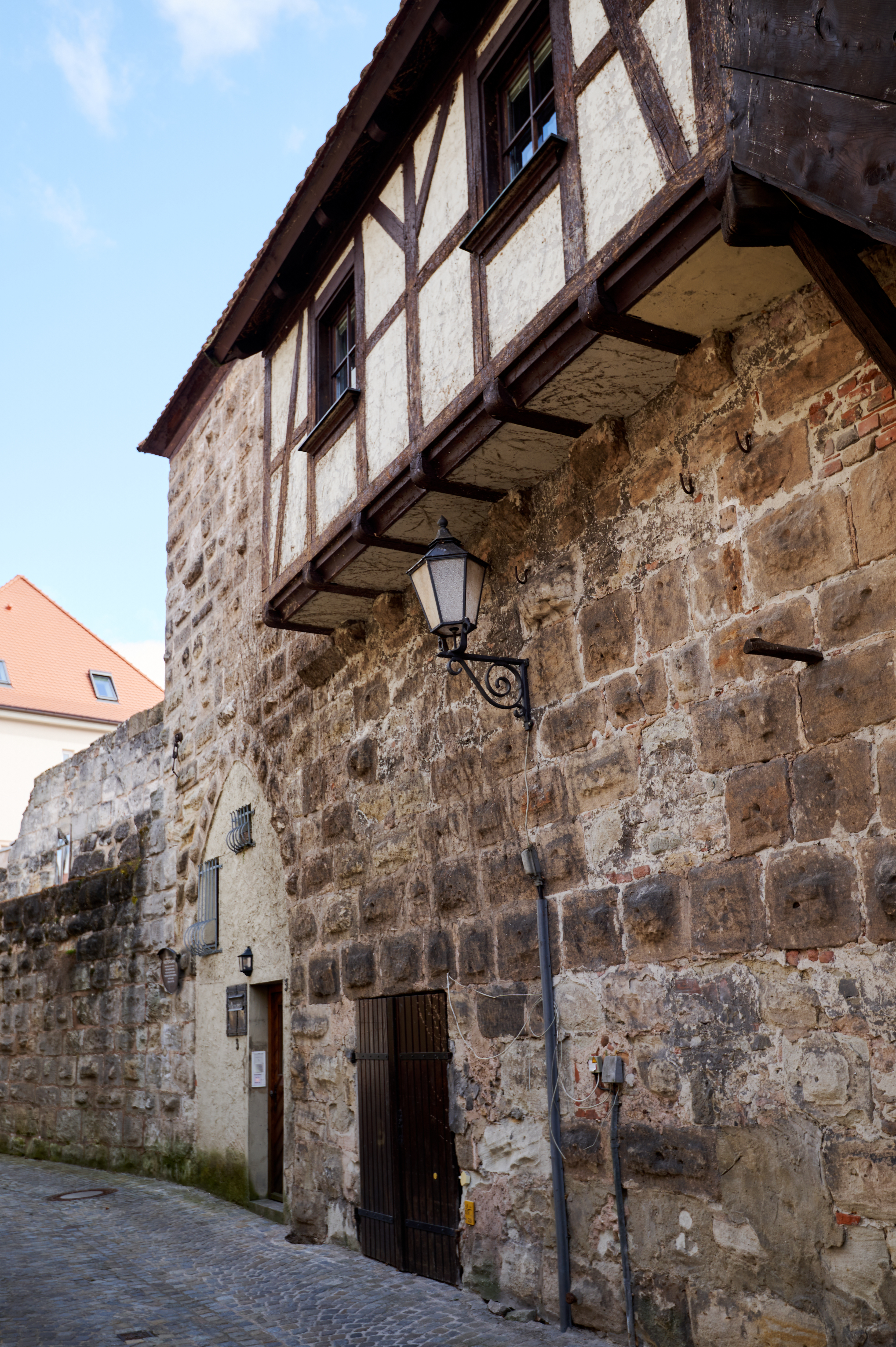
Hirtenturm weitere Bilder
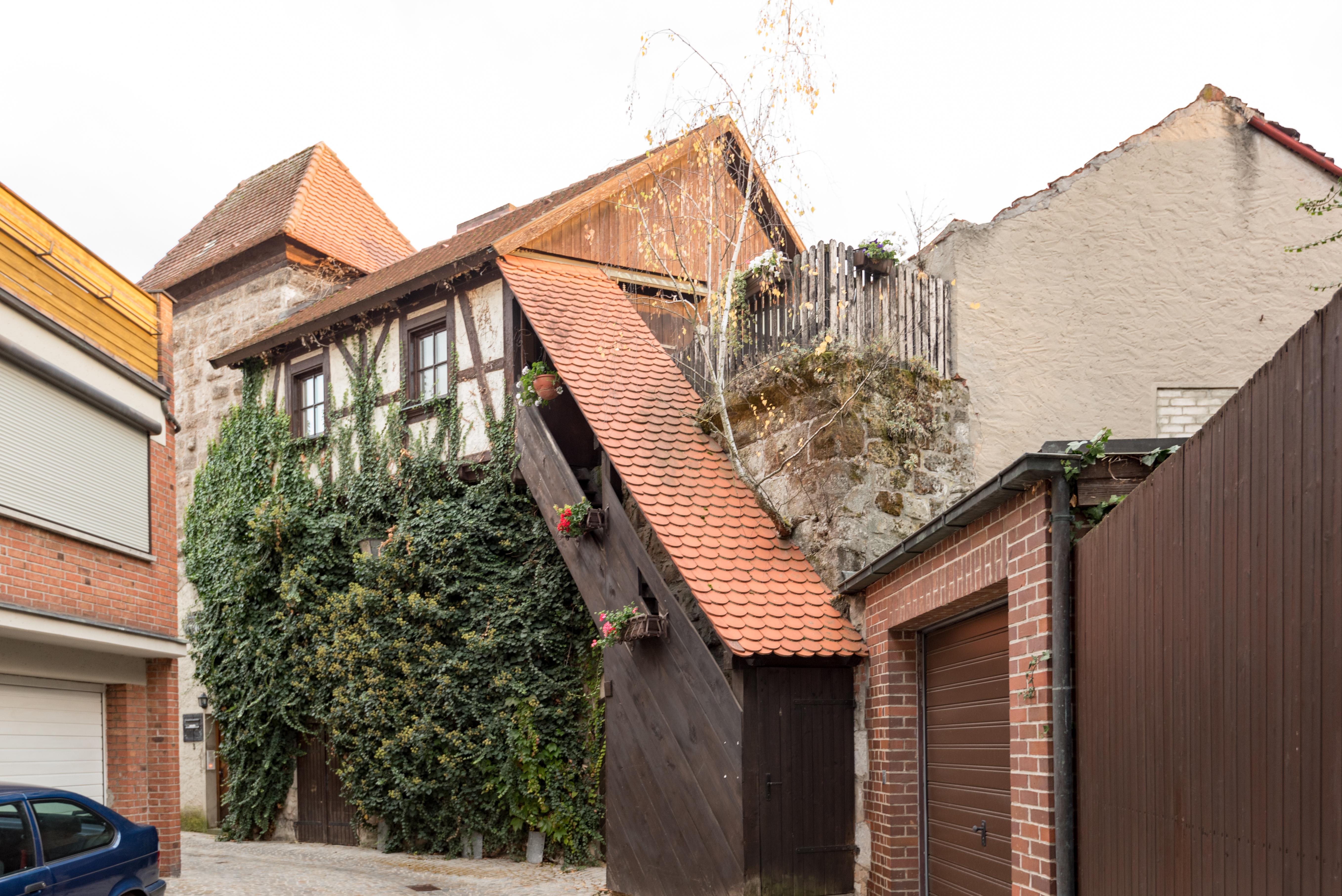
Unterer Stadtmauerweg

Wilhelmstraße bis Würzburger Straße
Der Abschnitt von der Wilhelmstraße zum Alten Schloss ist größtenteils erhalten. Am Schlossgraben befindet sich ein Mauerdurchbruch. An der Würzburger Straße fehlt das 1871 abgebrochene Langenfelder Tor (genannt auch Unteres Tor).
- Wilhelmstraße 32 (Lage): Stadtmauer
- Wilhelmstraße 30 (Lage): Schauflersturm, Vorspringender, zweigeschossiger Rundturm mit achteckigem Spitzhelm, Schießscharten und Kranzgesims
- Am Pulverturm 3 (Lage): Stadtmauer
- Am Pulverturm 5 (Lage): Pulverturm, dreigeschossiger, weit vorspringender Rundturm mit Spitzhelm und Schießscharten
- Am Pulverturm 4 (Lage): Stadtmauer
- An der Bleiche (Lage): Torturm an der Bleiche, runder Eckturm mit achteckigem Spitzhelm, 12.–15. Jahrhundert
- Vordere Stallbaugasse 8 (Lage): Stadtmauerverlauf nördlich der Gasse, bei Flur-Nr. 168/1 rechtwinkelig abknickend zur Fortsetzung hinterm Hospitalplatz
- Untere Waaggasse (Lage): Stadtmauer, Bleichtürlein
- Hospitalplatz 1 (Lage): Stadtmauer
- Peter-Kolb-Platz 6 (Lage): Stadtmauer

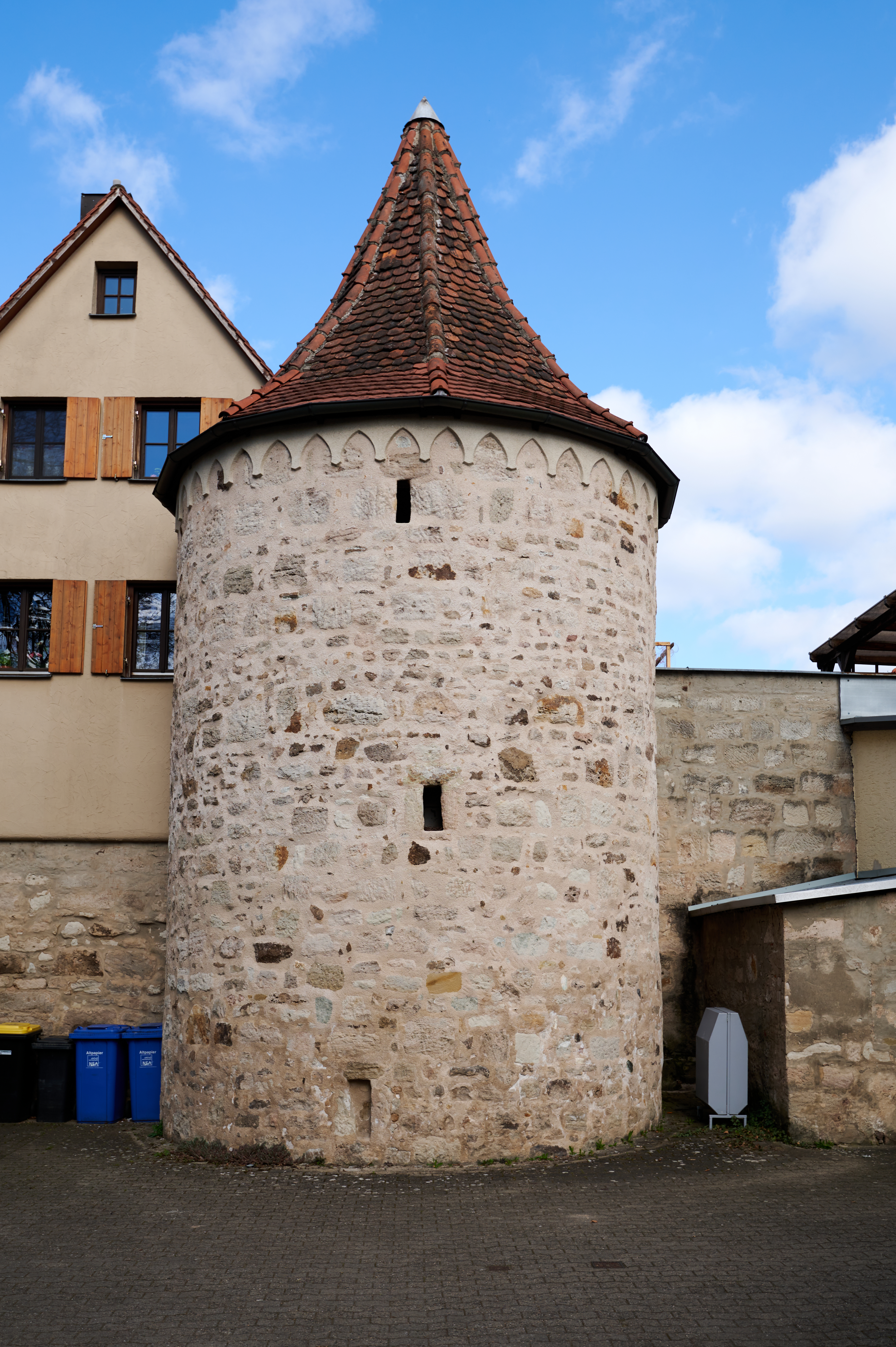
Schauflerturm, von Westen weitere Bilder
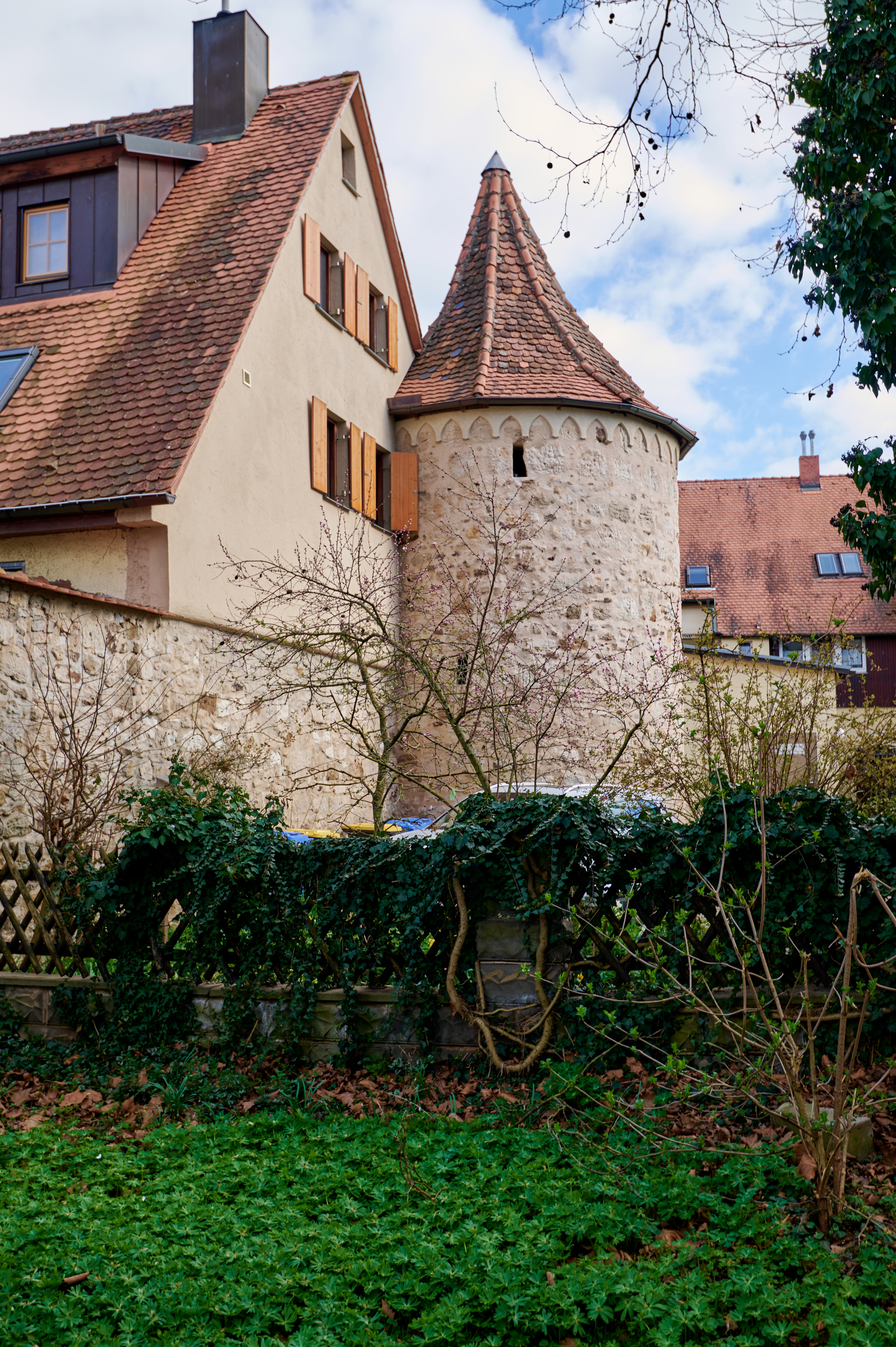
Schauflerturm, von Norden weitere Bilder
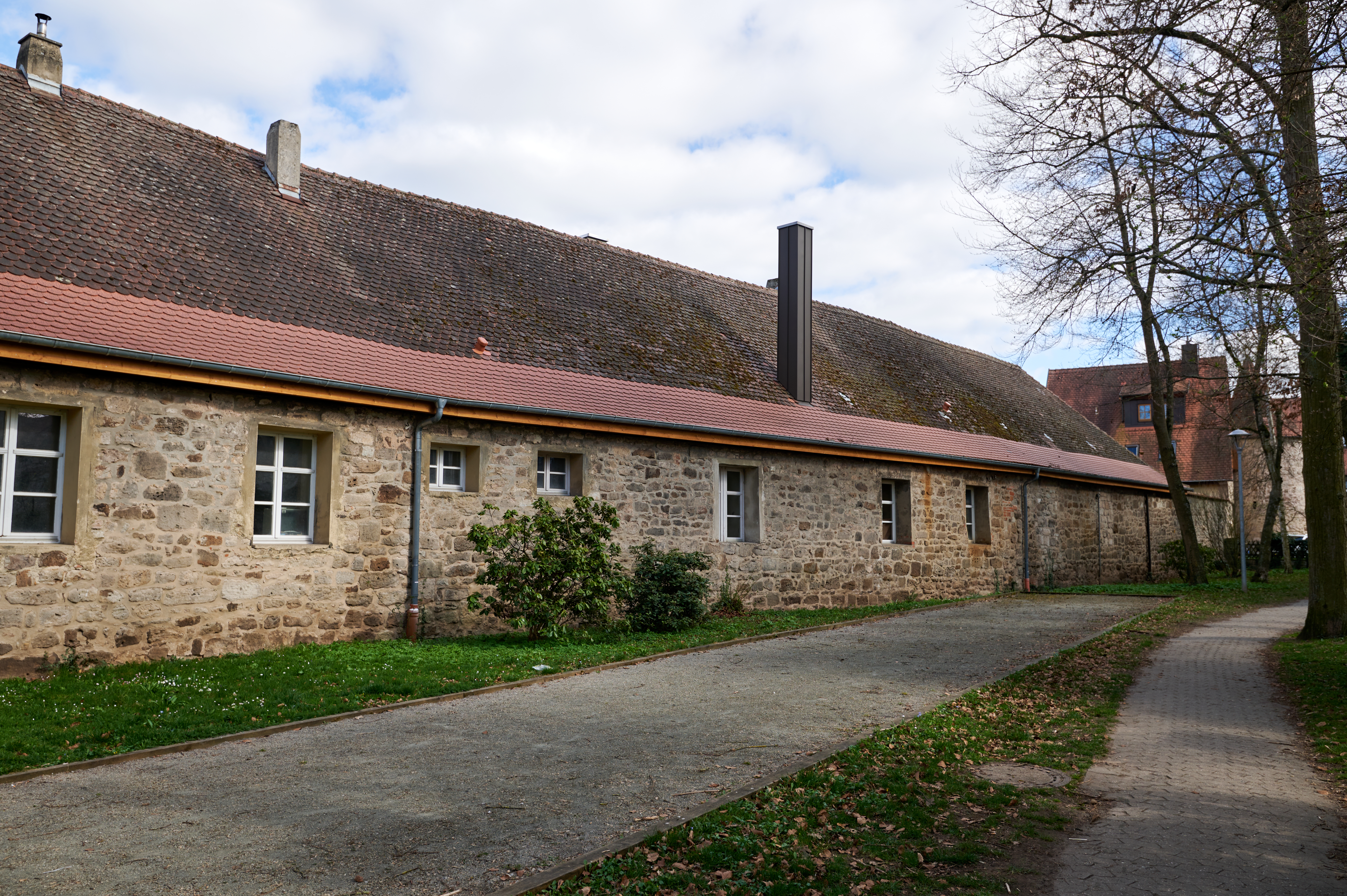
Stadtmauer Am Pulverturm 3–5
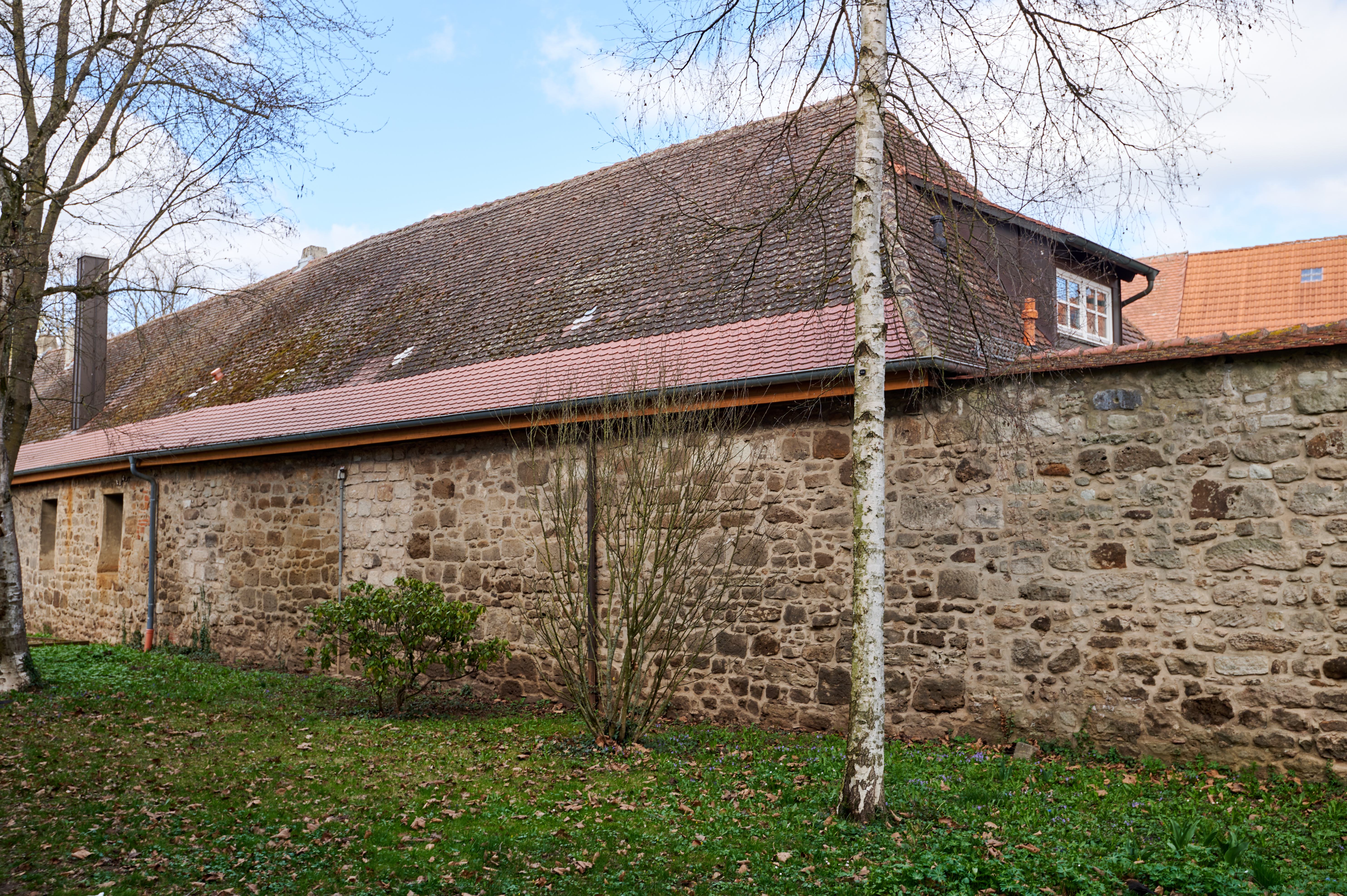
Stadtmauer Am Pulverturm 3–5
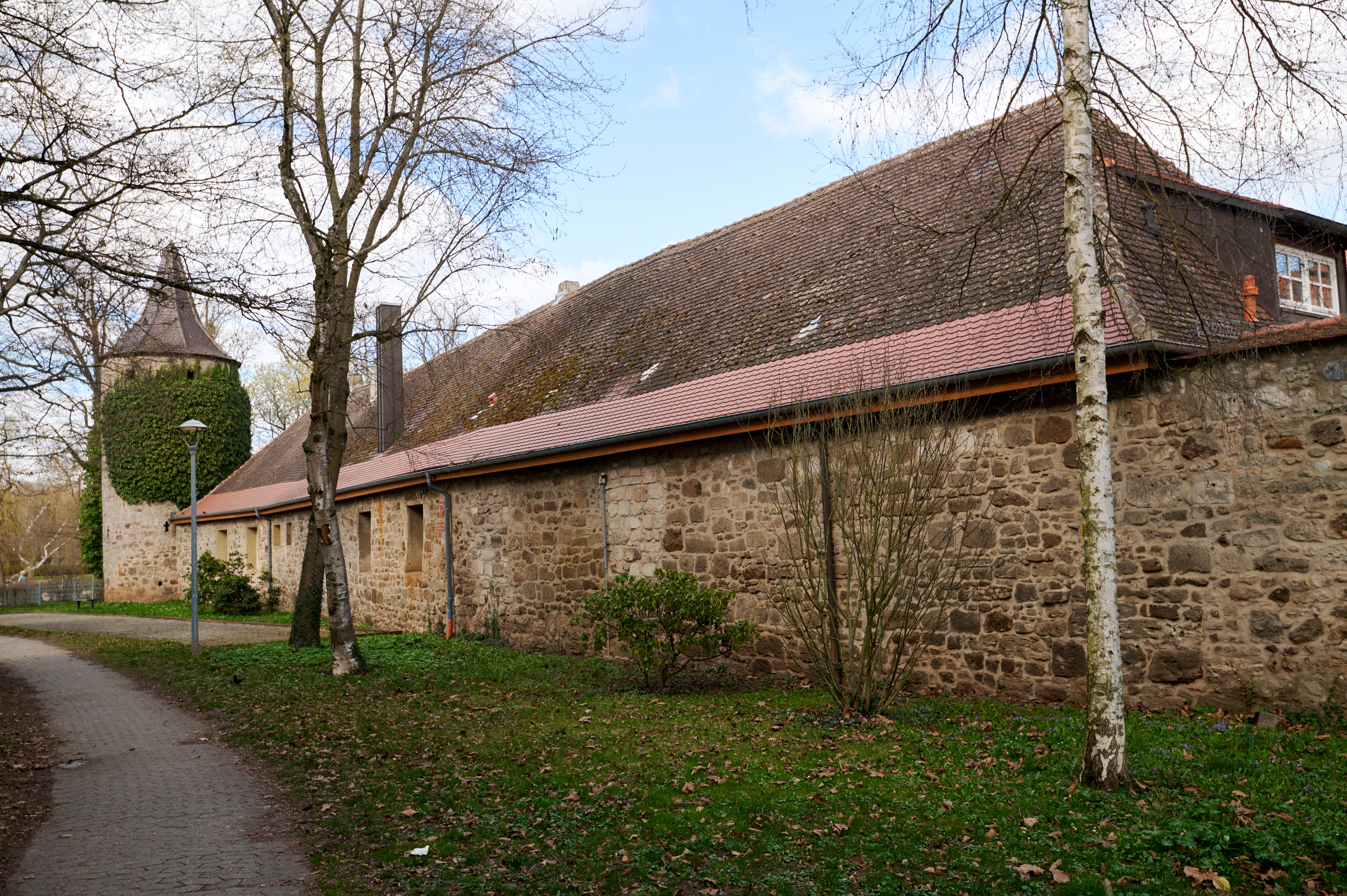
Stadtmauer Am Pulverturm 3–5
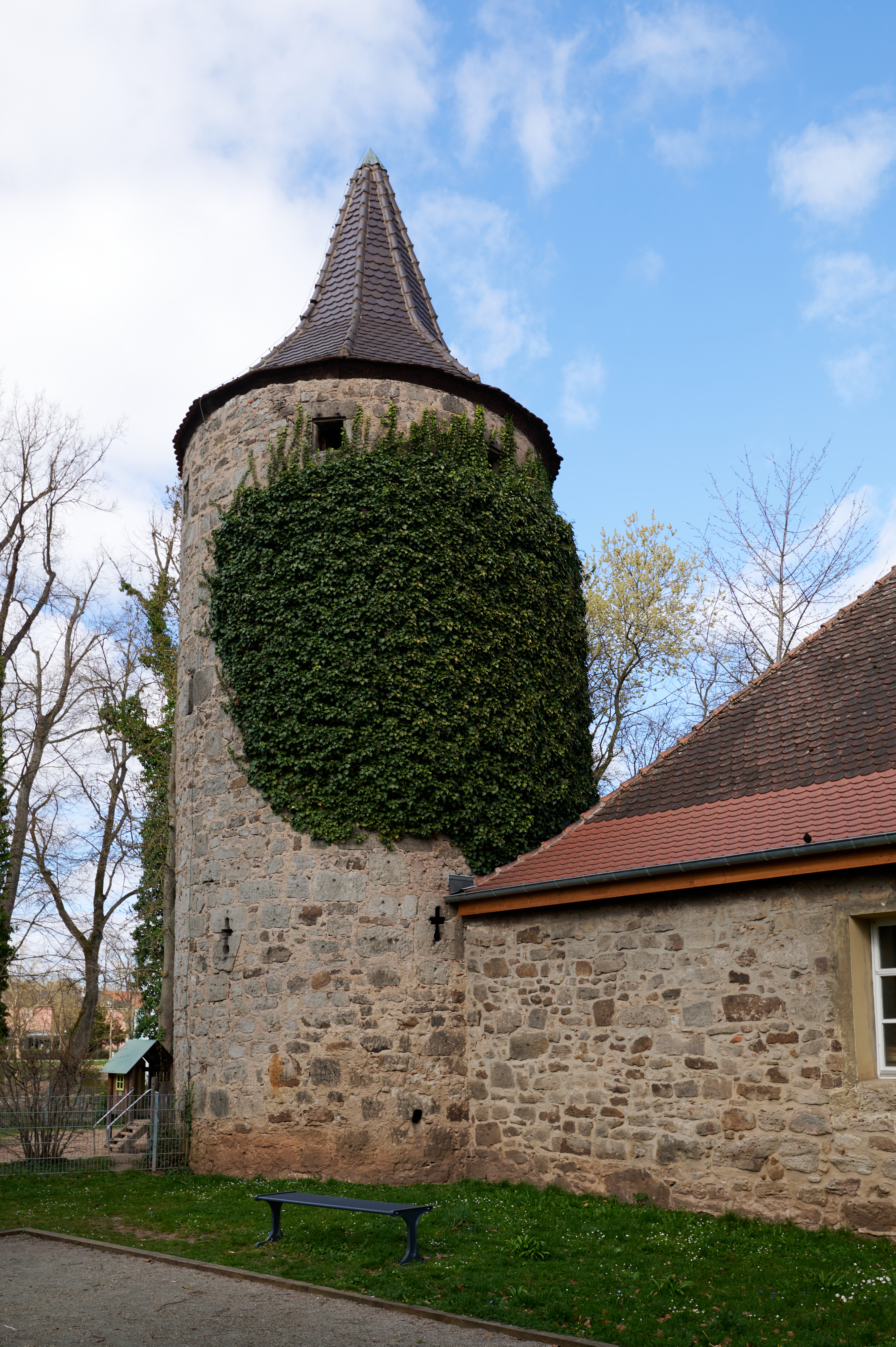
Pulverturm, von Süden weitere Bilder
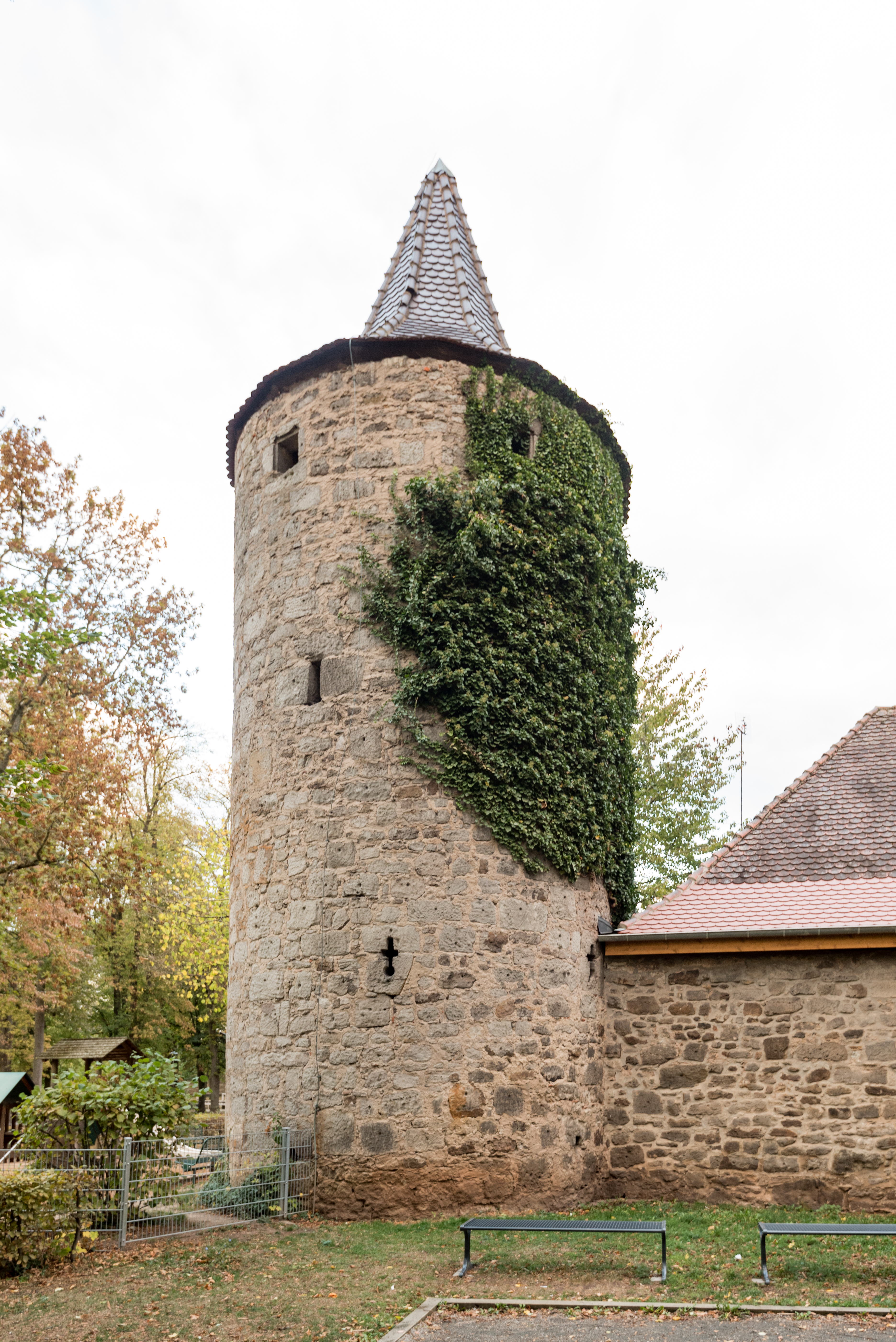
Pulverturm, von Westen weitere Bilder
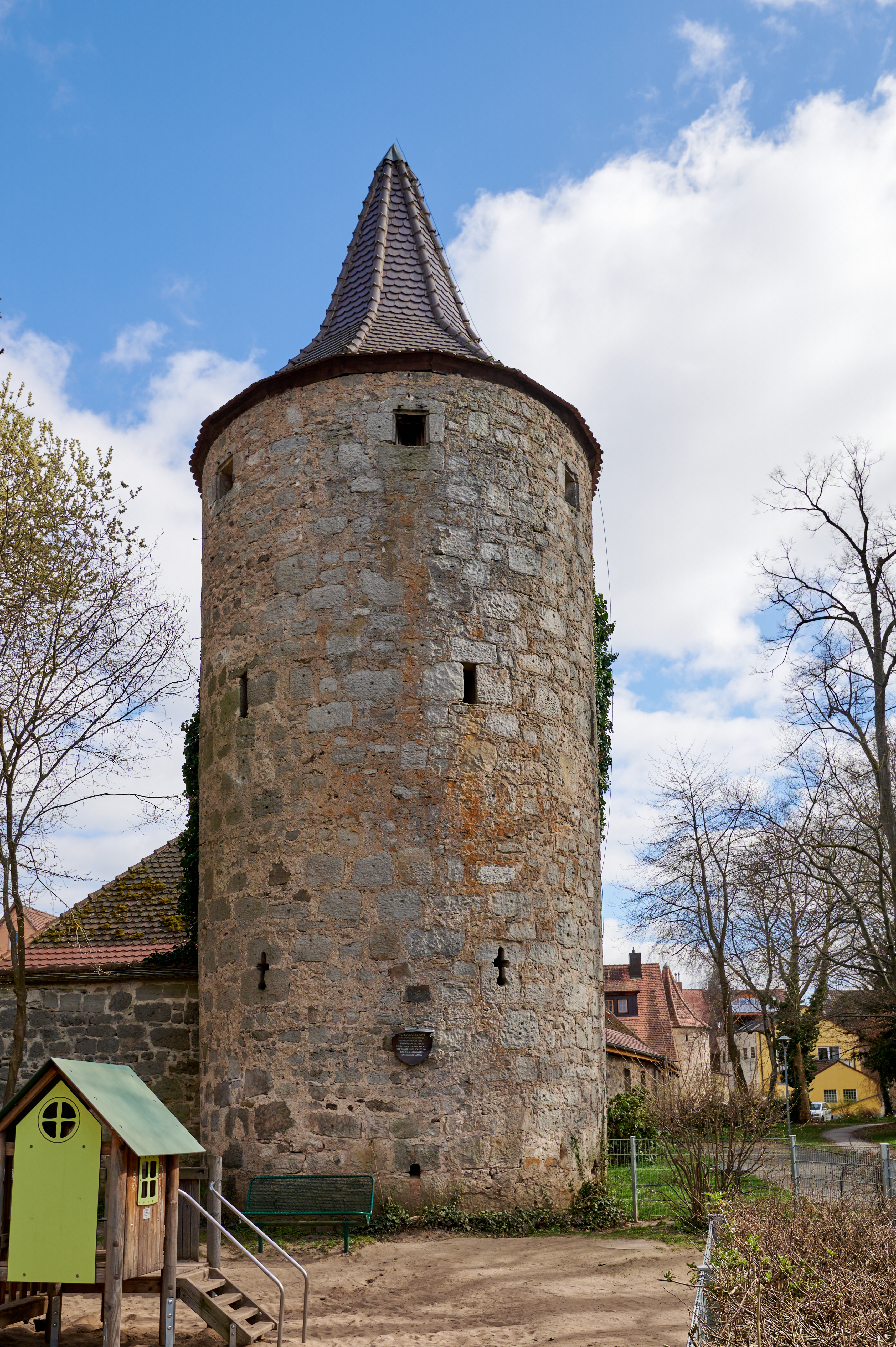
Pulverturm, von Norden weitere Bilder
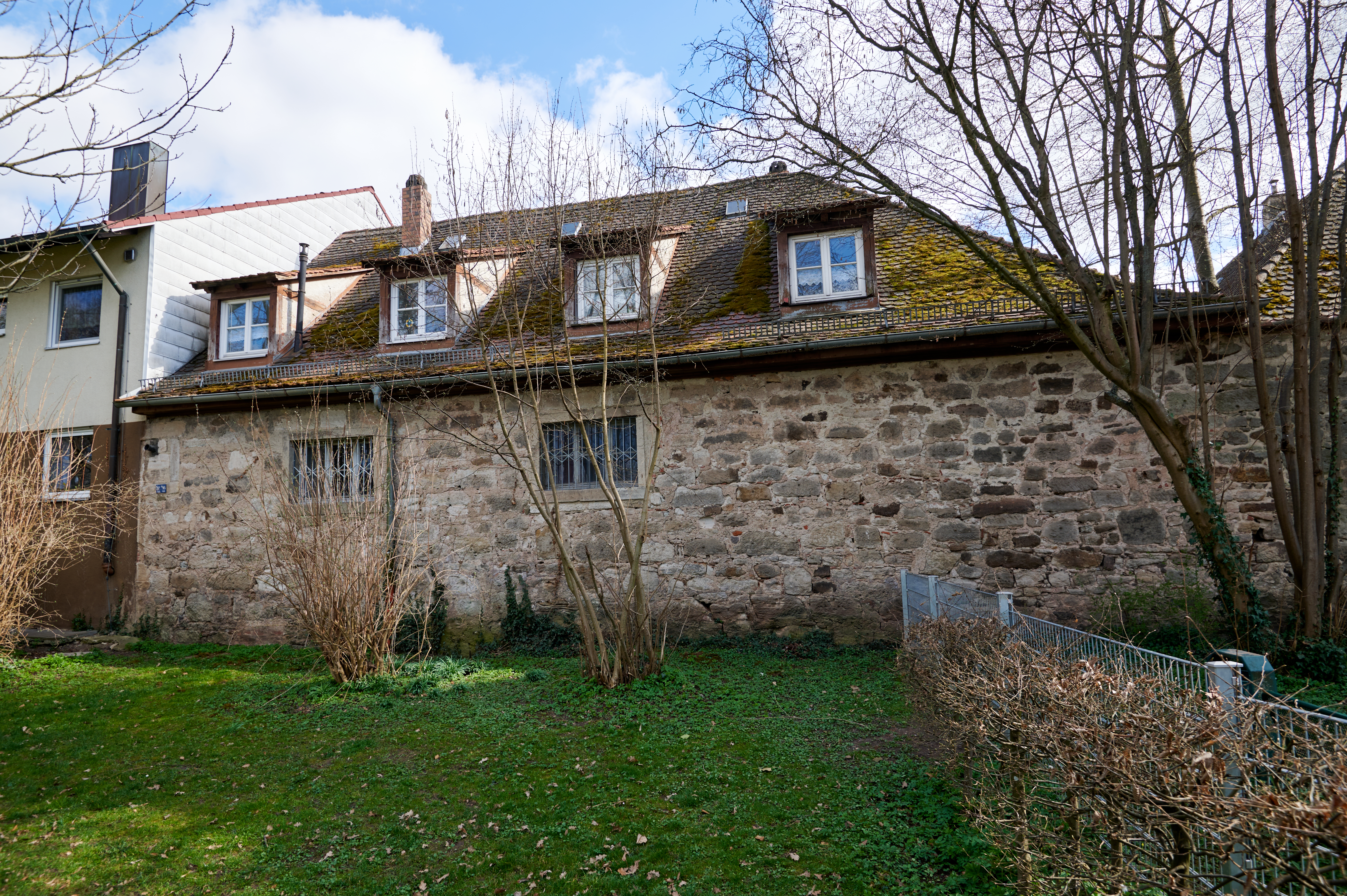
Stadtmauer Am Pulverturm 4
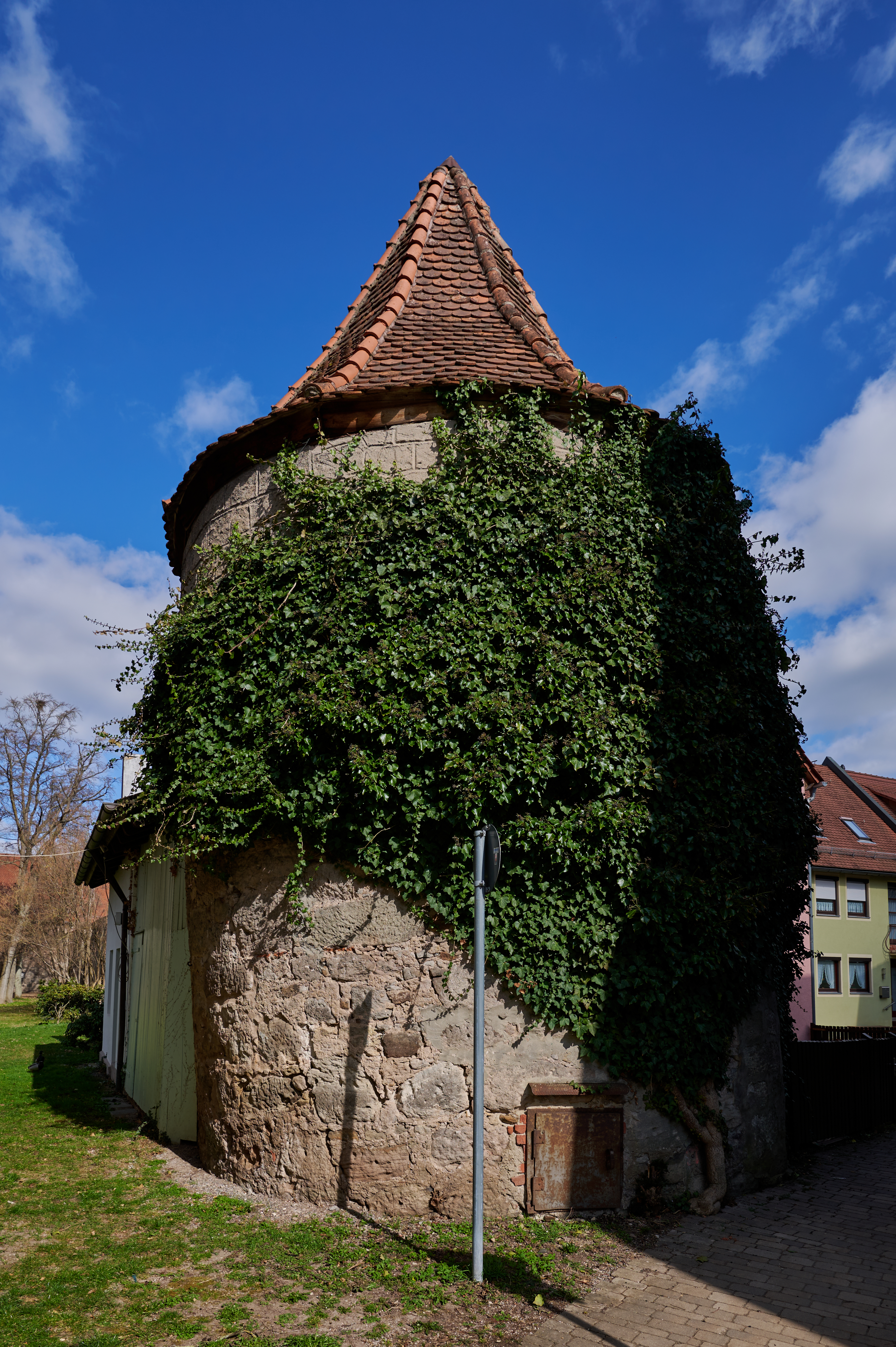
Torturm an der Bleiche, von Westen weitere Bilder
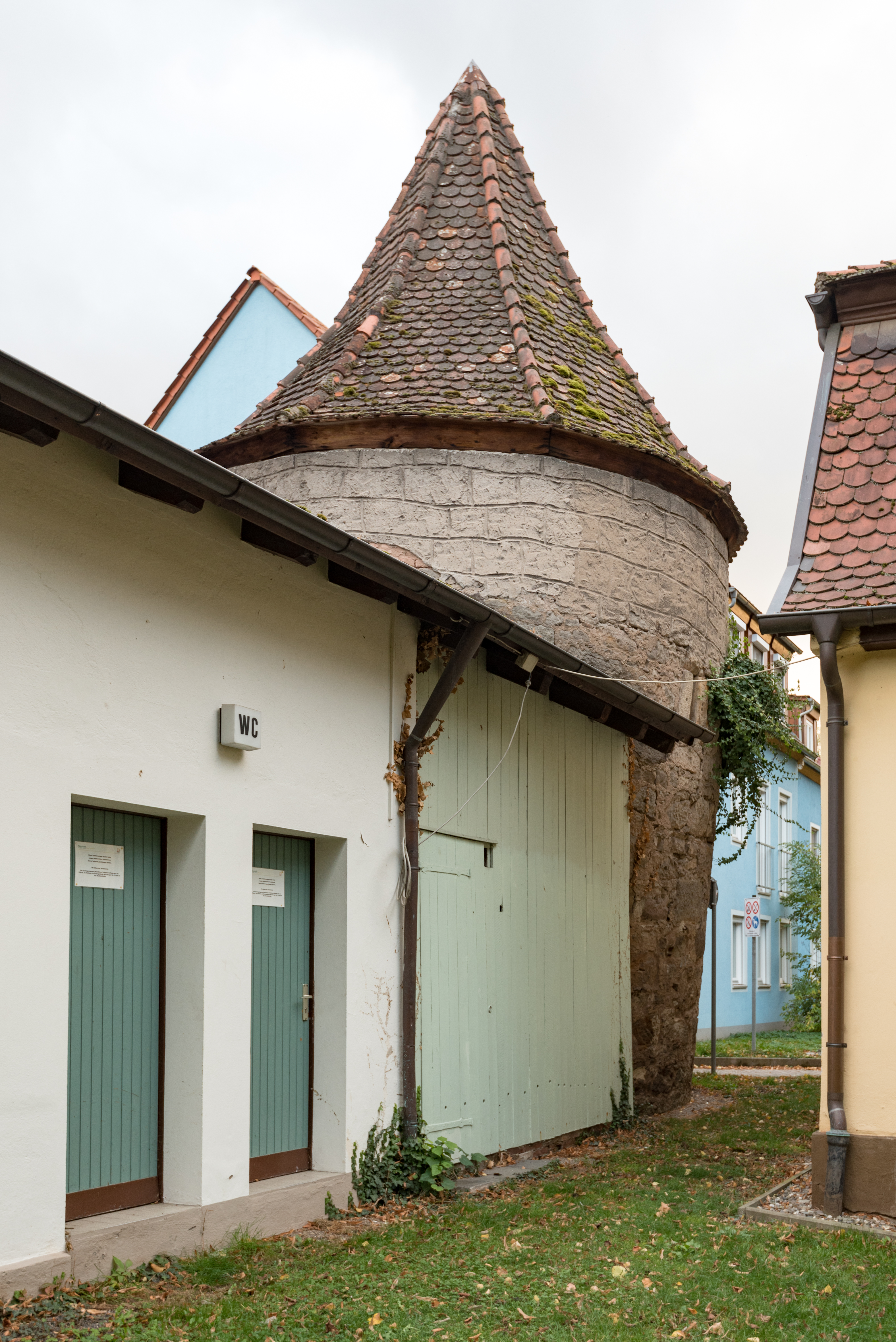
Torturm an der Bleiche, von Süden weitere Bilder
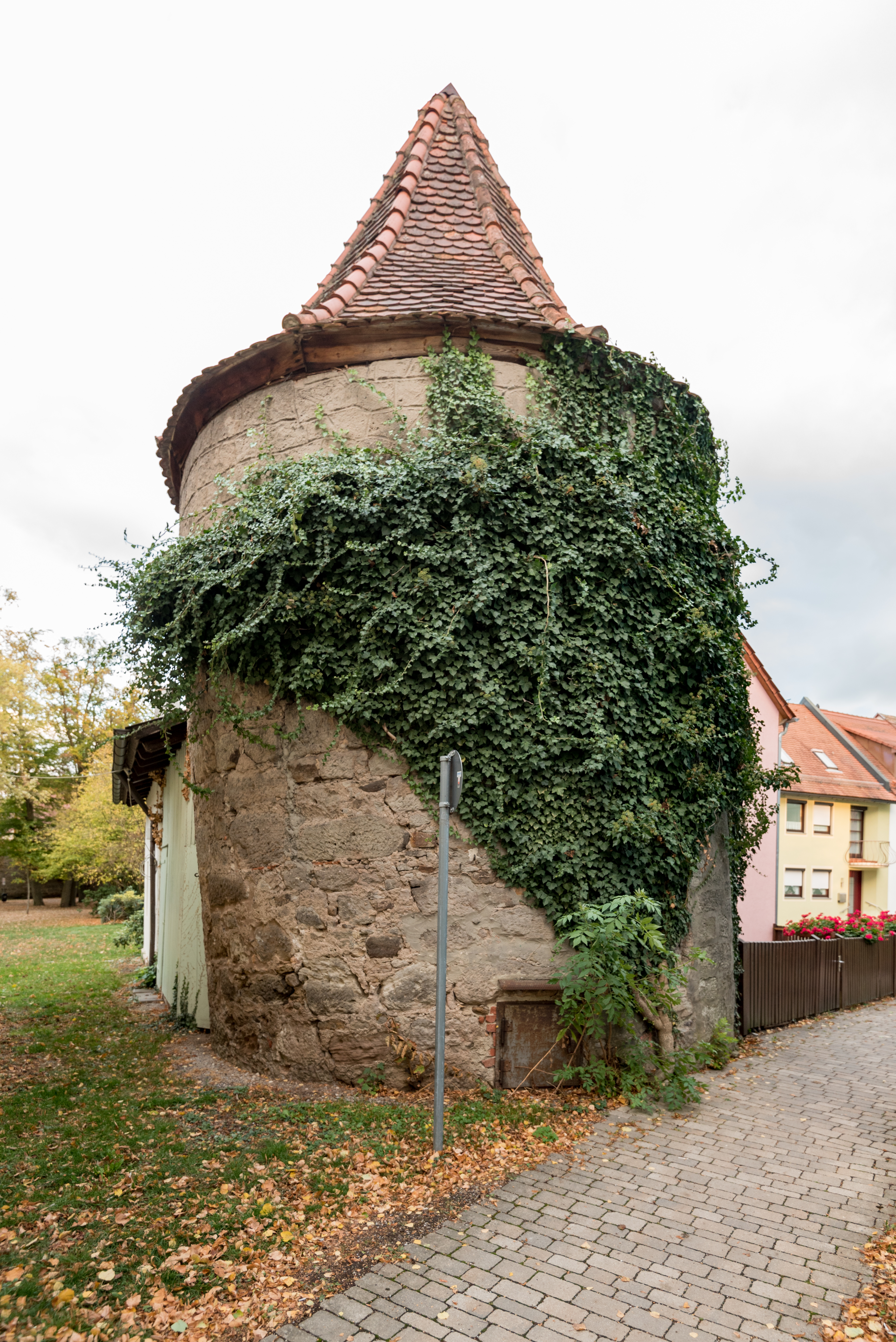
Torturm an der Bleiche, von Westen weitere Bilder
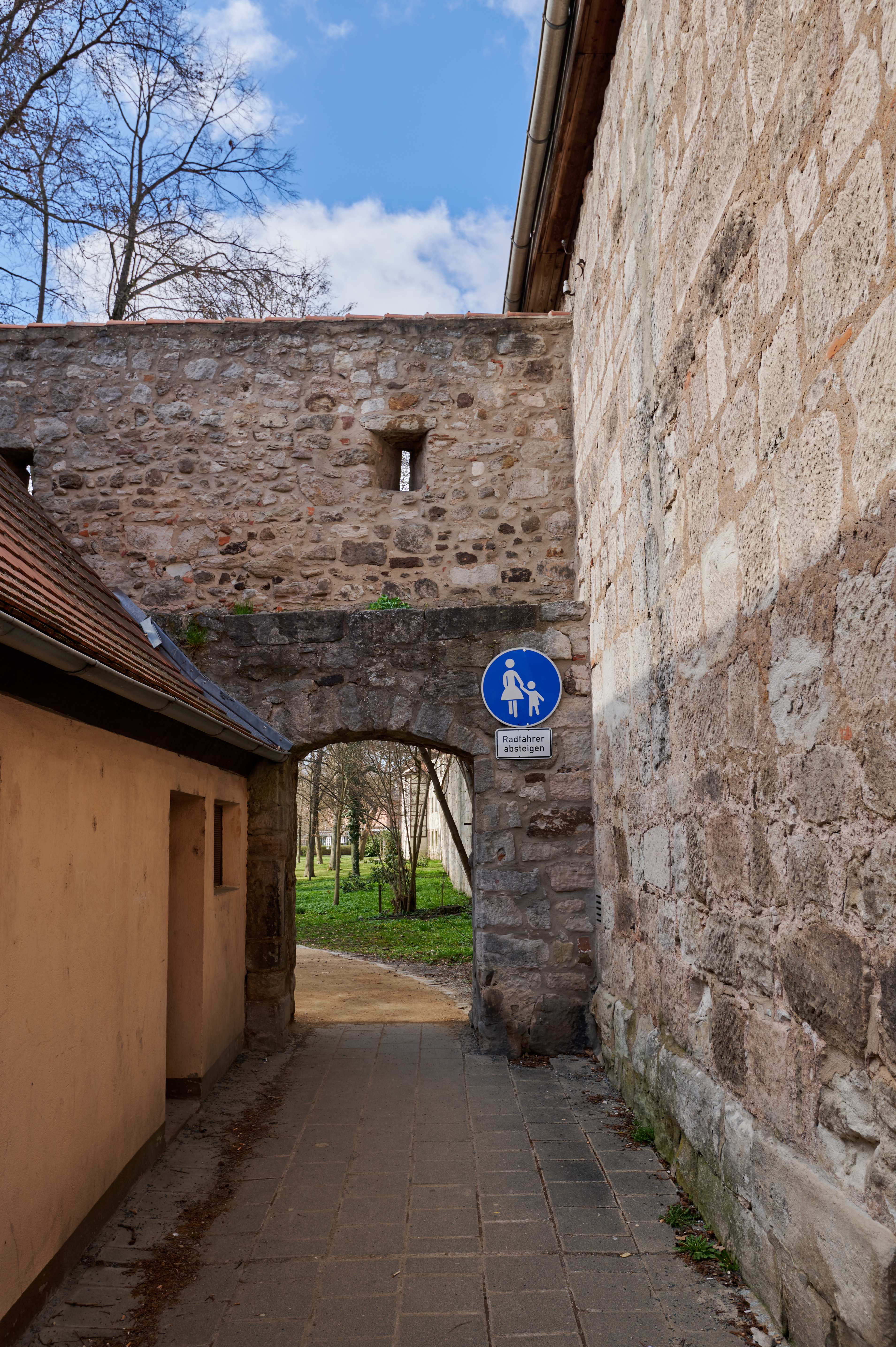
Bleichtürlein
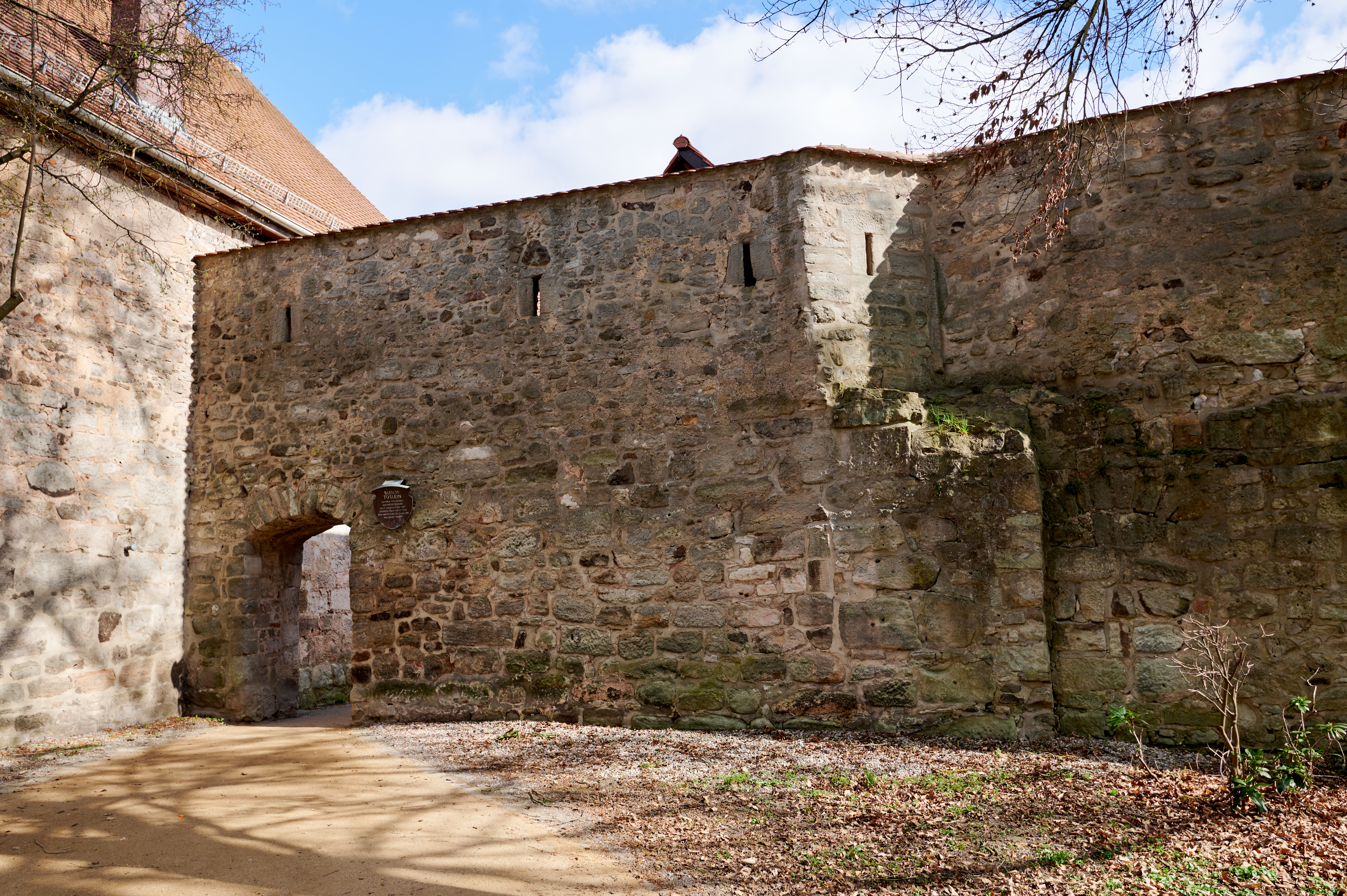
Bleichtürlein
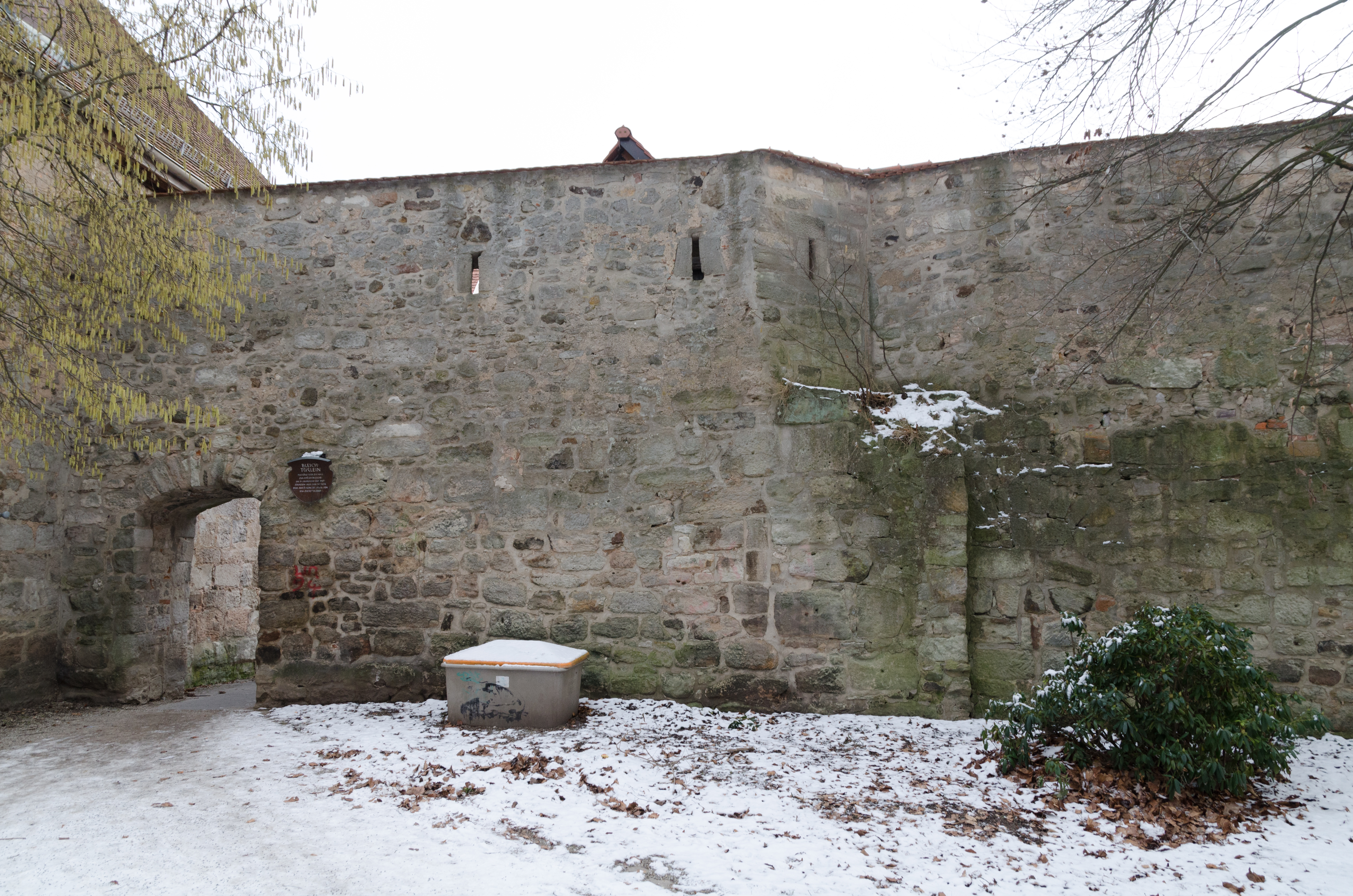
An der Bleiche, Feldseite
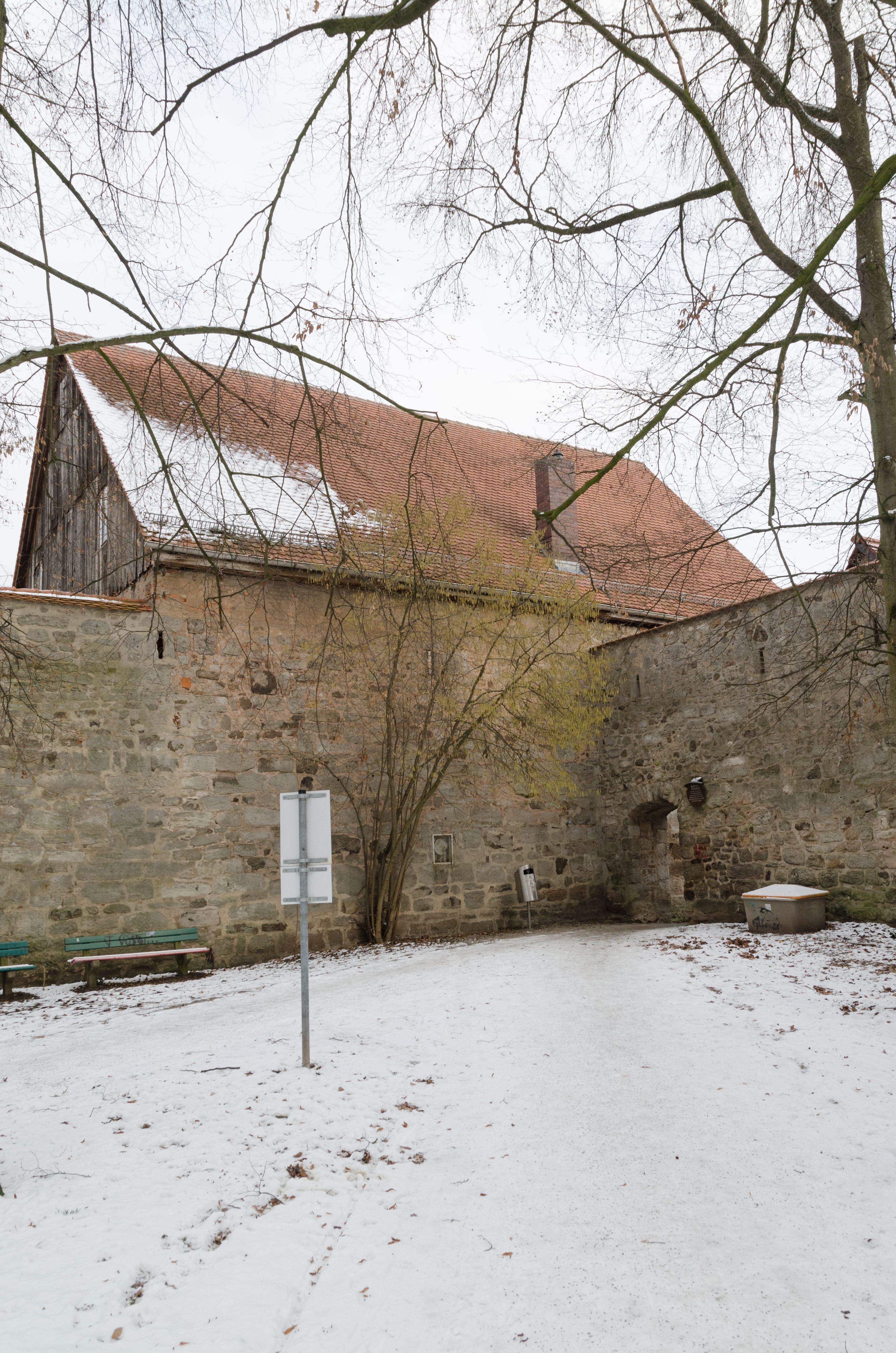
Untere Bleichgasse 2
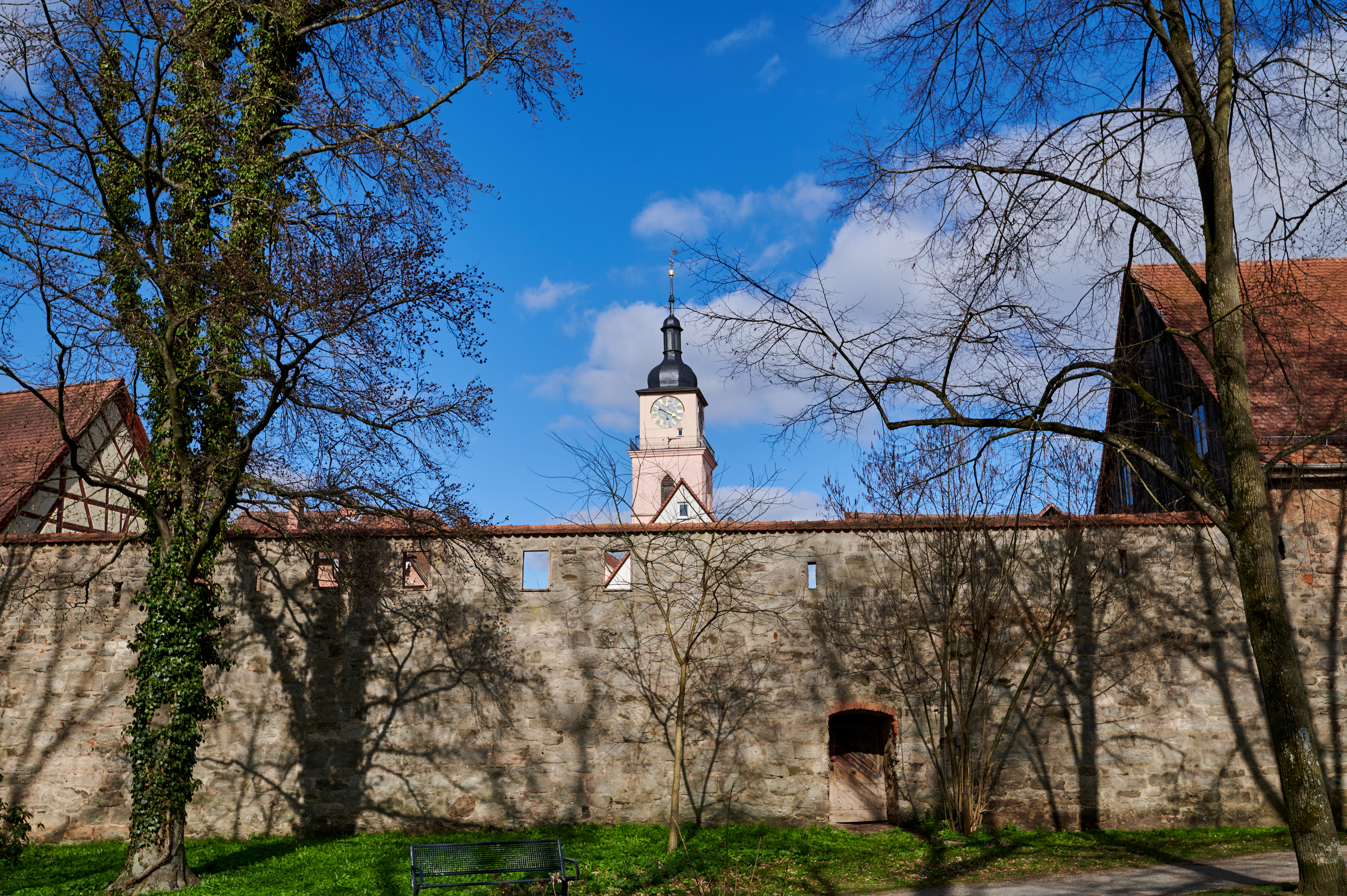
Würzburger Straße 21, Feldseite
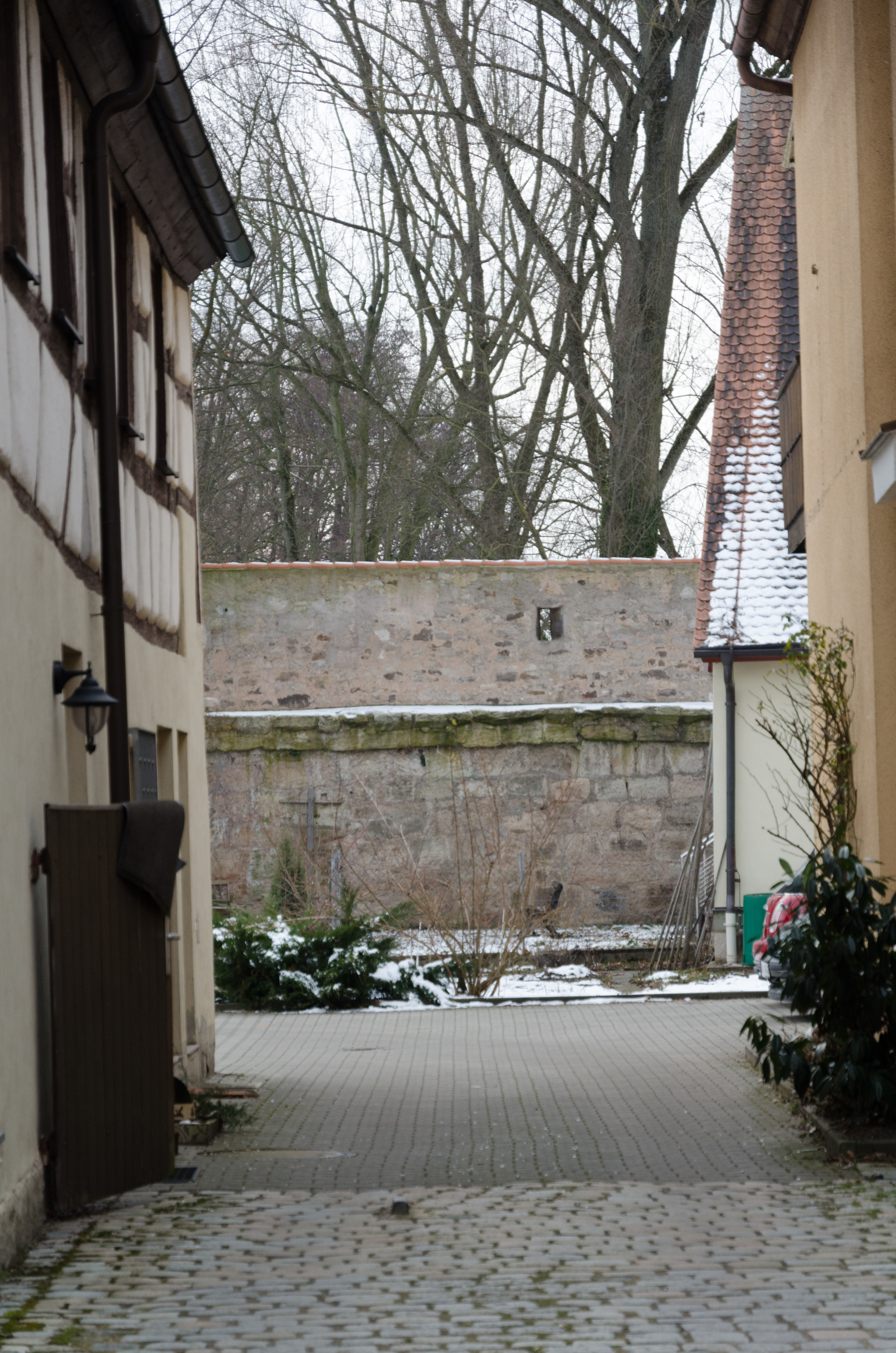
Würzburger Straße 21, Stadtseite
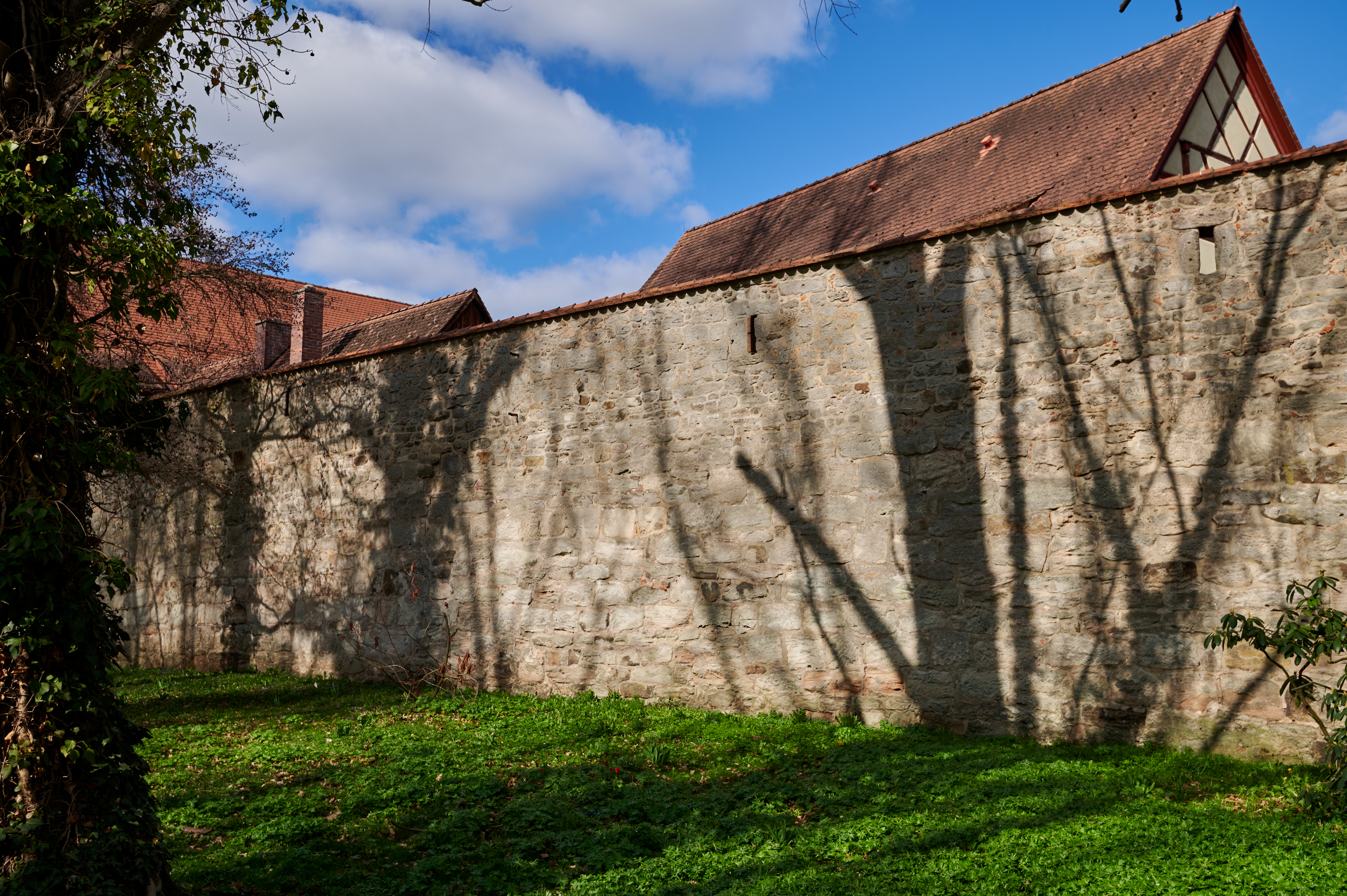
Hospitalplatz 1
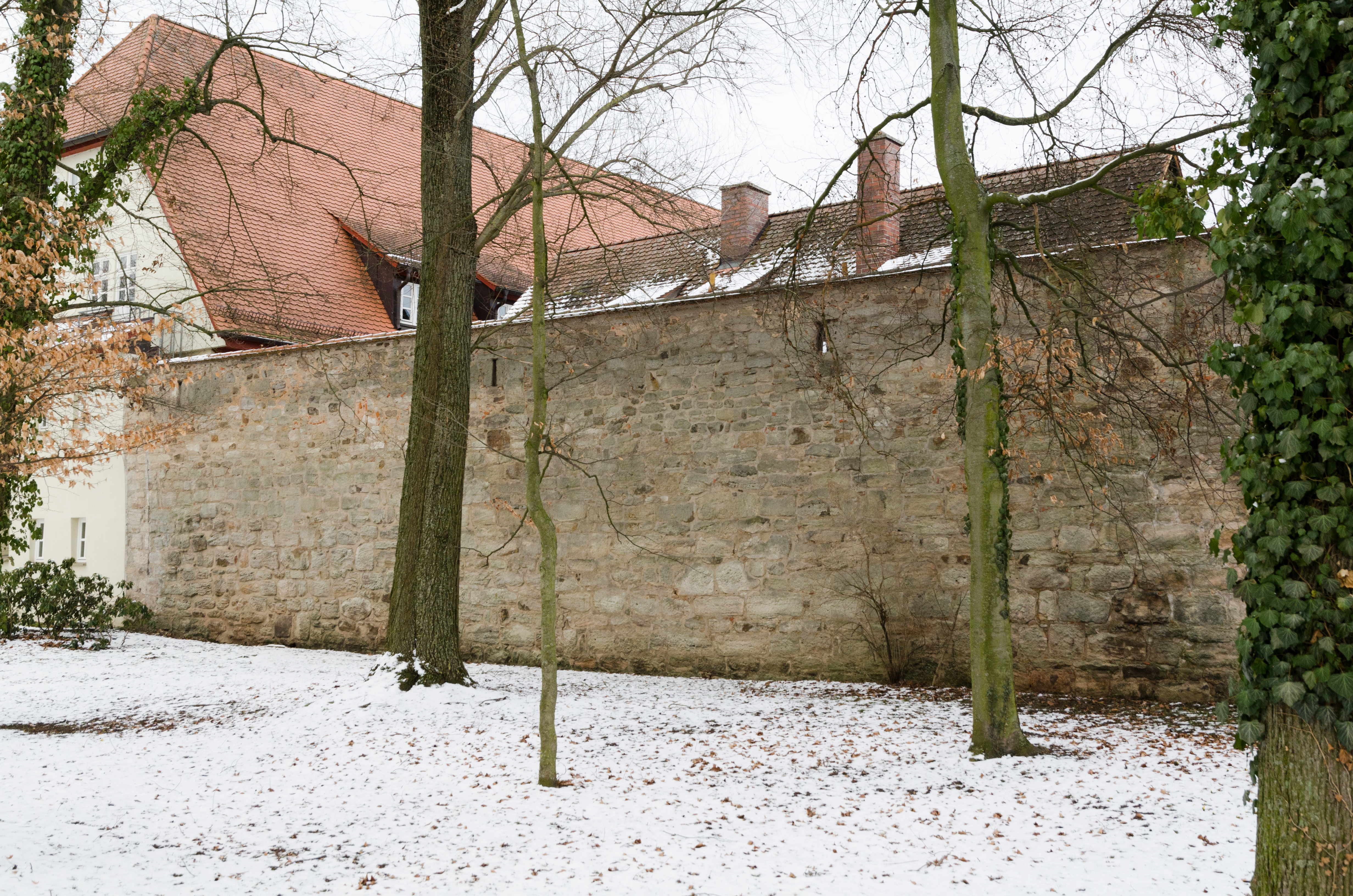
Peter-Kolb-Platz 6

Würzburger Straße bis Altes Schloss
Mauerzug von der Würzburger Straße bis zum Alten Schloss mit einem Straßendurchbruch bei Am Stadtgraben:
- Würzburger Straße 42, 44 (Lage): Stadtmauer
- Untere Schlossgasse 11 (Lage): Stadtmauer
- Untere Schlossgasse 13 (Lage): Stadtmauer

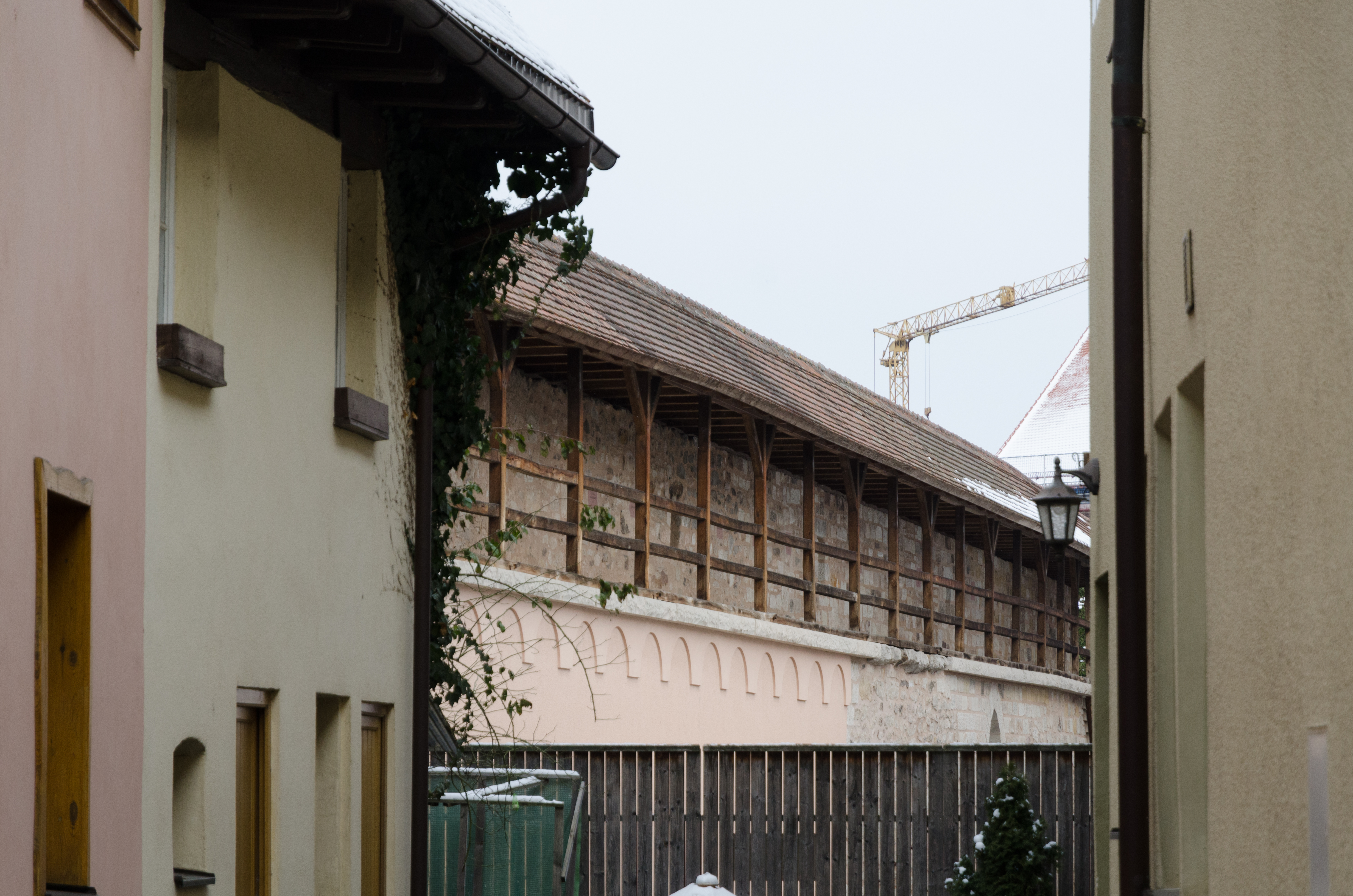
Würzburger Straße 42
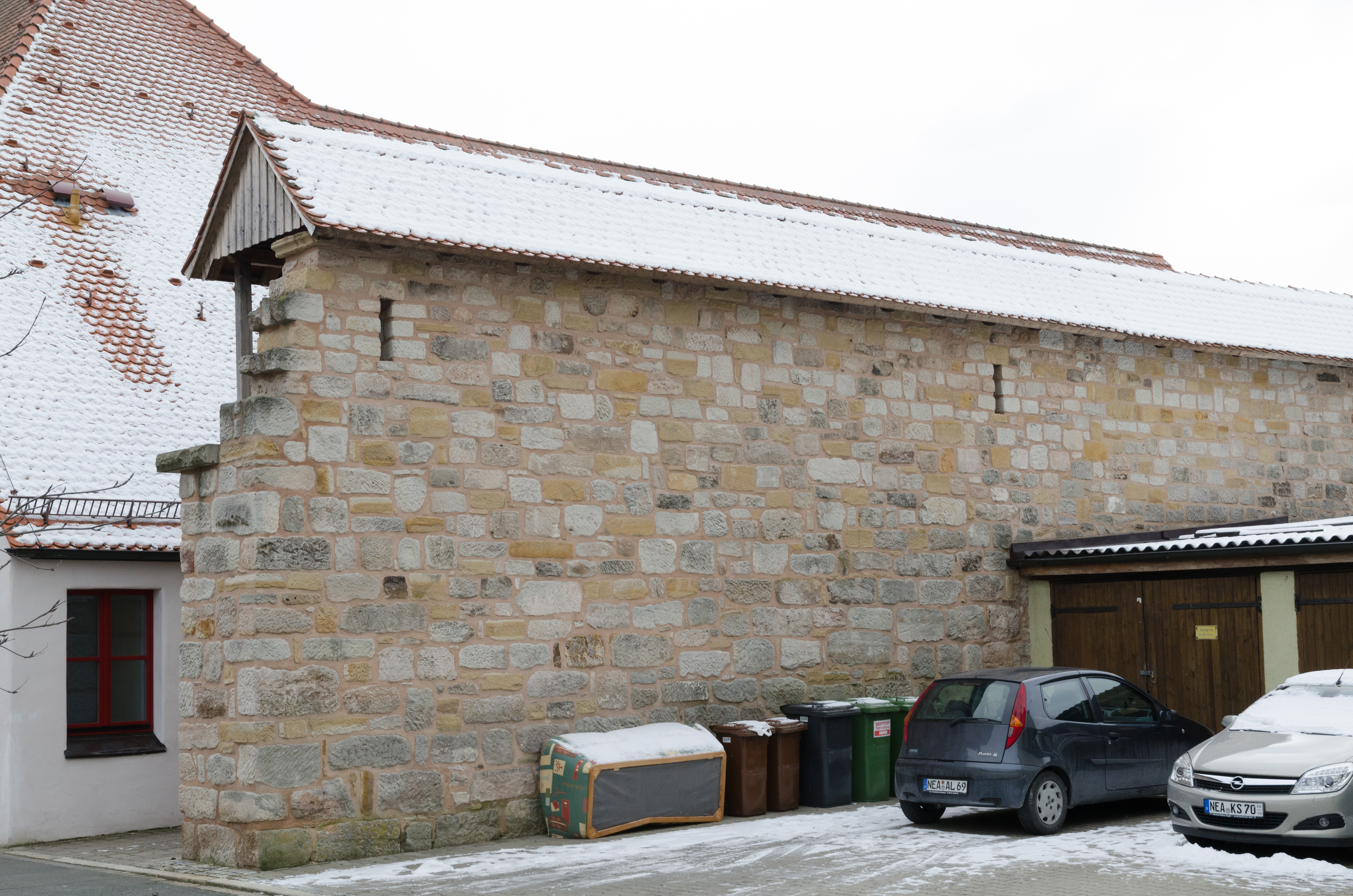
Untere Schlossgasse 11
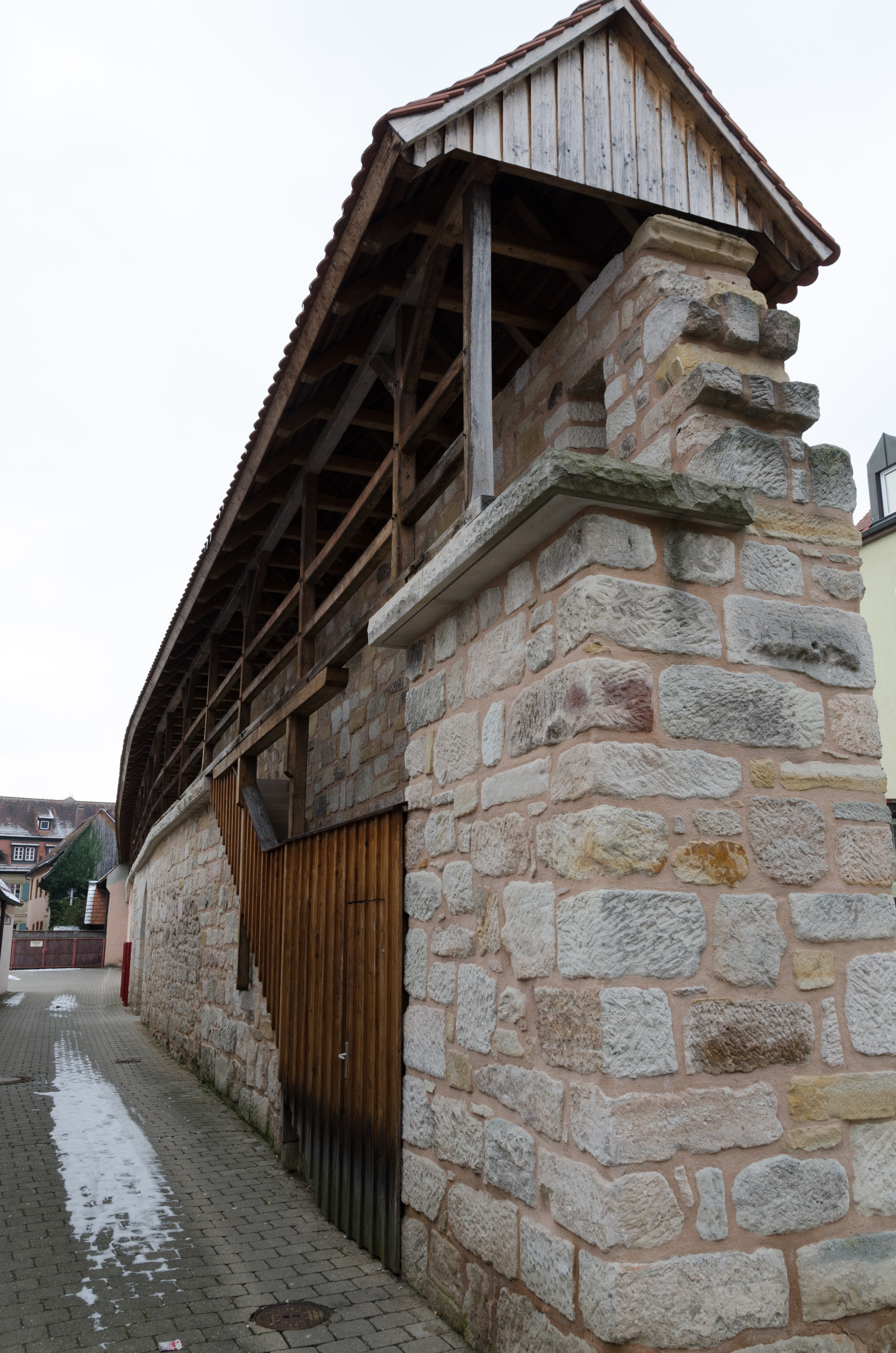
Untere Schlossgasse 11
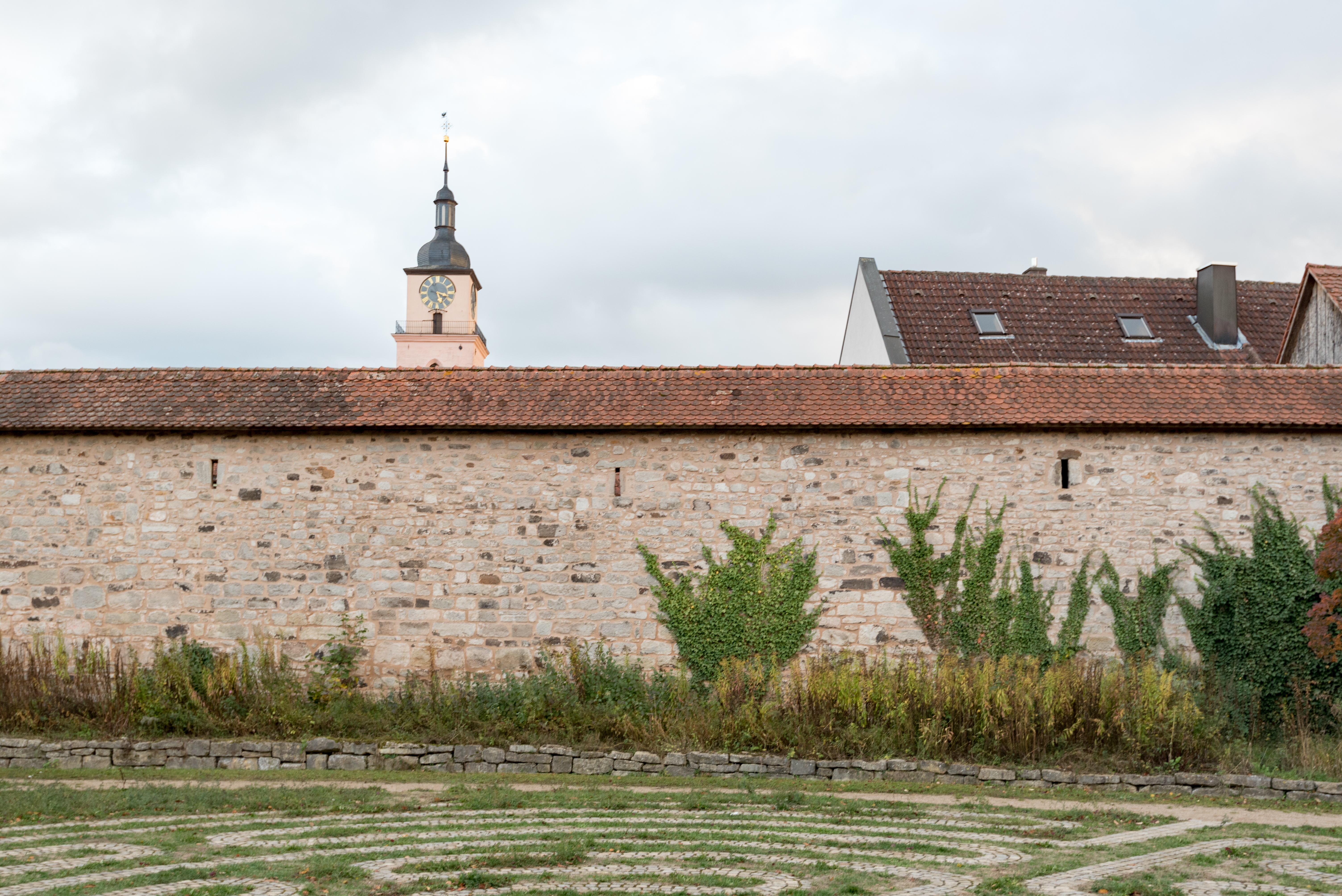
Untere Schlossgasse 13
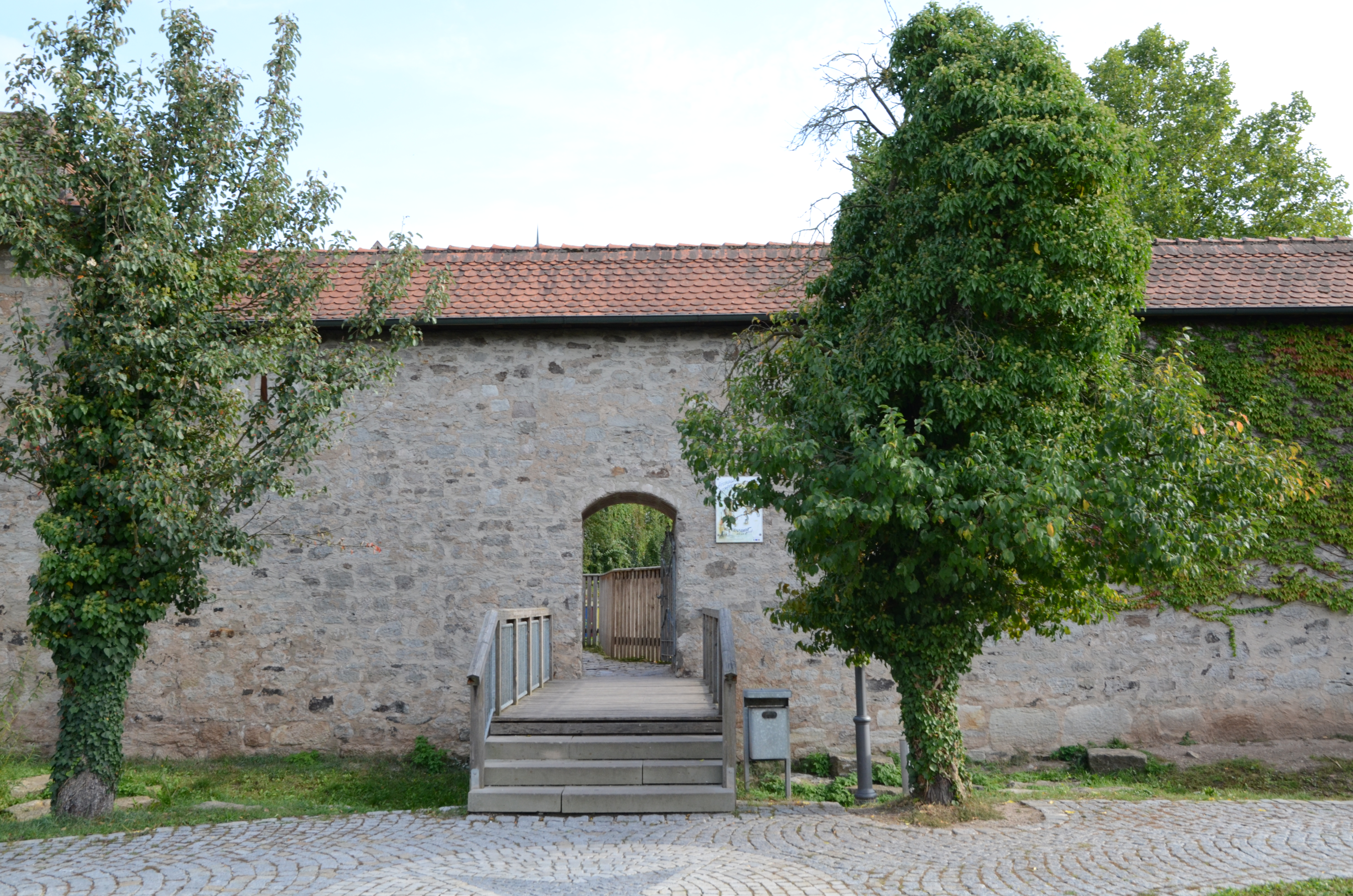
Untere Schlossgasse 13
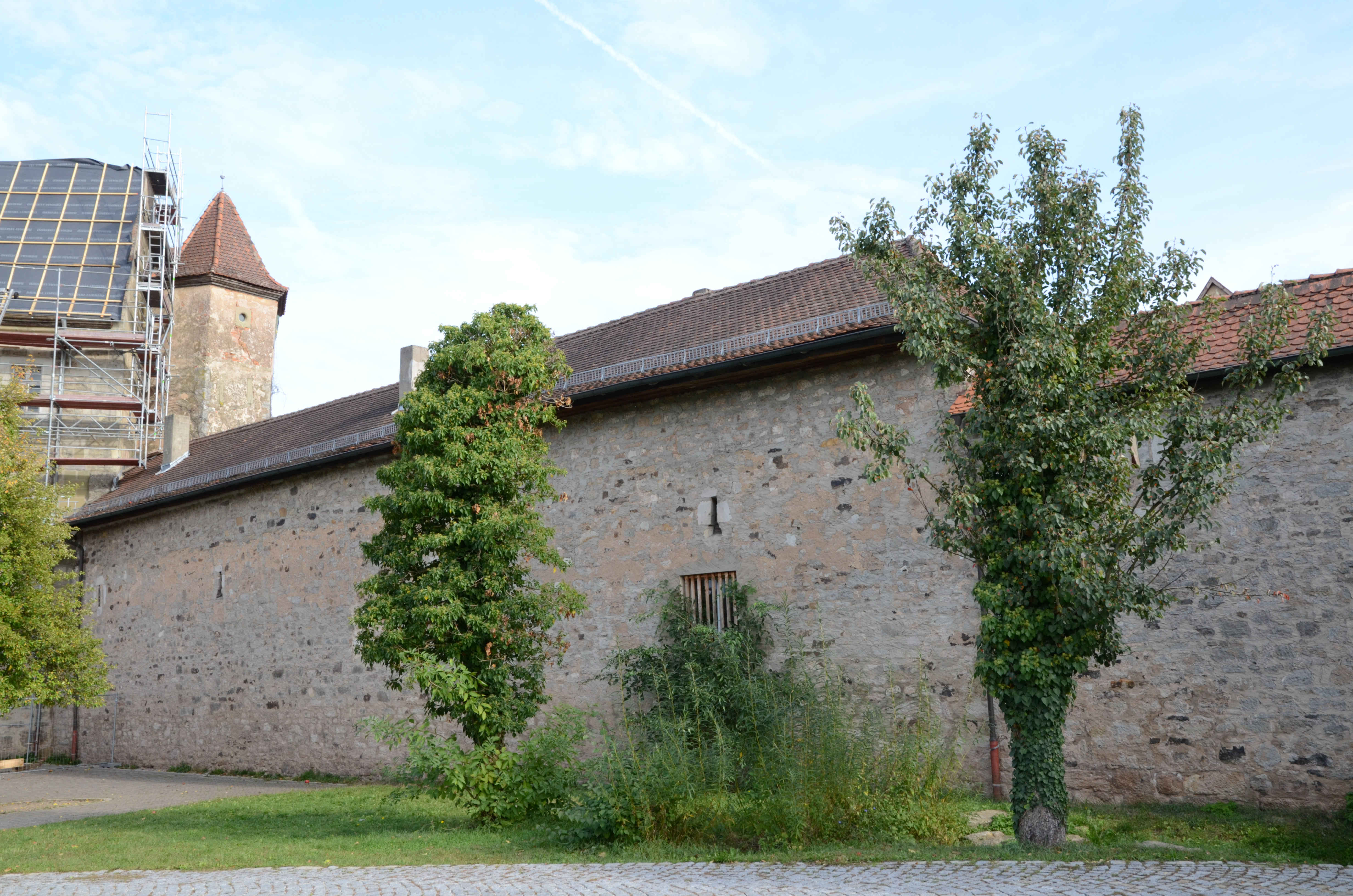
Untere Schlossgasse 13
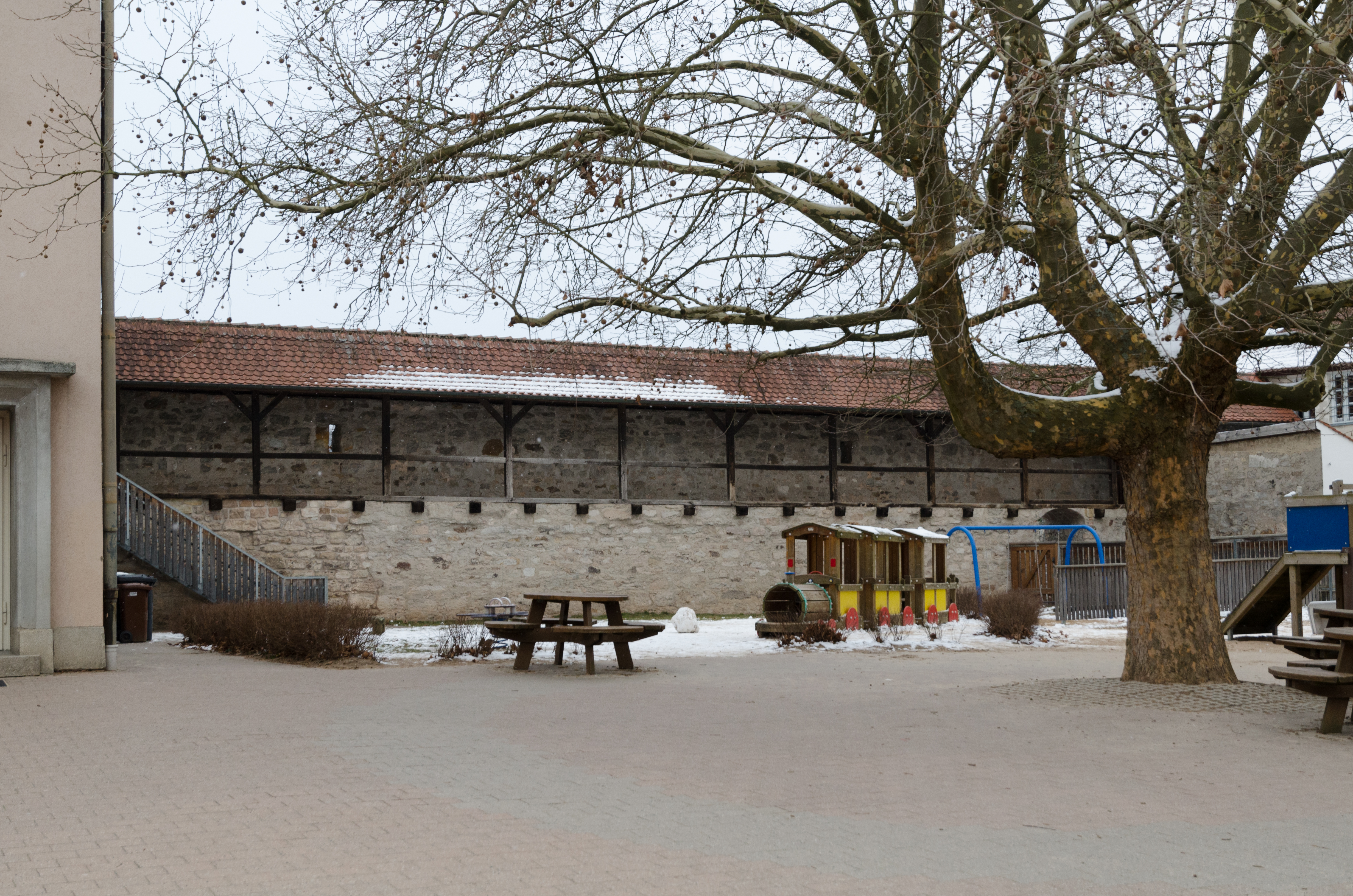
Untere Schlossgasse 13

## Baudenkmäler nach Gemeindeteilen

### Neustadt
| Lage | Objekt | Beschreibung | Akten-Nr.      | Bild                             |
| --- | --- | --- | -------------- | -------------------------------- |
| Alleestraße (Standort)                                                                                             | Kriegerdenkmal für die Feldzüge von 1866 und 1870/71                                                      | Skulptur eines geflügelten Kriegers mit Schwert auf hohem Postament mit farbiger Inschrift, davor Löwenfigur auf niedrigerem Sockel mit Wappenkartusche, von runder Steinbank eingefasst, Stein, um 1907 | D-5-75-153-3   | weitere Bilder                   |
| Alleestraße 1 (Standort)                                                                                           | Villa | Zweigeschossiger, teils verputzter Backsteinbau über hohem Sockelgeschoss, mit Walmdach und geschnitzten Dachbalken, Zwerchhaus mit Schwebegiebel, gotisierende Hausteingliederung, 1890/95 | D-5-75-153-2   | weitere Bilder                   |
| Alleestraße 14 (Standort)                                                                                          | Ehemaliges evangelisches Schülerheim, jetzt Allee Hotel                                                   | Zweiflügeliger, zweigeschossiger Massivbau mit Walmdach, Konsolkranzgesims und einfacher Lisenengliederung, spätklassizistisch, 1878/79, Umbau zum Hotel 1997/98 | D-5-75-153-110 | weitere Bilder                   |
| Nähe Am Friedhof (Standort)                                                                                        | Kriegerdenkmal für die Gefallenen und Vermissten des Ersten Weltkriegs                                    | Stelenartige Kriegerfigur, eingefasst von vier hohen, rechteckigen Stelen mit Inschrift und rechteckigen Mauerzügen, Stein, 1920–1924, bezeichnet „Die dankbare Heimat Neustadt a. d. Aisch 1933“ | D-5-75-153-175 | weitere Bilder                   |
| Am Friedhof 2 (Standort)                                                                                           | Evangelisch-lutherische Friedhofskirche Zur Himmelfahrt Christi                                           | Breite Saalkirche mit Walmdach, eingezogenem, kreuzrippengewölbtem Rechteckchor und blechverkleidetem Chortürmchen mit Zeltdach, wohl auf den Resten der mittelalterlichen Klosterkirche St. Wolfgang 1584 errichtet, Langhaus bezeichnet „1725“; mit Ausstattung | D-5-75-153-5   | weitere Bilder                   |
| Am Friedhof 2 (Standort)                                                                                           | Ehemaliger Stadtfriedhof                                                                                  | Auf dem Gelände des ehemaligen Franziskanerklosters St. Wolfgang in Riedfeld, angelegt Mitte 16. Jahrhundert, mit Grabmälern des 17. bis erste Hälfte des 20. Jahrhunderts | D-5-75-153-5   | weitere Bilder                   |
| Am Friedhof 2 (Standort)                                                                                           | Friedhofsmauer                                                                                            | Umfriedung mit Natursteinmauerwerk und Eingangstoren mit reich gestalteten Schmiedeeisengittern, im Kern wohl spätes 15. Jahrhundert | D-5-75-153-5   | weitere Bilder                   |
| Am Friedhof 1 (Standort)                                                                                           | Leichenhalle mit Friedhofswärterhaus                                                                      | Eingeschossiger, langgestreckter Satteldachbau mit querstehendem Mittelrisalit, zweite Hälfte 19. Jahrhundert | D-5-75-153-5   | weitere Bilder                   |
| Am Friedhof 2 (Standort)                                                                                           | Aussegnungshalle                                                                                          | Eingeschossiger Walmdachbau mit offener Vorhalle, Korbbogenöffnungen und Portikus, um 1910, Münchner Glasfenster bezeichnet „F. X. Zettler 1913“ | D-5-75-153-5   | weitere Bilder                   |
| Am Hutsberg 2 (Standort)                                                                                           | Fränkisches Metallhüttenwerk Kerscher KG, ehemalige Dampfziegelei                                         | Langgestreckter Backsteinbau mit zwei traufseitig aneinander stoßenden, dreigeschossigen Satteldachbauten und rückwärtig dreischiffiger Satteldachhalle, mit Lisenengliederung und Segmentbogenfenstern, in landschaftsbeherrschender Lage, um 1895 | D-5-75-153-6   | weitere Bilder                   |
| Am Schnerrer, südlich der Bahnlinie ()                                                                             | Sogenannter Malstein                                                                                      | Sandsteinblock auf scheibenförmigem Sockel, mit Inschrift auf der Vorderseite; nicht nachqualifiziert, im Bayerischen Denkmal-Atlas nicht kartiert | D-5-75-153-121 |                                  |
| Ansbacher Straße 3 (Standort)                                                                                      | Katholische Stadtpfarrkirche St. Johannis Enthauptung                                                     | Backsteinbau mit Satteldach, Quadersteingliederung und dreigeschossigem Westturm mit Achtort und Spitzhelm, dreischiffige, flachgedeckte Stufenhalle mit eingezogenem Polygonchor, im neugotischen Stil, von F. Steinhäuser, bezeichnet „1881–83“ | D-5-75-153-11  | weitere Bilder                   |
| Ansbacher Straße 9 (Standort)                                                                                      | Gartenvilla                                                                                               | Zweigeschossiger Massivbau mit Walmdach und spätklassizistischer Hausteingliederung, 1870/80 | D-5-75-153-12  | weitere Bilder                   |
| Ansbacher Straße 12 (Standort)                                                                                     | Forstamt                                                                                                  | Zweigeschossiger Walmdachbau mit Fachwerkkniestock und Risalit mit Zierfachwerk, 1897 | D-5-75-153-179 | weitere Bilder                   |
| Ansbacher Straße 12 (Standort)                                                                                     | Einfriedung                                                                                               | | D-5-75-153-179 | BW                               |
| Ansbacher Straße 12 (Standort)                                                                                     | Nebengebäude                                                                                              | | D-5-75-153-179 | weitere Bilder                   |
| Ansbacher Straße 13 (Standort)                                                                                     | Gartenvilla                                                                                               | Zweigeschossiger Walmdachbau mit Zwerchhaus und Schwebegiebel, Erkertürmchen mit Pyramidendach, Putzmauerwerk mit Fachwerkteilen und Brettschnitzereien, im Schweizerstil, um 1890 | D-5-75-153-13  | weitere Bilder                   |
| Ansbacher Straße 14 (Standort)                                                                                     | Gartenvilla                                                                                               | Zweigeschossiger, traufseitiger Backsteinbau mit Krüppelwalmdach und Zwerchhaus, achteckiger Treppenturm mit Glockendach, Fachwerkteile, im altfränkischen Stil, Wetterfahne bezeichnet „1898“ | D-5-75-153-14  | weitere Bilder                   |
| Bahnhof (Standort)                                                                                                 | Allee zwischen Stadt und Bahnhof                                                                          | Zum Bahnhof zugehörig und gleichzeitig angelegt | D-5-75-153-15  | Allee zwischen Stadt und Bahnhof |
| Bahnhof 1 (Standort)                                                                                               | Bahnhof, Empfangsgebäude                                                                                  | Dreigeschossiger Sandsteinquaderbau mit flachem Walmdach und zwei seitlich angebauten, erdgeschossigen Flügelbauten mit Satteldach, im Rundbogenstil mit Lisenengliederung, spätklassizistisch, von Eduard Rüber, 1864/65 | D-5-75-153-15  | weitere Bilder                   |
| Bahnhofstraße 19 (Standort)                                                                                        | Villa | Zweigeschossiger, giebelständiger Satteldachbau mit traufseitigen Zwerchgiebeln, verputztem Zierfachwerk und reich geschnitzten Schwebegiebeln, im altfränkischen Stil, um 1900 | D-5-75-153-16  | weitere Bilder                   |
| Bahnhofstraße 21 (Standort)                                                                                        | Gartenvilla                                                                                               | Zweigeschossiger Walmdachbau mit Mittelrisalit, hölzerne Veranda und Balkon mit reichem Schnitzdekor, weiter Dachüberstand mit Freigespärre, im frühen Schweizerstil, um 1860 | D-5-75-153-17  | weitere Bilder                   |
| Bahnhofstraße 37 (Standort)                                                                                        | Villa | Zweigeschossiger, giebelständiger Massivbau mit Krüppelwalmdach, Erker und Zwerchhaus, mit kräftig historisierender Sandsteingliederung, um 1910/15 | D-5-75-153-18  | weitere Bilder                   |
| Bahnhofstraße 45 (Standort)                                                                                        | Villa | Zweigeschossiger, traufseitiger, massiver Halbwalmdachbau mit Seitenrisaliten und Fachwerkdrempel, an der Ostseite Erdgeschoss- und Balkonerker, profilierte Gesimsgliederung und geschweifte Deckbretter, im englischen Landhausstil | D-5-75-153-19  | weitere Bilder                   |
| Bahnhofstraße 45 (Standort)                                                                                        | Zwei Gartenpavillons                                                                                      | Erdgeschossige, offene Mansardwalm- bzw. Zeltdachbauten über quadratischem Grundriss mit ornamentaler Putzgliederung, um 1910 | D-5-75-153-19  | weitere Bilder                   |
| Bamberger Straße 7 (Standort)                                                                                      | Wohn- und Geschäftshaus                                                                                   | Zweigeschossiger Giebelbau mit Satteldach und Fachwerkobergeschoss und -giebel mit Andreaskreuzen und rautenförmigem Gitterwerk, Türsturz bezeichnet „1670“ | D-5-75-153-20  | weitere Bilder                   |
| Bamberger Straße 11 (Standort)                                                                                     | Wohn- und Geschäftshaus                                                                                   | Zweigeschossiges Giebelhaus mit Dacherker und teilverputztem Fachwerkobergeschoss und -giebel, 17. Jahrhundert | D-5-75-153-21  | weitere Bilder                   |
| Bamberger Straße 13 (Standort)                                                                                     | Wohn- und Geschäftshaus                                                                                   | Zweigeschossiges Giebelhaus mit Erdgeschoss aus rustizierten Sandsteinquadern, Fachwerkobergeschoss und -giebel mit Andreaskreuzen, 17./18. Jahrhundert | D-5-75-153-22  | weitere Bilder                   |
| Bamberger Straße 24 (Standort)                                                                                     | Wohnhaus                                                                                                  | Zweigeschossiges, traufseitiges Mansardwalmdachhaus mit Fachwerkobergeschoss, in zurückgesetzter Lage, 18./19. Jahrhundert | D-5-75-153-24  | weitere Bilder                   |
| Bamberger Straße 28 (Standort)                                                                                     | Amtsgericht                                                                                               | Ehemalige Fronfeste, dreigeschossiger, wuchtiger Quaderbau mit Satteldach und viergeschossigen Schmalseiten mit flachen Walmdächern, mit profilierten Gurtbändern, Kranzgesims und Rundbogenformen der Florentiner Renaissance, 1840/42; Umbauten 1968 und 1987/90 | D-5-75-153-25  | weitere Bilder                   |
| Bamberger Straße 48 (Standort)                                                                                     | Ehemaliges Brauhaus Neustadt a. d. Aisch Gebr. Burkart KG                                                 | Dreigeschossiger, traufseitiger Ziegelbau mit Satteldach, Hausteingliederung, Ziegelkonsole und Kniestock, über Sandsteinsockel, 1907; im Inneren Maschinenhaus mit technischer Ausstattung | D-5-75-153-180 | BW                               |
| Bei den Sommerkellern 9 (Standort)                                                                                 | Ehemaliger Sommerkeller                                                                                   | Erdgeschossiger, verputzter Fachwerkbau mit Walmdach und dorischer Holzsäulenhalle, von Zimmermeister J. Z. Bub, 1836 Zugehörige Kelleranlage | D-5-75-153-26  | weitere Bilder                   |
| Hintere Kellereigasse 5 (Standort)                                                                                 | Wohnhaus                                                                                                  | Zweigeschossiges Giebelhaus mit leicht vorkragendem Giebel und verputzten Fachwerkteilen, 17./18. Jahrhundert | D-5-75-153-30  | weitere Bilder                   |
| Hintere Kellereigasse 7 (Standort)                                                                                 | Wohnhaus                                                                                                  | Zweigeschossiges Giebelhaus mit leicht vorkragendem Giebel und verputzten Fachwerkteilen, 17./18. Jahrhundert | D-5-75-153-31  | weitere Bilder                   |
| Hintere Kellereigasse 13, 15 (Standort)                                                                            | Ehemalige Kellerei und markgräfliches Jagdzeughaus, heute Doppelwohnhaus                                  | Zweigeschossiger, traufseitiger Satteldachbau mit Fachwerkobergeschoss über Bruchsteinmauerwerk, Mauerwerk mit Stützkeilen und Gewölbekeller wohl Reste der ehemaligen burggräflichen Veste von 1287, Umbau zur fürstlichen Kellerei und Jagdzeughaus im 18. Jahrhundert, Gebäudeausbesserung 1884, Fachwerkausbau nach 1910                                                                     | D-5-75-153-33  | weitere Bilder                   |
| Hospitalplatz 1 (Standort)                                                                                         | Wohnhaus                                                                                                  | Dreiseitig freistehender, erdgeschossiger Satteldachbau mit Fachwerkgiebel und Bruchsteinsockel, erste Hälfte 18. Jahrhundert. | D-5-75-153-34  | weitere Bilder                   |
| Karl-Ströbel-Weg 1 (Standort)                                                                                      | Schützenhaus                                                                                              | Zweigeschossiger, giebelständiger Massivbau mit Satteldach und Erdgeschossarkaden, genutete Ecklisenen, Gurtband und profiliertes Traufgesims, bezeichnet „1838“, Seitenflügel, eingeschossige, massive Walmdachbauten, 1909 | D-5-75-153-4   | weitere Bilder                   |
| Kirchgasse 7 (Standort)                                                                                            | Wohn- und Geschäftshaus                                                                                   | Zweigeschossiges Fachwerkhaus in Ecklage mit Satteldach und verputztem Erdgeschoss, Fachwerk mit Andreaskreuzen, 18. Jahrhundert | D-5-75-153-37  | weitere Bilder                   |
| Kirchgasse 8 (Standort)                                                                                            | Wohn- und Geschäftshaus                                                                                   | Zweigeschossiges Eckhaus mit steilem Walmdach und Fachwerkobergeschoss mit Andreaskreuzen, 18. Jahrhundert | D-5-75-153-38  | weitere Bilder                   |
| Kirchplatz 2, 2a (Standort)                                                                                        | Wohnhaus                                                                                                  | Zweigeschossiges, traufseitiges und verputztes Fachwerkhaus mit Satteldach und leicht vorspringendem Obergeschoss, Schwellbalken bezeichnet „1698“ | D-5-75-153-39  | weitere Bilder                   |
| Kirchplatz 3 (Standort)                                                                                            | Ehemaliger Karner (Beinhaus),sogenannter Kärnter                                                          | Dreigeschossiger, traufseitiger Quaderbau mit Satteldach und einseitigem Walm, leicht auskragendes, zweites Obergeschoss in verputztem Fachwerk, um 1400 als Beinhaus mit ehemaliger Michaelskapelle erbaut, 1557 aufgestockt, überdachter Treppenaufgang, 19. Jahrhundert | D-5-75-153-40  | weitere Bilder                   |
| Kirchplatz 4 (Standort)                                                                                            | Wohnhaus                                                                                                  | Zweigeschossiges, teils verputztes Fachwerkhaus mit Satteldach, im Kern spätmittelalterlich | D-5-75-153-41  | weitere Bilder                   |
| Kirchplatz 8 (Standort)                                                                                            | Zweites evangelisch-lutherisches Pfarrhaus                                                                | Doppelhaus, zweigeschossige Satteldachbauten mit versetzten Giebeln und profiliertem Holztraufgesims: Nordwestlicher Gebäudeteil mit Putzfassade, Ecklisenen und Gurtband, frühes 18. Jahrhundert Südöstliche Gebäudehälfte, Quaderbau mit Eckpilastern, profiliertem Gurtband und geohrten Fenster- und Türfaschen, seitlich Fachwerkgiebel und -obergeschoss, Mitte 18./frühes 19. Jahrhundert | D-5-75-153-44  | weitere Bilder                   |
| Kirchplatz 14 (Standort)                                                                                           | Evangelisch-lutherische Stadtpfarrkirche St. Johannes Baptista                                            | Dreischiffige Säulenbasilika mit Stufenhallencharakter, eingezogenem Polygonchor und Satteldach, sechsgeschossiger Südwestturm mit zurückgesetztem Uhrgeschoss und Zwiebeldach mit Laterne, erste Hälfte 15. Jahrhundert, Seitenschiffe 1594, Turmerhöhung 1604; mit Ausstattung | D-5-75-153-45  | weitere Bilder                   |
| Ludwigstraße 2 (Standort)                                                                                          | Wohnhaus                                                                                                  | Zweigeschossiges, giebelständiges Eckhaus mit Fachwerkobergeschoss und -giebel, 18. Jahrhundert | D-5-75-153-46  | weitere Bilder                   |
| Ludwigstraße 3 (Standort)                                                                                          | Wohn- und Geschäftshaus                                                                                   | Zweigeschossiger, traufseitiger Massivbau mit Halbwalmdach und Zwerchhaus, einfache Fassadengliederung, bezeichnet „1813“ | D-5-75-153-47  | weitere Bilder                   |
| Ludwigstraße 10 (Standort)                                                                                         | Wohnhaus                                                                                                  | Zweigeschossiges, massives Giebelhaus mit Zwerchhaus und einfacher Sandsteingliederung, erste Hälfte 18. Jahrhundert | D-5-75-153-48  | weitere Bilder                   |
| Ludwigstraße 10 (Standort)                                                                                         | Rückwärtiger Anbau                                                                                        | Zweigeschossiger, teils verputzter Fachwerkbau mit Satteldach, 18. Jahrhundert | D-5-75-153-48  | BW                               |
| Ludwigstraße 11 (Standort)                                                                                         | Wohnhaus                                                                                                  | Zweigeschossiges, gemauertes Eckhaus mit Mansardwalmdach über profiliertem Holztraufgesims und verputzten Fachwerkteilen, Sandsteingliederung, ursprünglich zwei Gebäudeteile, ehemals südlich Wohnteil 1719 (dendrochronologisch datiert), ehemals nördlich. Wirtschaftsteil 1738 (dendrochronologisch datiert), zusammengefasst 1791 (dendrochronologisch datiert)                             | D-5-75-153-176 | weitere Bilder                   |
| Markgrafenstraße 32 (Standort)                                                                                     | Gärtnerhaus, sogenanntes Adventistenhaus                                                                  | Eingeschossiger, traufseitiger Krüppelwalmdachbau mit Putzfassade und Backsteingliederung, um 1900 | D-5-75-153-53  | weitere Bilder                   |
| Marktplatz (Standort)                                                                                              | Sogenannter Neptunbrunnen                                                                                 | Roter Sandstein, Vierpassbecken mit Säule auf profiliertem Sockel und gusseisernen Löwenköpfen, von Georg Adam Bock, 1734, darüber Neptunfigur, Entwurf von Johann Friedrich Mauer, 1735, 1921 durch Kopie ersetzt | D-5-75-153-58  | weitere Bilder                   |
| Marktplatz 1 (Standort)                                                                                            | Gasthaus Scharfes Eck, ehemalige Bierbrauerei Beyer (ehemaliger Inhaber: Johann Christoph Valentin Beyer) | Zweigeschossiges, massives Eckhaus mit Walmdach über profiliertem Holztraufgesims, einfache Fassadengestaltung, Anfang 19. Jahrhundert | D-5-75-153-54  | weitere Bilder                   |
| Marktplatz 5 (Standort)                                                                                            | Rathaus                                                                                                   | Stattliches, dreigeschossiges Eckhaus mit Walmdach und Dachreiter mit Zwiebelhaube, Erdgeschoss mit Arkadenöffnungen, Pilastergliederung aus Sandsteinquadern, von Johann Georg Kannhäuser, 1711–15; Wiederaufbau 1949–51 nach Brand von 1947; mit Ausstattung, nach 1949 | D-5-75-153-55  | weitere Bilder                   |
| Marktplatz 6 (Standort)                                                                                            | Wohn- und Geschäftshaus                                                                                   | Schmales, zweigeschossiges Eckhaus mit Satteldach, Fachwerkobergeschoss und -giebel mit geschwungenen und genasteten Andreaskreuzen und Gitterwerk, frühes 18. Jahrhundert | D-5-75-153-56  | weitere Bilder                   |
| Marktplatz 10 (Standort)                                                                                           | Gasthaus                                                                                                  | Stattliches, zweigeschossiges Giebelhaus, Fachwerkobergeschoss und -giebel mit Andreaskreuzen, Ende 18. Jahrhundert | D-5-75-153-57  | weitere Bilder                   |
| Max-Döllner-Platz 8 (Standort)                                                                                     | Wohnhaus                                                                                                  | Zweigeschossiger, traufseitiger Satteldachbau mit schräg eingezogenem, einseitigem Walm und Fachwerkteilen, im Kern 1699 | D-5-75-153-59  | weitere Bilder                   |
| Nägeleinsgasse 17, Nähe Luitpoldstraße (Standort)                                                                  | Park, sogenannter Luitpold- oder Sperberpark, ehemaliger Villengarten                                     | Landschaftsgarten mit geometrischen Elementen, um 1900 | D-5-75-153-52  | weitere Bilder                   |
| Nägeleinsgasse 17, Nähe Luitpoldstraße (Standort)                                                                  | Gartenpavillon                                                                                            | Ovaler, kleiner und erdgeschossiger Massivbau mit Mansardwalmdach und umlaufendem Säulenportikus, gleichzeitig | D-5-75-153-52  | weitere Bilder                   |
| Nägeleinsgasse 17, Nähe Luitpoldstraße (Standort)                                                                  | Brunnenanlage                                                                                             | Axial zum Pavillon ausgerichtete, stufenförmige Steinbassins mit Springbrunnen, gleichzeitig | D-5-75-153-52  | weitere Bilder                   |
| Nägeleinsgasse 17, Nähe Luitpoldstraße (Standort)                                                                  | Grottenbau                                                                                                | In den Hügel gemauerter Kuppelraum aus Bruchstein, mit Eisengitter, gleichzeitig | D-5-75-153-52  | weitere Bilder                   |
| Nägeleinsgasse 17, Nähe Luitpoldstraße (Standort)                                                                  | Schweizerhäuschen                                                                                         | Erdgeschossiger Satteldachbau mit Holzverbretterung über hohem Bruchsteinsockel, gleichzeitig | D-5-75-153-52  | weitere Bilder                   |
| Nürnberger Straße 2 (Standort)                                                                                     | Wohn- und Geschäftshaus                                                                                   | Zweigeschossiges, teils verputztes Fachwerkhaus mit Satteldach, in giebelständiger Lage, im Kern wohl 17./18. Jahrhundert, Umbau im 19. Jahrhundert | D-5-75-153-65  | weitere Bilder                   |
| Nürnberger Straße 5 (Standort)                                                                                     | Stadtapotheke, ehemalige Brauerei Anker                                                                   | Zweigeschossiger, traufseitiger Massivbau mit Walmdach, 1611 | D-5-75-153-66  | weitere Bilder                   |
| Nürnberger Straße 6 (Standort)                                                                                     | Wohn- und Geschäftshaus                                                                                   | Zweigeschossiger, giebelseitiger Satteldachbau, Fachwerkgiebel mit Andreaskreuz und rautenförmigem Gitterwerk, 18. Jahrhundert | D-5-75-153-67  | weitere Bilder                   |
| Nürnberger Straße 16 (Standort)                                                                                    | Wohn- und Geschäftshaus                                                                                   | Langgestrecktes, zweigeschossiges Eckhaus mit Schopfwalmdach, Fachwerkobergeschoss und -giebel mit Andreaskreuzen, 17. Jahrhundert | D-5-75-153-68  | weitere Bilder                   |
| Nürnberger Straße 18 (Standort)                                                                                    | Gasthaus Zur Sonne, ehemaliges Kastnerhaus                                                                | Zweigeschossiges, stattliches Eckhaus mit Satteldach, fünfseitigem Eckerker und Fachwerkobergeschoss und -giebel, mit Wappensteinen und Inschrift, im Kern 1568 | D-5-75-153-69  | weitere Bilder                   |
| Nürnberger Straße 31 (Standort)                                                                                    | Ehemalige Brauerei                                                                                        | Zweigeschossiger Massivbau mit Walmdach und Ecklisenen, rundbogiges Durchfahrtsportal, 18. Jahrhundert | D-5-75-153-71  | weitere Bilder                   |
| Nürnberger Straße 41 (Standort)                                                                                    | Ehemaliges Militärlazarett                                                                                | Freistehender, eingeschossiger Massivbau mit Mansarddach und Quadersockel, klassizistisch, 1801 | D-5-75-153-74  | weitere Bilder                   |
| Obere Schloßgasse 5 (Standort)                                                                                     | Wohn- und Geschäftshaus                                                                                   | Zweigeschossiges Giebelhaus mit Fachwerkobergeschoss und -giebel, 18. Jahrhundert | D-5-75-153-75  | weitere Bilder                   |
| Obermühle 1 (Standort)                                                                                             | Ehemalige Obermühle                                                                                       | Zweigeschossiger Massivbau mit Walmdach, Inschriftensteine an Westfassade, im Kern 1695, 1761 verändert | D-5-75-153-77  | weitere Bilder                   |
| Peter-Kolb-Platz 3 (Standort)                                                                                      | Sogenannter Luitpoldbrunnen                                                                               | Zur Erinnerung der 100-jährigen Zugehörigkeit zum Königreich Bayern, Steinpfeiler mit Inschrift und bronzenem Bildnisrelief des Prinzregenten Luitpold in Knorpelkartusche, eingefasst von quadratischem Becken mit Steinpfeilern und Eisengittern, 1910, eingeweiht am 3. Oktober 1910. | D-5-75-153-113 | weitere Bilder                   |
| Peter-Kolb-Platz 3 (Standort)                                                                                      | Ehemaliges humanistisches Progymnasium und Realschule, jetzt Stadtverwaltung                              | L-förmiger Gebäudetrakt, dreigeschossiger Massivbau mit Walmdach und traufseitiger Mansarde, barockisierende Fassadengestaltung, Wappen über Eingangsportal bezeichnet „1925“ | D-5-75-153-79  | weitere Bilder                   |
| Peter-Kolb-Platz 4, 5 (Standort)                                                                                   | Ehemalige Fürstenschule, sogenannte Friedrichs-Alexander-Schule                                           | Langgestreckter, zweigeschossiger Sandsteinquaderbau in traufseitiger Lage, mit Mansardgiebeldach und Bruchsteinsockel, Gurtbandgliederung, geohrte Fenster und Wappen, bezeichnet „1737“ und „1740“, Erweiterung um zwei Achsen 1871 | D-5-75-153-109 | weitere Bilder                   |
| Peter-Kolb-Platz 5 (Standort)                                                                                      | Ehemaliges Seckendorff-Schlösschen und Pfarrwitwen- und Waisenhaus                                        | Bauteile des 18. Jahrhunderts; nicht nachqualifiziert | D-5-75-153-78  | BW                               |
| Peter-Kolb-Platz 6 (Standort)                                                                                      | Ehemaliges Hinteres Haus des Spitals                                                                      | Zweigeschossiger Massivbau mit hohem Satteldach und rückwärtigem Walm, im Kern 1598 | D-5-75-153-36  | weitere Bilder                   |
| Riedfelder Ortsstraße 46 (Standort)                                                                                | Bildstock, sogenannte Rote Marter                                                                         | Achteckiger Sandsteinschaft mit leicht auskragendem, vierseitigem Bildstein und unterkehltem Walmdächlein, Bildstein aus rotem Sandstein, beidseitig mit Reliefs der Kreuzigung Christi, Schmalseiten mit St. Laurentius, St. Christophorus und Wappen, bezeichnet „1488“ | D-5-75-153-114 | weitere Bilder                   |
| Schlossplatz 1 (Standort)                                                                                          | Evangelisch-lutherisches Dekanat                                                                          | Stattlicher, zweigeschossiger und teilverputzter Quaderbau mit Mansarddach über profiliertem Holztraufgesims, Lisenengliederung und geohrte Fensterfaschen, bezeichnet „1750“ | D-5-75-153-80  | weitere Bilder                   |
| Schlossplatz 4 (Standort)                                                                                          | Grundschule, ehemalige Volksschule                                                                        | L-förmiger, dreigeschossiger Massivbau mit Mansardwalmdach und achtseitigem Treppenturm mit Kuppelhaube und Laterne, hohes Sockelgeschoss, historisierende Formensprache, anstelle des 1906 abgebrannten Neuen Schlosses, bezeichnet „1915“, Turm weitgehend von 1575 bis 1626 | D-5-75-153-82  | weitere Bilder                   |
| Schmiedegasse 2 (Standort)                                                                                         | Wohnhaus                                                                                                  | Zweigeschossiger massiver Eckbau mit Mansarddach, Ecklisenen und zwei korbbogigen Portalen, bezeichnet „1801“ | D-5-75-153-83  | weitere Bilder                   |
| Sparkassenplatz (Standort)                                                                                         | Scheune                                                                                                   | Zweigeschossiger, zum Teil verbretterter Satteldachbau mit massivem Erdgeschoss aus Bruchstein und Fachwerkobergeschoss, 1572, Umbau 19. Jahrhundert | D-5-75-153-51  | weitere Bilder                   |
| Strahlbacher Weg, etwa 100 m vom Weiher der Obermühle entfernt, südlich der Straße nach Unterstrahlbach (Standort) | Sühnekreuz                                                                                                | Stein, 1628 | D-5-75-153-117 | BW                               |
| Vordere Kellereigasse 6 (Standort)                                                                                 | Wohnhaus                                                                                                  | Zweigeschossiges Fachwerkhaus mit Satteldach und stark profilierter Gesimsbandgliederung, zweiflügelige Ornament-Haustür, 17. Jahrhundert | D-5-75-153-92  | weitere Bilder                   |
| Wasenmühle 1 (Standort)                                                                                            | Ehemalige Wasenmühle                                                                                      | L-förmige Anlage: Wohnhaus, zweigeschossiger, giebelständiger Massivbau mit Mansarddach und einseitigem Walm, Türsturz bezeichnet „1817“ | D-5-75-153-94  | weitere Bilder                   |
| Wasenmühle 1 (Standort)                                                                                            | Ehemalige Wasenmühle                                                                                      | L-förmige Anlage: Mühlenanbau, zweigeschossiger, traufseitiger Quaderbau mit Satteldach und Aufzugsgaube, bezeichnet „1855“ | D-5-75-153-94  | weitere Bilder                   |
| Wilhelmstraße 1 (Standort)                                                                                         | Wohn- und Geschäftshaus, Doppelhaus                                                                       | Stattliches, zweigeschossiges Eckhaus mit hohem Satteldach und Kranausleger, daran anschließend firstgedrehter, zweigeschossiger Satteldachbau, Fachwerkobergeschoss mit geschweiften Andreaskreuzen, 1936/37 | D-5-75-153-95  | weitere Bilder                   |
| Wilhelmstraße 6 (Standort)                                                                                         | Gasthaus Fränkischer Hof                                                                                  | Zweigeschossiges Eckhaus mit Satteldach und Fachwerkgiebel mit Andreaskreuzen und rautenförmigen Gitterformen, 17. Jahrhundert | D-5-75-153-96  | weitere Bilder                   |
| Wilhelmstraße 9 (Standort)                                                                                         | Gasthaus Zur Jägerruh                                                                                     | Zweigeschossiges, massives Eckhaus mit Satteldach und Fachwerkgiebel, 1764 | D-5-75-153-97  | weitere Bilder                   |
| Wilhelmstraße 11 (Standort)                                                                                        | Ehemaliges Handwerkerhaus                                                                                 | Zurückgesetzter, erdgeschossiger Bruchstein- und Ziegelbau mit Satteldach und Fachwerkteilen, 1700 | D-5-75-153-98  | BW                               |
| Wilhelmstraße 12 (Standort)                                                                                        | Wohn- und Geschäftshaus                                                                                   | Dreigeschossiges Eckhaus mit Mansardschopfwalmdach, einfache Fassadengestaltung, bezeichnet „1817“ | D-5-75-153-99  | weitere Bilder                   |
| Wilhelmstraße 22 (Standort)                                                                                        | Wohn- und Geschäftshaus                                                                                   | Zweigeschossiges, giebelständiges Eckhaus mit verputztem Fachwerkobergeschoss und rundbogigen Ladeluken, 17./18. Jahrhundert | D-5-75-153-100 | weitere Bilder                   |
| Würzburger Straße 1 (Standort)                                                                                     | Wohn- und Geschäftshaus                                                                                   | Zweigeschossiger, traufseitiger Massivbau mit Halbwalmdach und Bruchsteinsockel, frühes 19. Jahrhundert | D-5-75-153-103 | weitere Bilder                   |
| Würzburger Straße 13 (Standort)                                                                                    | Ehemaliges Gasthaus Rotes Roß                                                                             | Zweigeschossiger Massivbau mit Walmdach und einfacher Putzgliederung, spätes 18. Jahrhundert | D-5-75-153-104 | weitere Bilder                   |
| Würzburger Straße 18 (Standort)                                                                                    | Wohn- und Geschäftshaus                                                                                   | zweigeschossiger Walmdachbau mit seitlichen Fachwerkteilen und einfacher Putzgliederung, spätes 18. Jahrhundert | D-5-75-153-105 | weitere Bilder                   |
| Würzburger Straße 20 (Standort)                                                                                    | Wohnhaus                                                                                                  | Schmales, zweigeschossiges Giebelhaus mit Fachwerkobergeschoss und -giebel, einfache Putzgliederung, 17./18. Jahrhundert | D-5-75-153-106 | weitere Bilder                   |
| Würzburger Straße 21 (Standort)                                                                                    | Wohn- und Geschäftshaus                                                                                   | Zweigeschossiger, stattlicher Fachwerkbau mit Satteldach und leicht auskragendem Giebel, Fachwerk mit geschwungenen Andreaskreuzen, bezeichnet „1554“ | D-5-75-153-107 | weitere Bilder                   |
| Würzburger Straße 27 (Standort)                                                                                    | Ehemaliges Vorderes Spitalhaus                                                                            | Zweigeschossiges, massives Eckhaus mit Mansardwalmdach und profiliertem Traufgesims, 1802 | D-5-75-153-108 | BW                               |
| Würzburger Straße 48 (Standort)                                                                                    | Städtische Turn- und Festhalle                                                                            | Freistehender, zweigeschossiger Walmdachbau, Fassadengestaltung mit Lisenen, Rundbogenfenstern und Strebepfeilern, im Inneren Saalkonstruktion aus Holz mit Empore, im Kern ehemals markgräfische Reithalle von 1793, Neubau nach Brand von 1908 | D-5-75-153-177 | weitere Bilder                   |
| Würzburger Straße 52 (Standort)                                                                                    | Scheune                                                                                                   | Zweigeschossiger Fachwerkbau mit Krüppelwalmdach und verbrettertem Giebel, in straßenbeherrschender Ecklage, 18. Jahrhundert, südöstlich firstgedrehter, zweigeschossiger Fachwerkanbau mit Krüppelwalmdach, 19. Jahrhundert | D-5-75-153-112 | weitere Bilder                   |

### Birkenfeld
| Lage                                   | Objekt                        | Beschreibung | Akten-Nr.      | Bild           |
| -------------------------------------- | ----------------------------- | --- | -------------- | -------------- |
| Birkenfelder Hauptstraße 20 (Standort) | Ehemaliges Wohnstallhaus      | Zweigeschossiges, traufseitiges und massiv gemauertes Eckhaus mit Satteldach, Fachwerkobergeschoss und Sandsteinmauerwerksresten, 17./18. Jahrhundert, Türsturz bezeichnet „1939“ | D-5-75-153-129 | weitere Bilder |
| Birkenfelder Hauptstraße 30 (Standort) | Wohnhaus                      | Zweigeschossiger Massivbau mit Walmdach, kräftig profiliertem Holztraufgesims und Ecklisenen, Türsturz bezeichnet „1742“                                                          | D-5-75-153-126 | weitere Bilder |
| Klosterplatz 2 (Standort)              | Erdgeschossiges Wohnstallhaus | Fachwerkobergeschoss, Walmdach, spätes 18. Jahrhundert | D-5-75-153-125 | weitere Bilder |

Ehemaliges Zisterzienserinnenkloster mit Kirche
Um einen Innenhof gruppierte Vierflügelanlage, Gründung des Nürnberger Burggrafen Friedrich III. um 1275/76, Aufhebung des Klosters 1536. Aktennummer: D-5-75-153-123.
- Klosterplatz 5: ehemalige Klosterkirche (Lage), seit 1984 evang.-Luth. Filialkirche St. Maria, langgestreckter Sandsteinquaderbau mit steilem Satteldach, Strebepfeilern und quadratischem Chor, verschindelter Dachreiter mit Zwiebelhaube und Laterne, im Westen abgetrennte Nonnenempore, unter dem Langhaus dreischiffige Unterkirche, errichtet Ende 13./frühes 14. Jh., wiederaufgebaut 1683-94, Chordach dendro.dat. 1683, Langhausdach dendro.dat. 1725; mit Ausstattung
- Klosterplatz 14: Friedhofsmauer (Lage), Sandsteinquadermauer mit Stichbogenportal, Portal bezeichnet mit „1755“
- Torweg: Ostflügel, ehemaliges Dormitorium (Lage), zweigeschossiger Sandsteinquaderbau mit Satteldach und tonnengewölbtem Keller, im Kern um 1300, Dacherneuerungen dendro.dat. 1671, 1693 und 1735, Umbau zur Zehentscheune 1724
- Klosterplatz 1, 3, Torweg 2: Südwestflügel (Lage), sogenannter Äbtissinnenbau, später Amtshaus, zweigeschossiger Massivbau mit Satteldach und Toreinfahrt, um 1300, Westflügel dendro.dat. 1614
- Torweg 4, 6: Nordflügel (Lage), dreigeschossiger, teils verputzter Sandsteinquaderbau mit Satteldach, um 1300, verändert 1. Hälfte 16. Jh., Dacherneuerung dendro.dat. 1693
- Klosterplatz 14: Grabstein (Lage), hochrechteckiger, ornamentierter Sandsteinquader mit Schrifttafeln, profilierter Deckplatte und antikisierendem Aufsatz, für den Bierbrauer Hofmann, um 1825

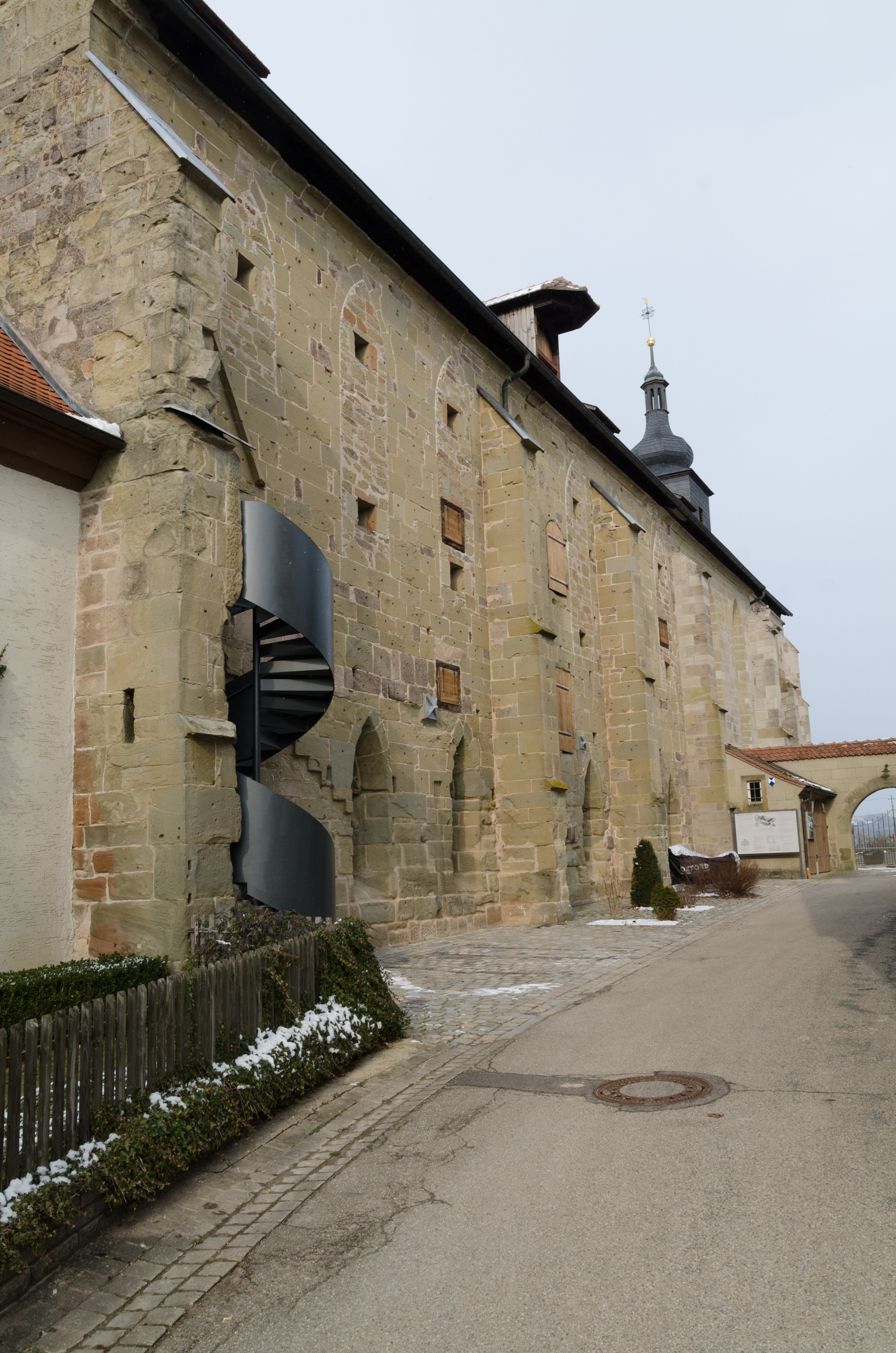
Südwestflügel, Klosterplatz 3
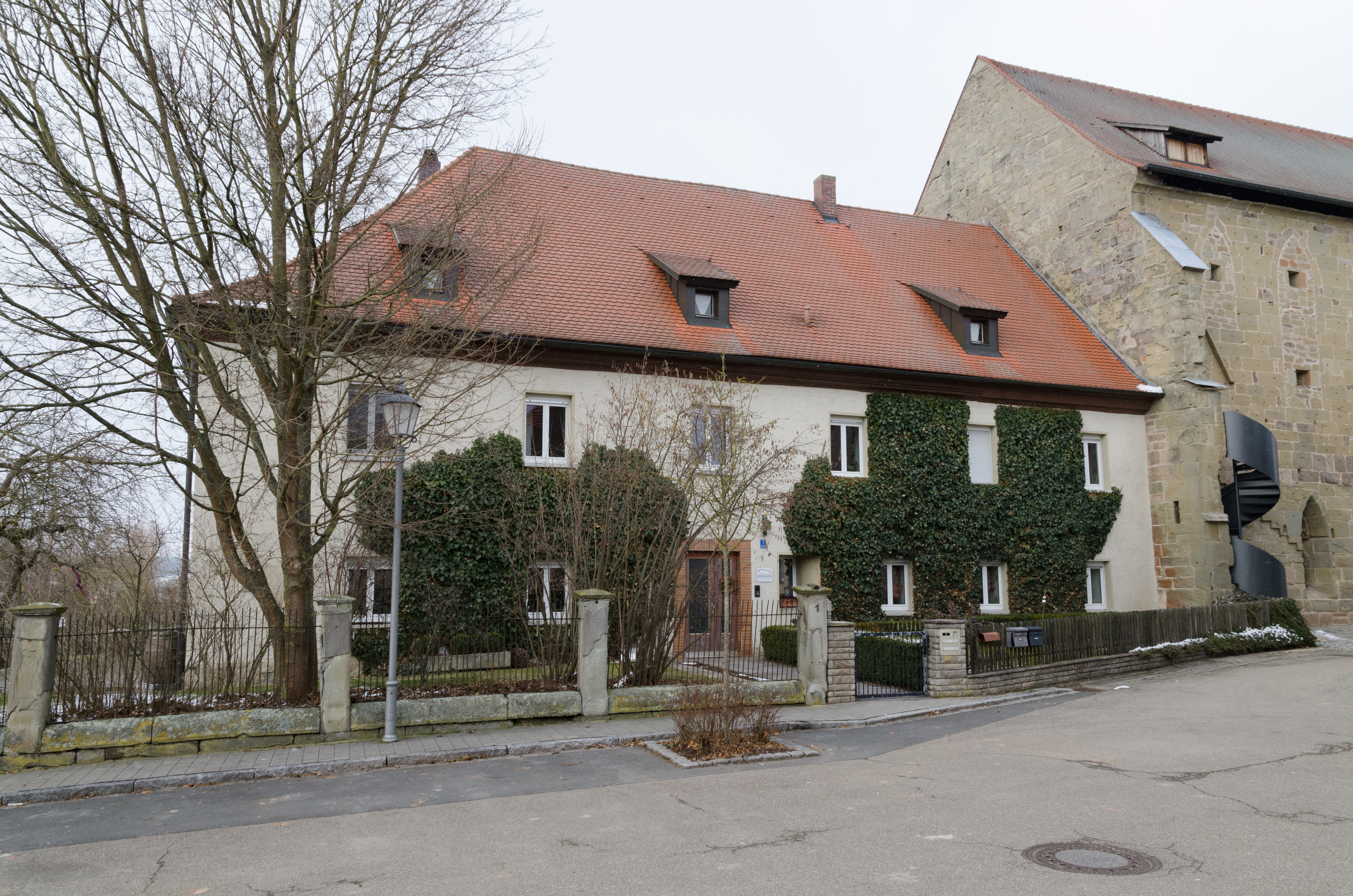
Südwestflügel, Klosterplatz 1
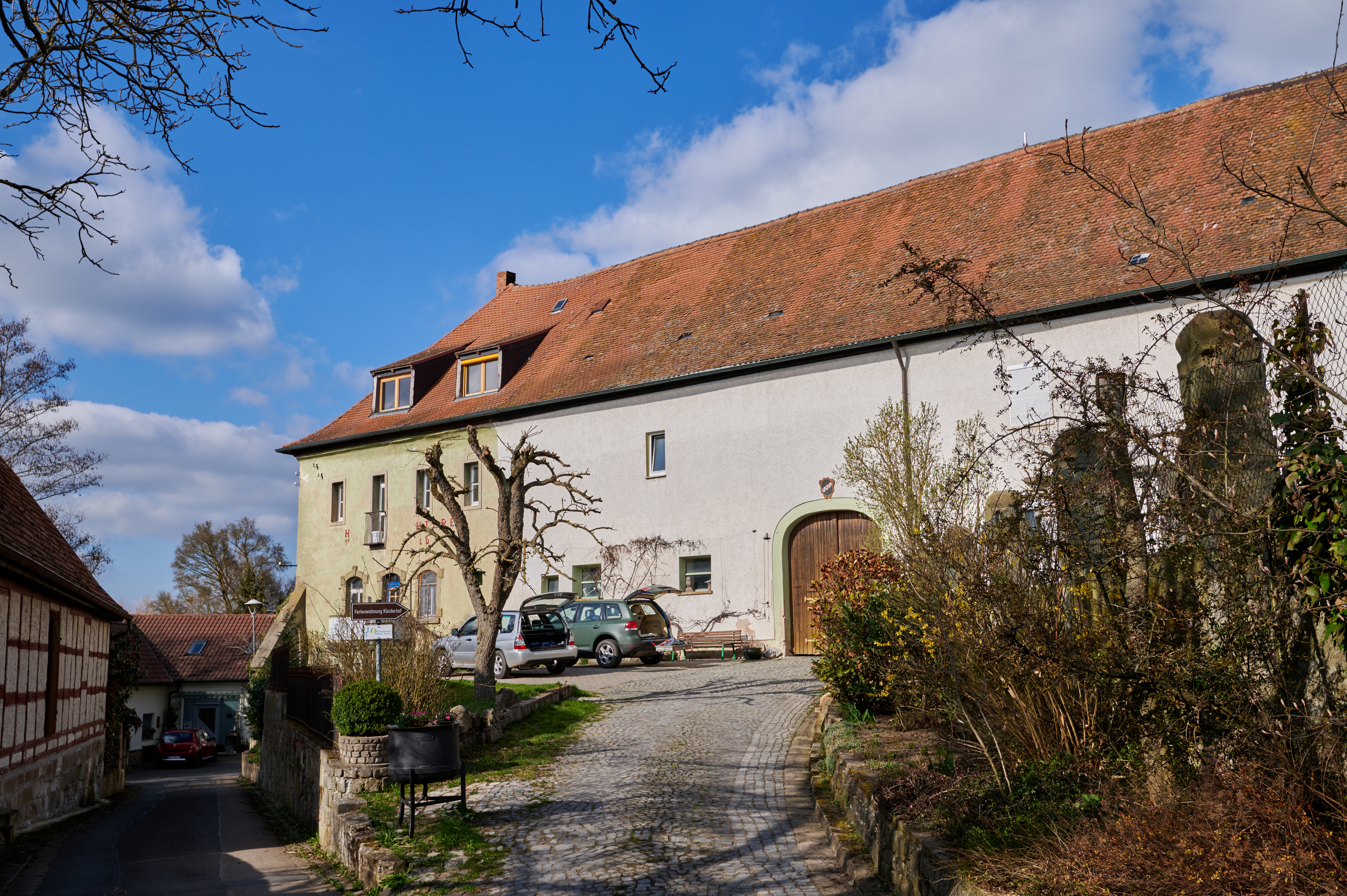
Südwestflügel, Torweg 2
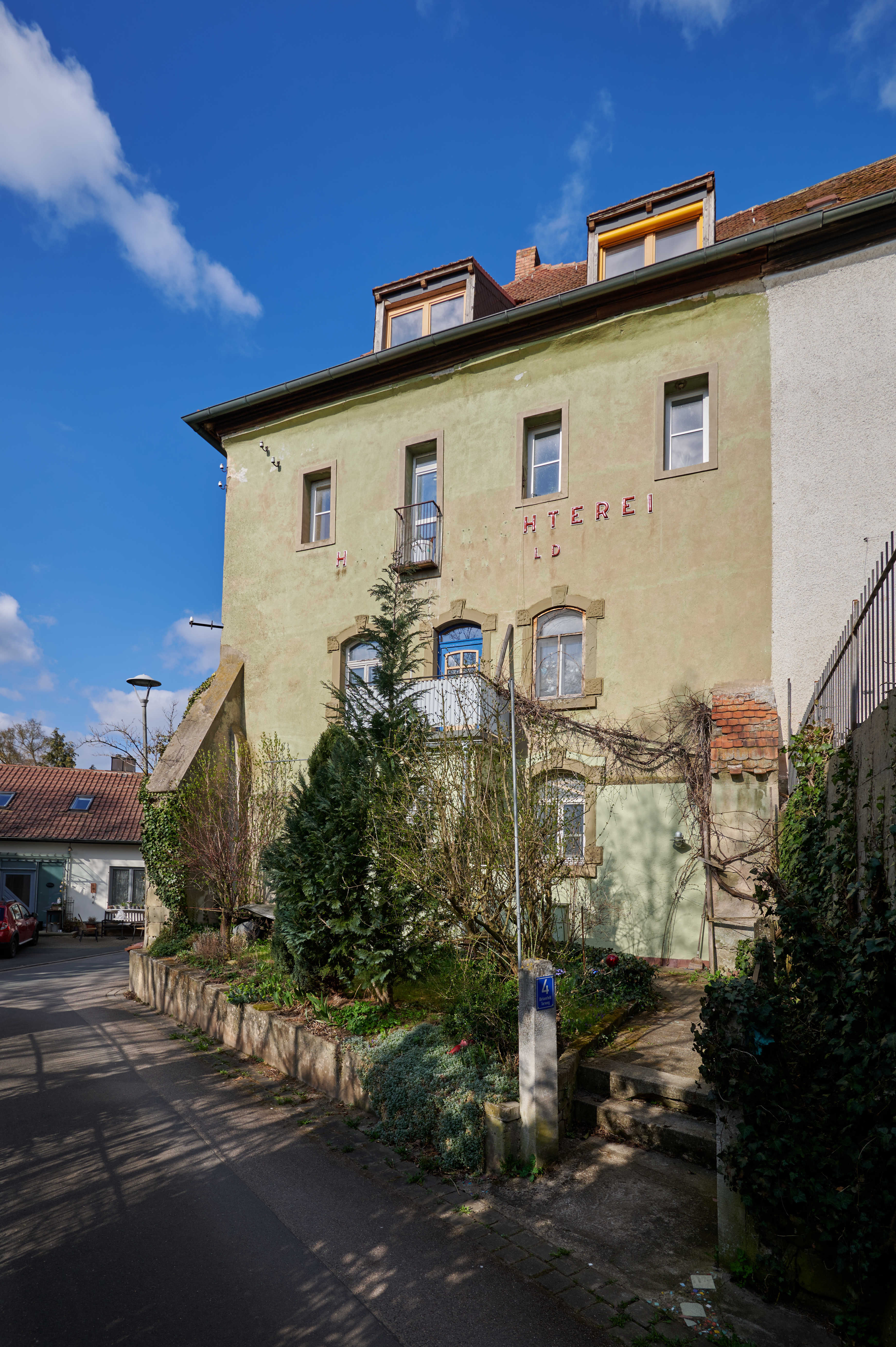
Nordflügel, Torweg 4
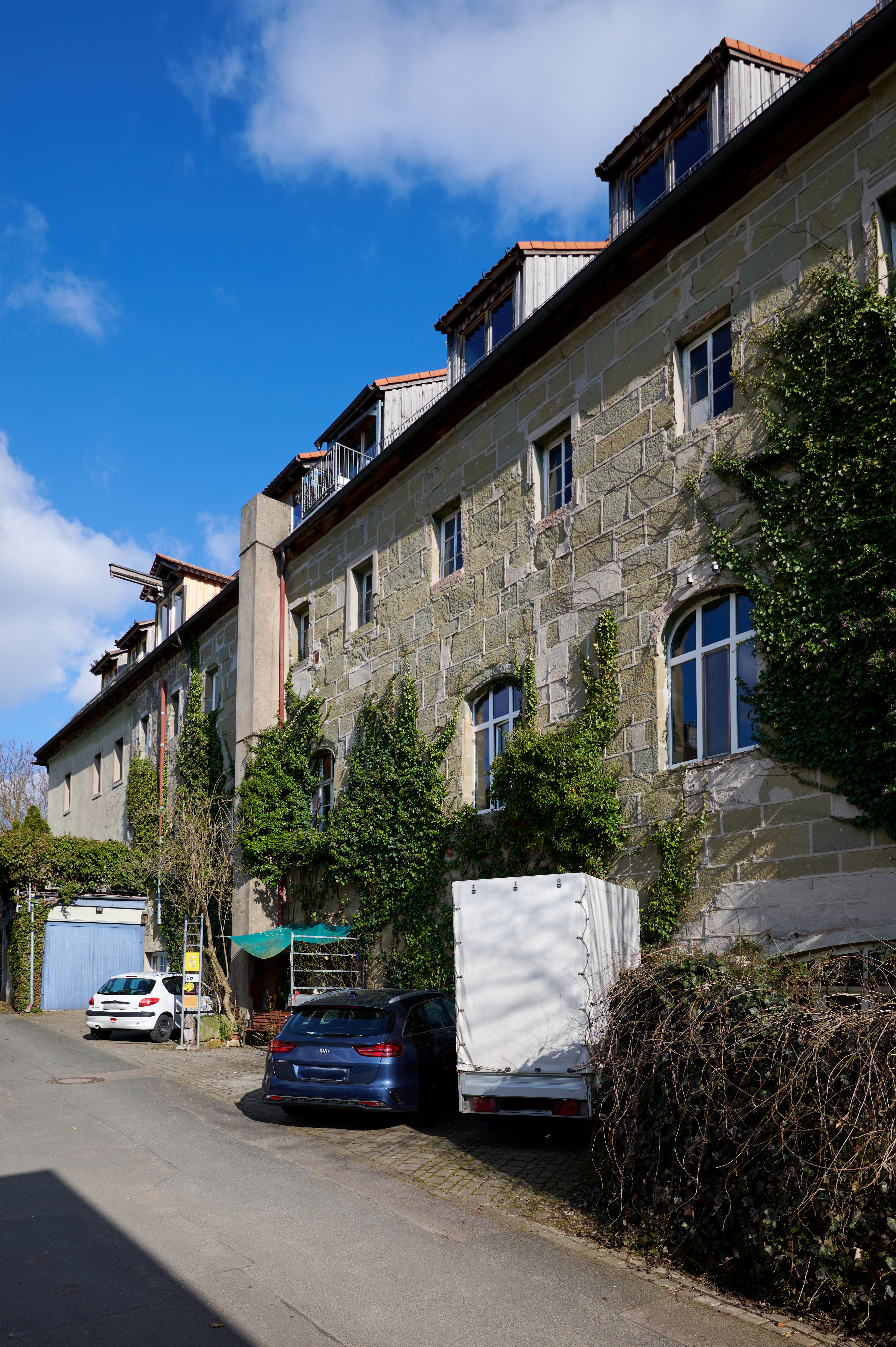
Nordflügel, Torweg 6
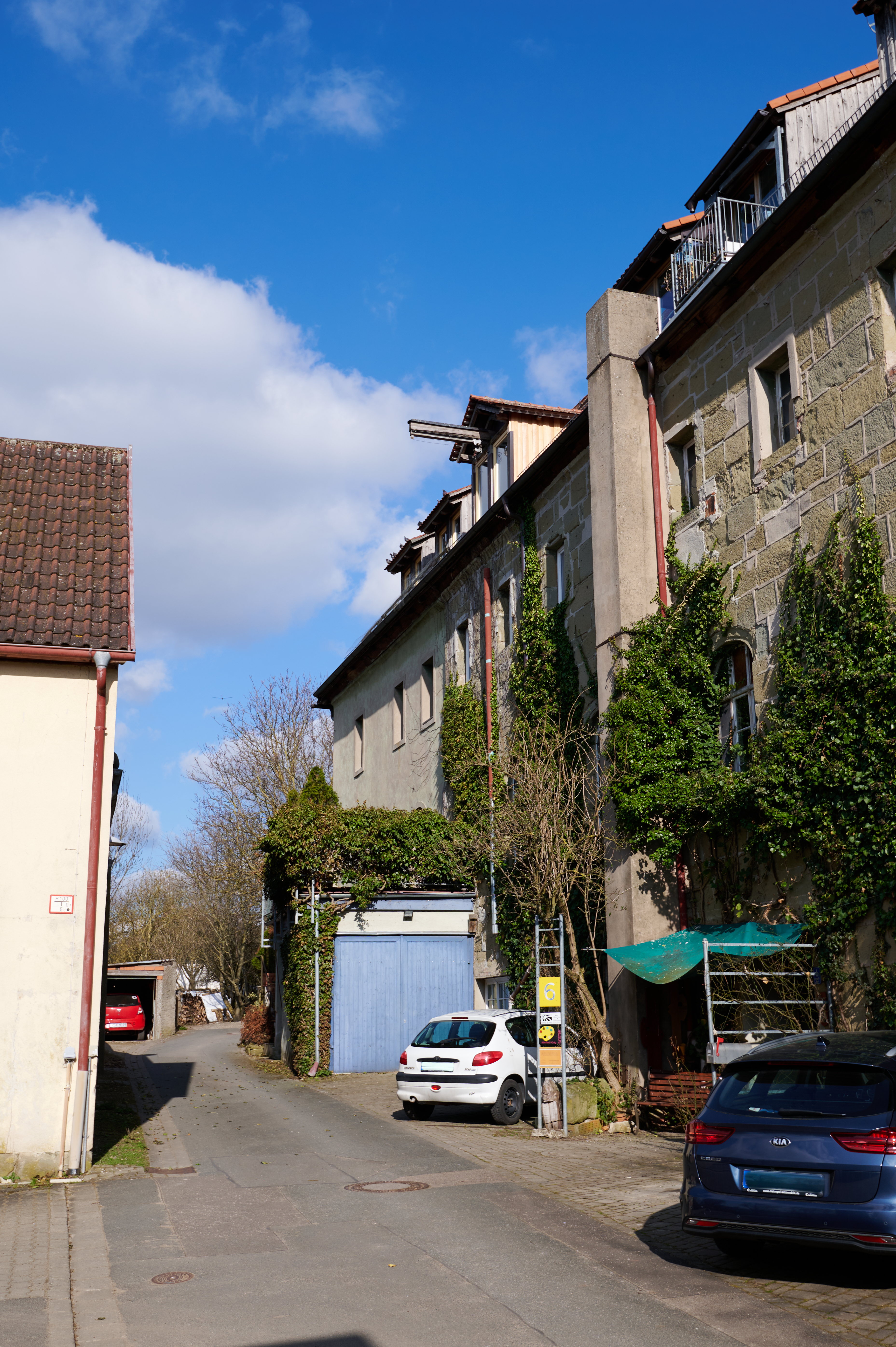
Nordflügel, Torweg 6
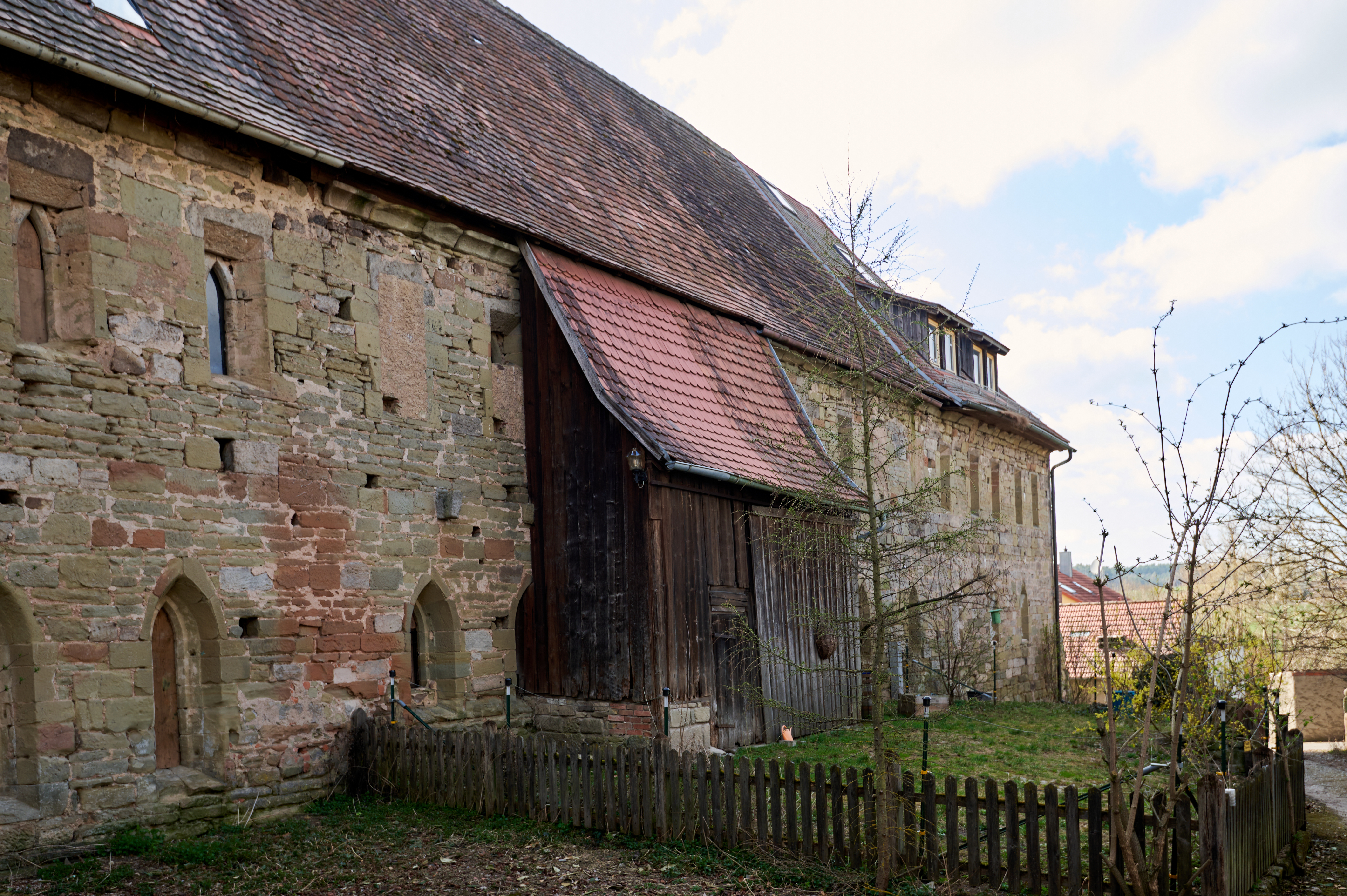
Ostflügel
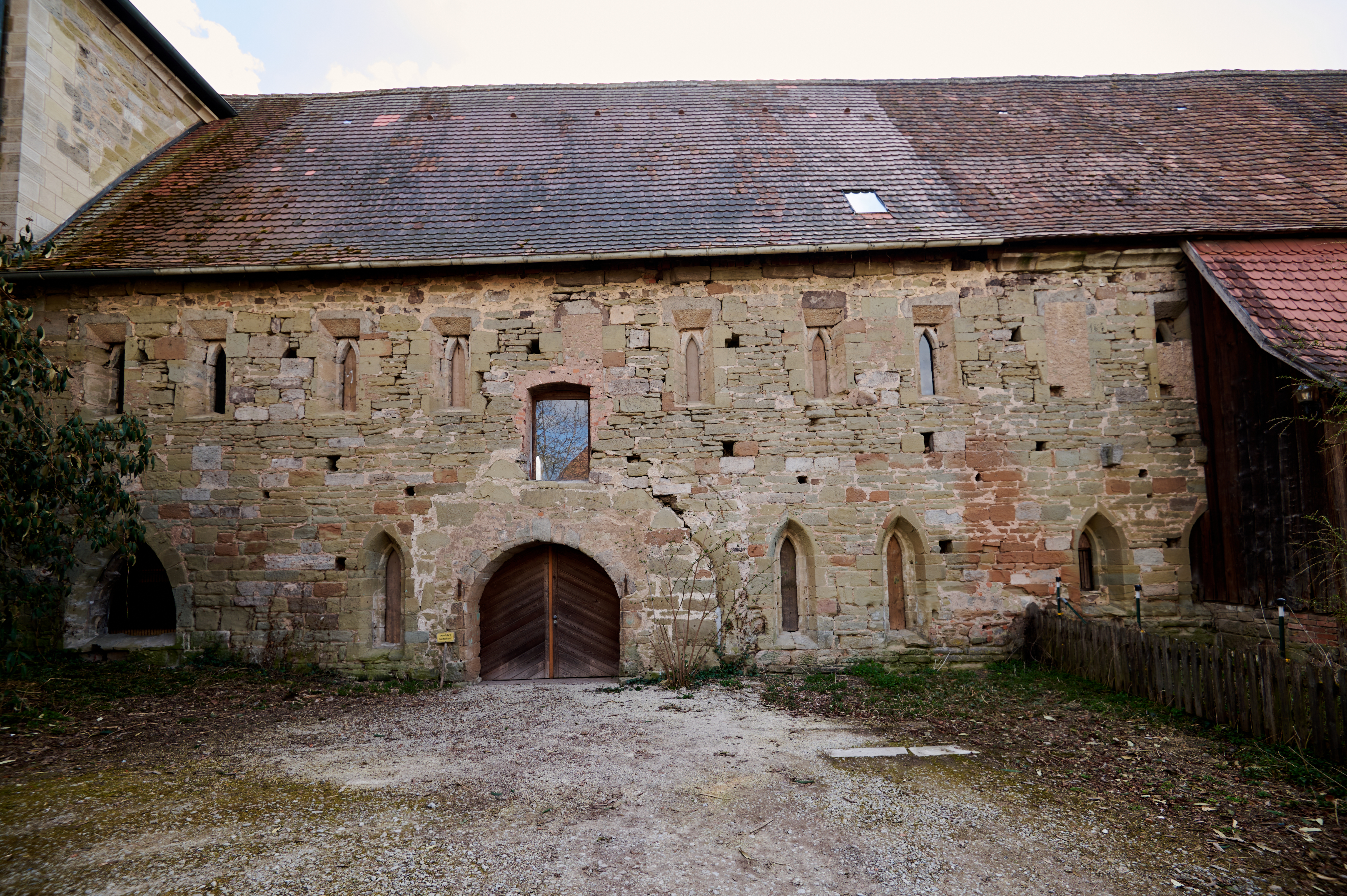
Ostflügel
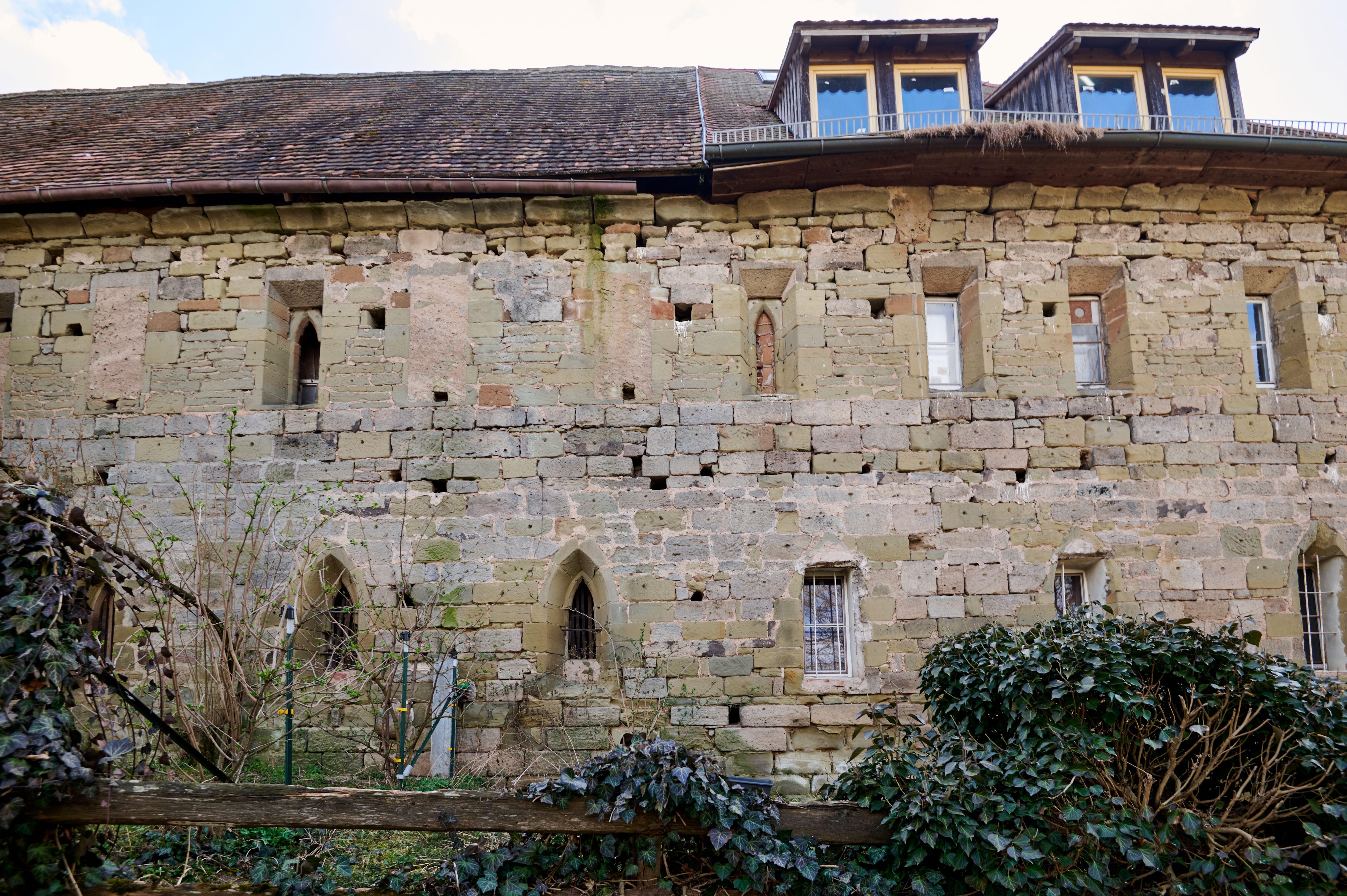
Ostflügel
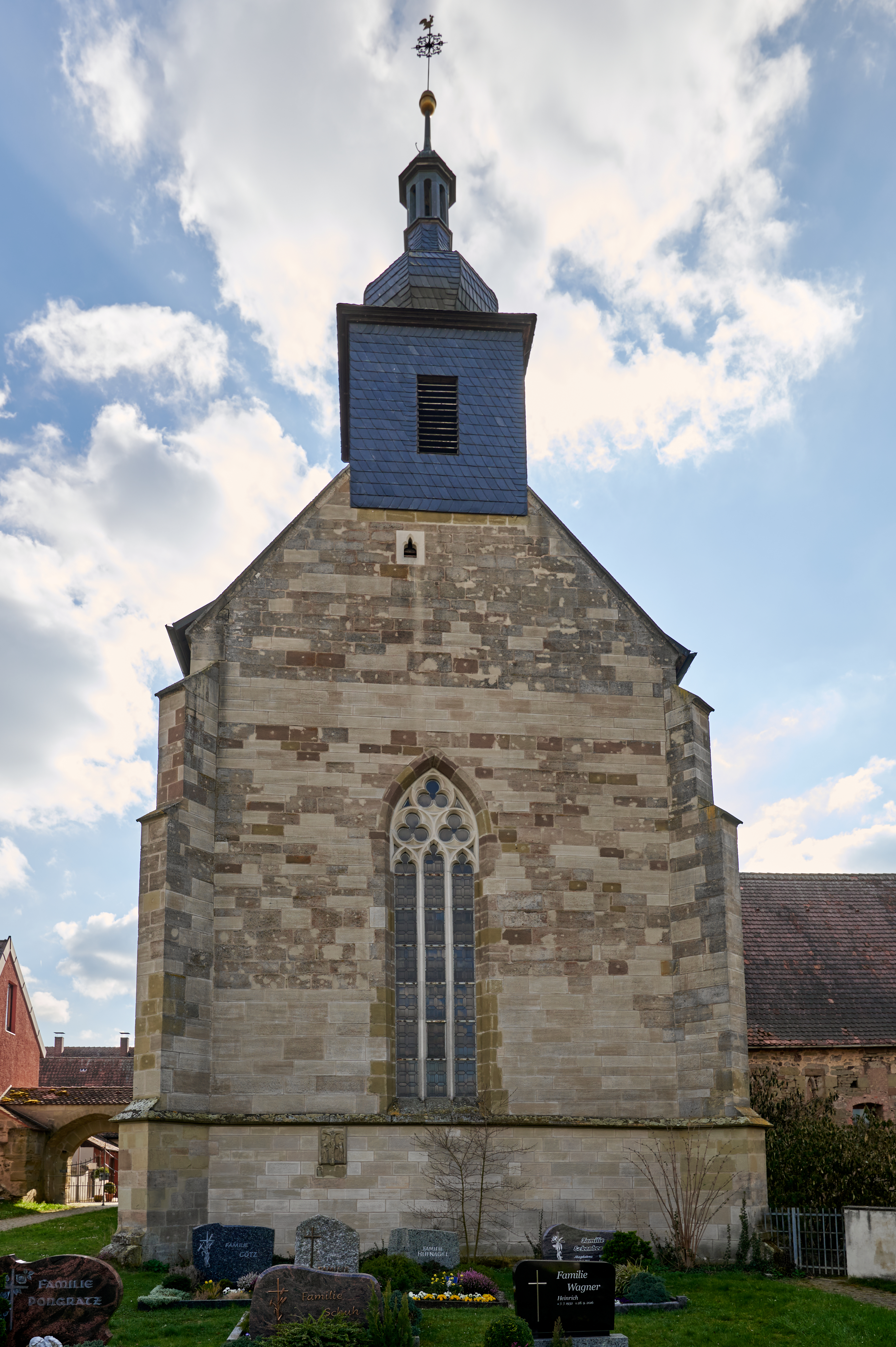
Ehemalige Klosterkirche weitere Bilder
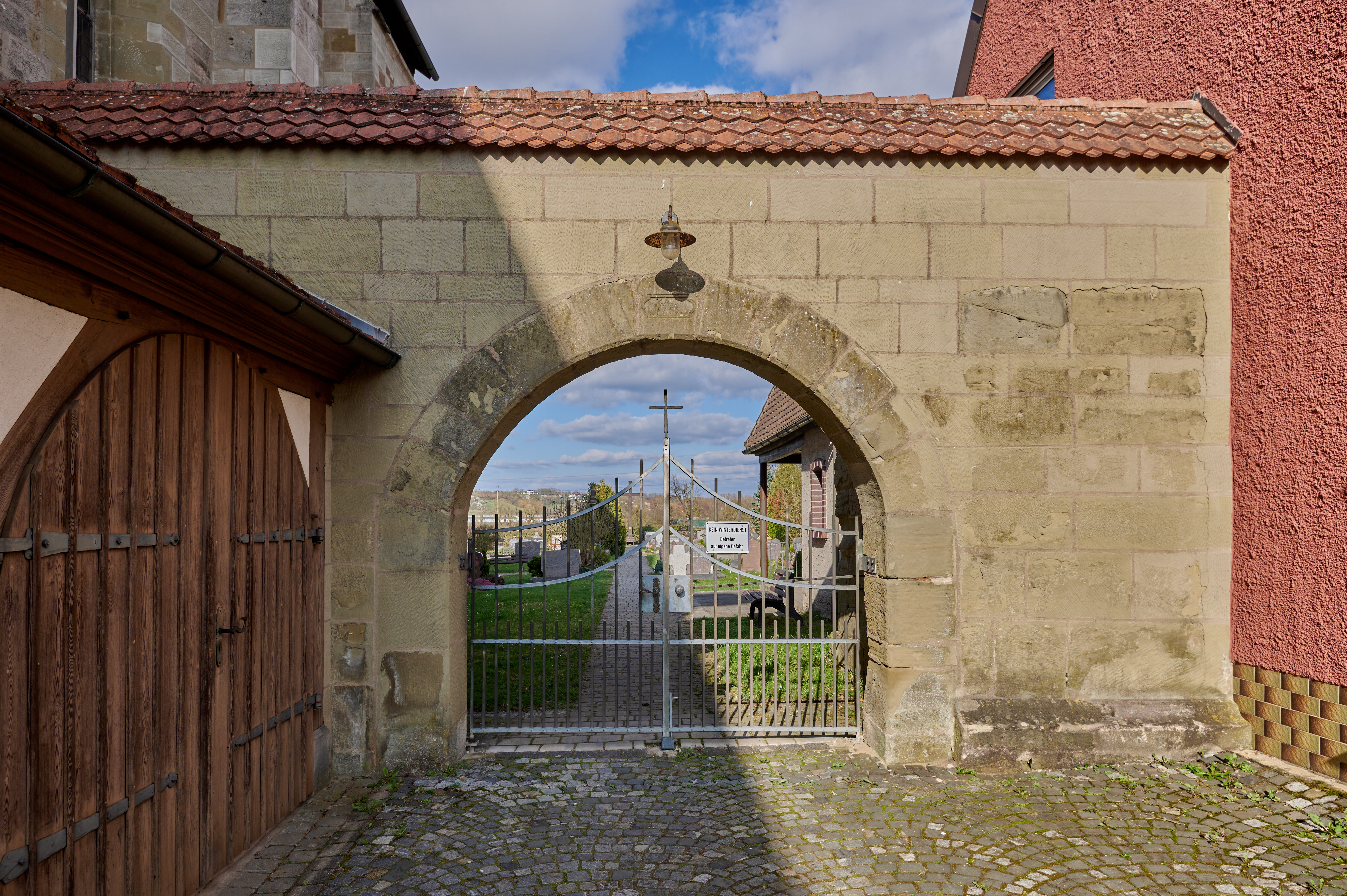
Friedhofsmauer, Stichbogenportal weitere Bilder
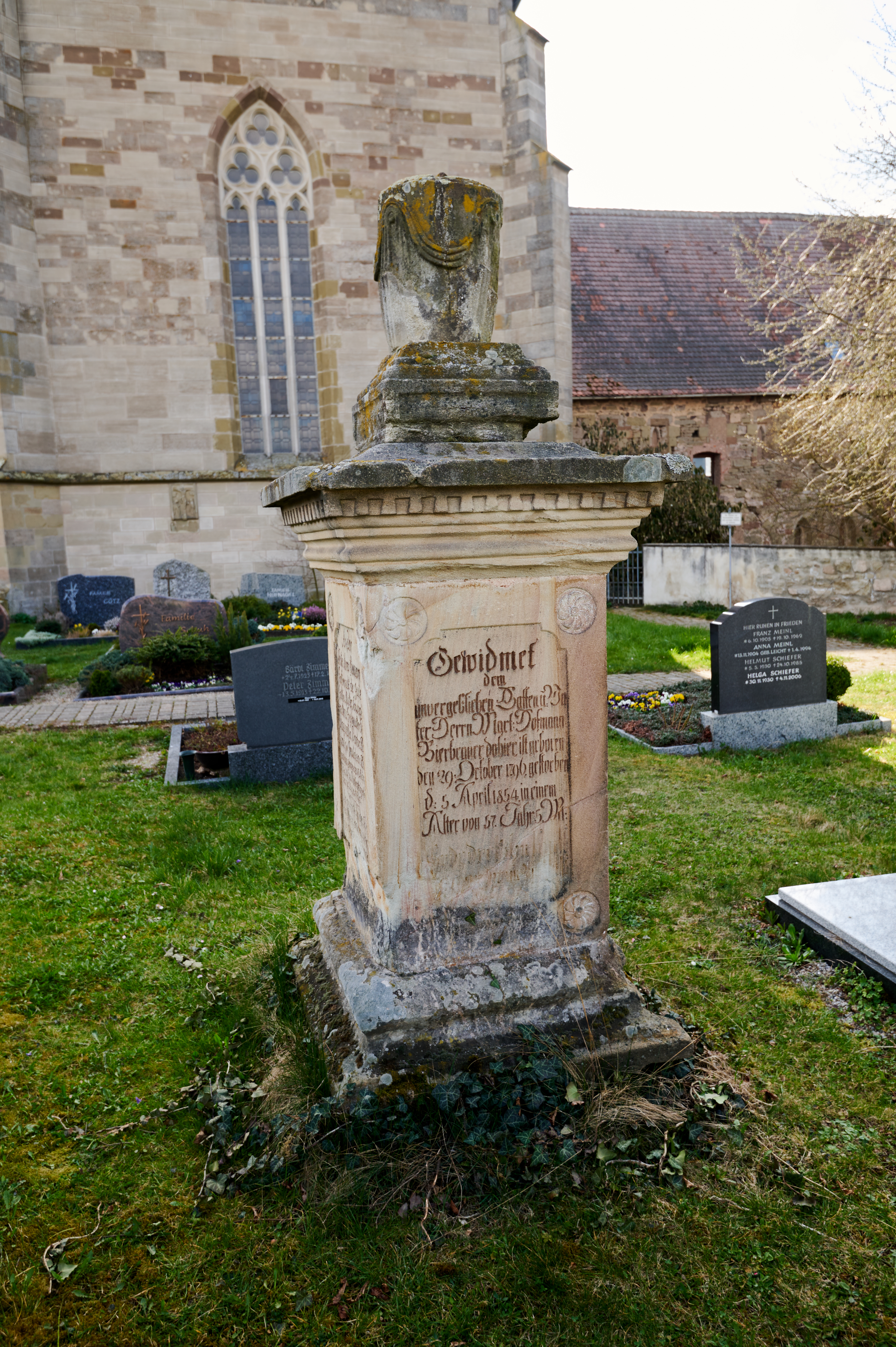
Grabmal für den Bierbrauer Hofmann weitere Bilder

| Lage                 | Objekt                                      | Beschreibung | Akten-Nr.      | Bild           |
| -------------------- | ------------------------------------------- | --- | -------------- | -------------- |
| Torweg 17 (Standort) | Ehemalige Klostermühle, Wohnhaus            | Zweigeschossiges Fachwerkhaus mit Satteldach und einseitigem Walm, Fassadengestaltung mit Ecklisenen und Gurtbandgliederung, rückwärtiges Erdgeschoss aus Bruchsteinmauerwerk, erste Hälfte des 18. Jahrhunderts | D-5-75-153-130 | weitere Bilder |
| Torweg 17 (Standort) | Ehemalige Klostermühle, östliche Scheune    | Zweigeschossiger Fachwerkbau über Bruchsteinsockel mit Krüppelwalmdach und verbretterten Giebelseiten, im Kern 17./18. Jahrhundert, Wiederaufbau nach Brand 1981                                                 | D-5-75-153-130 | weitere Bilder |
| Torweg 17 (Standort) | Ehemalige Klostermühle, ehemaliges Backhaus | Kleiner Bruchsteinbau mit Satteldach, bezeichnet „1851“ | D-5-75-153-130 | BW             |

### Chausseehaus
| Lage | Objekt                                                      | Beschreibung | Akten-Nr.      | Bild           |
| --- | ----------------------------------------------------------- | --- | -------------- | -------------- |
| Eggensee 11 (Standort)                                                                                  | Gasthaus                                                    | Zweigeschossiger, traufseitiger verputzter Krüppelwalmbau mit verputztem Fachwerkobergeschoss, spätes 18. Jahrhundert | D-5-75-153-131 | weitere Bilder |
| Gerichtswald; in der Waldabteilung Kreuzleiten, am Waldweg zwischen Waldbad und Chausseehaus (Standort) | Sogenanntes Schwedenkreuz                                   | Steinkreuz mit abgebrochenem Arm, Schaft mit Bildnische und eingemeißelter Pflugschar, Sandstein                      | D-5-75-153-118 | BW             |
| Gerichtswald; Roter Buck; an der Gemarkungsgrenze Neustadt-Diespeck (Standort)                          | Zwei der Grenzsteine der Gräflich Bücklerschen Schweinehatz | 1746 | D-5-75-153-122 | BW             |
| Marstaller; südöstlich des Chausseehauses, an der Unterführung der Nürnberger Straße/B8 (Standort)      | Steinkreuz                                                  | Langer, nach unten breiter werdender Schaft mit gefasten Kanten, Sandstein, spätmittelalterlich                       | D-5-75-153-119 | weitere Bilder |

### Diebach
| Lage                  | Objekt              | Beschreibung | Akten-Nr.      | Bild           |
| --------------------- | ------------------- | --- | -------------- | -------------- |
| Diebach 21 (Standort) | Wohnstallhaus       | Stattlicher, verputzter Massivbau mit hohem Satteldach und zweigeschossigem Wohnteil in rückwärtiger Lage, mittleres 19. Jahrhundert                                                                 | D-5-75-153-135 | BW             |
| Diebach 37 (Standort) | Wohnstallhaus       | Zweigeschossiger, traufseitiger Satteldachbau aus verputztem Bruchsteinmauerwerk, Giebelseite mit Ecklisenen, Gesims- und Fenstergliederung aus Sand- und Ziegelstein, zweite Hälfte 18. Jahrhundert | D-5-75-153-136 | weitere Bilder |
| Diebach 38 (Standort) | Ehemaliges Zollhaus | Zweigeschossiger, traufseitiger Massivbau mit Satteldach, Ecklisenen, profiliertem Holztraufgesims und einfacher Putzgliederung, Türsturz mit Wappen bezeichnet „1787“                               | D-5-75-153-137 | weitere Bilder |

### Herrnneuses
| Lage                                                                 | Objekt                                            | Beschreibung | Akten-Nr.      | Bild           |
| -------------------------------------------------------------------- | ------------------------------------------------- | --- | -------------- | -------------- |
| Herrnneuses 6 (Standort)                                             | Ehemalige Schlossscheune                          | Teilverputzter Fachwerkbau mit Mansarddach, 18. Jahrhundert | D-5-75-153-141 | BW             |
| Herrnneuses 9 (Standort)                                             | Evangelisch-lutherische Filialkirche St. Matthäus | Saalbau mit leicht eingezogenem Polygonchor, Langhaus mit Satteldach und zweigeschossigem Fachwerktürmchen mit Zwiebeldach im Westen, Putzfassade mit profiliert geohrten Fenster- und Türfaschen, 1711/13, mit Ausstattung von 1750 | D-5-75-153-142 | weitere Bilder |
| Kirchhoffeld (Standort)                                              | Friedhofsanlage                                   | Umfriedung mit Bruchsteinmauerwerk, 18. Jahrhundert | D-5-75-153-143 | BW             |
| Kirchhoffeld (Standort)                                              | Grabmal für Pfarrer Johann Conrad Schmidt         | Sandsteinschaft mit profilierter Basis, Aufsatz mit Eckakroterien und Urne mit Wappen, bezeichnet „1836“ | D-5-75-153-143 | BW             |
| Schenkenwald; am Waldweg zwischen Herrnneuses und Mosbach (Standort) | Steinkreuz                                        | Zeichen in die Vorderseite eingeritzt: Pantoffel und Schere, spätmittelalterlich | D-5-75-153-144 | BW             |

### Kleinerlbach
| Lage                                                                                      | Objekt     | Beschreibung | Akten-Nr.      | Bild           |
| ----------------------------------------------------------------------------------------- | ---------- | --- | -------------- | -------------- |
| Kleinerlbacher Weg; an der Bamberger Straße, Weggabelung Diespeck-Kleinerlbach (Standort) | Steinkreuz | Vorderseite mit Wappenschild, ausgewitterte Schriftspuren auf der Rückseite, Sandstein | D-5-75-153-120 | weitere Bilder |
| Tiefenhülle (Standort)                                                                    | Bildstock  | sogenannte Weiße Marter, viereckiger Sandsteinschaft mit Inschriften und gekreuzten Sensenblättern, leicht auskragende, vierseitige Bildtafel mit Reliefs der Arma Christi und Giebelaufsatz, bezeichnet „1517/18“ (von 1518 mit den Inschriften „1517 An S. Barbara abent verschit Hanns Ulnhann zu Klein Erlbach“ und umseitig „1518 SOLI DEO GLORIA“.) | D-5-75-153-115 | BW             |

### Obernesselbach
| Lage                           | Objekt                      | Beschreibung | Akten-Nr.      | Bild |
| ------------------------------ | --------------------------- | --- | -------------- | ---- |
| Obernesselbach 7 (Standort)    | Wohnhaus eines Dreiseithofs | Zweigeschossiger, traufseitiger Walmdachbau, mit einseitiger Mansarde und Fachwerkobergeschoss, 1837                                                              | D-5-75-153-145 | BW   |
| Obernesselbach 25 (Standort)   | Wohnstallhaus               | Zweigeschossiger, giebelständiger Fachwerkbau mit Walmdach und einseitiger Mansarde, 1724                                                                         | D-5-75-153-146 | BW   |
| Obernesselbach 36 a (Standort) | Bauernhaus                  | Erdgeschossiger, giebelständiger Sandsteinquaderbau mit Krüppelwalmdach und rückwärtig angebautem, eingeschossigem Backkäuschen mit Satteldach, bezeichnet „1834“ | D-5-75-153-147 | BW   |
| Obernesselbach 38 (Standort)   | Bauernhaus                  | Eingeschossiger, giebelständiger und teils verputzter Sandsteinquaderbau mit Krüppelwalmdach, einfacher Ecklisenen- und Gesimsgliederung, bezeichnet „1839“       | D-5-75-153-148 | BW   |

### Oberschweinach
| Lage | Objekt                  | Beschreibung                                                                                               | Akten-Nr.      | Bild           |
| --- | ----------------------- | --- | -------------- | -------------- |
| Ansbacher Straße; Häckerwald; Feldweg nach Oberschweinach, am Waldfriedhof westlich der St 2255 in Richtung Schellert (Standort) | Steinkreuz              | Mit abgerundeten Ecken und stark verwitterter, geöffneter Schere auf der Vorderseite                       | D-5-75-153-116 | weitere Bilder |
| Linsenkreuz; westlich der St 2255 in Richtung Schellert, am südöstlichen Waldrand zwischen Unter- und Oberschweinach (Standort)  | Sogenanntes Linsenkreuz | Sandstein, Steinkreuz auf eckigem Sockel mit Bildnische und Jahreszahl, bezeichnet „1727“                  | D-5-75-153-168 | BW             |
| Oberschweinach 2 (Standort) | Wohnhaus                | Zweigeschossiger, längs gerichteter Walmdachbau mit einseitiger Mansarde und Fachwerkobergeschoss, um 1800 | D-5-75-153-149 | BW             |

### Schauerheim
| Lage                                                | Objekt                                                              | Beschreibung | Akten-Nr.      | Bild           |
| --------------------------------------------------- | ------------------------------------------------------------------- | --- | -------------- | -------------- |
| Hauptstraße 3 (Standort)                            | Wohnstallhaus                                                       | Erdgeschossiges, massives Eckhaus mit Satteldach | D-5-75-153-173 | weitere Bilder |
| Hauptstraße 3 (Standort)                            | Scheune                                                             | Firstgedrehter Fachwerkbau mit Satteldach; zweite Hälfte 19. Jahrhundert | D-5-75-153-173 | BW             |
| Nähe Hauptstraße (Standort)                         | Friedhof                                                            | Ummauerte Anlage, Friedhofsmauer, unverputztes Hausteinmauerwerk, zweite Hälfte 19. Jahrhundert | D-5-75-153-155 | weitere Bilder |
| Nähe Hauptstraße (Standort)                         | Grabstein                                                           | Steinkreuz über hohem Sockel mit Porträtrelief Christi und Inschrift, Sandstein, erste Hälfte 20. Jahrhundert | D-5-75-153-155 | weitere Bilder |
| Nähe Hauptstraße, am Feuerwehrgerätehaus (Standort) | Ortsschild                                                          | Gusseisen-Schild Pfarrdorf Schauerheim, um 1860/70. | D-5-75-153-174 | BW             |
| Kirchstraße 4 (Standort)                            | Kriegerdenkmal für die Gefallenen des Ersten und Zweiten Weltkriegs | Soldatenfigur auf viereckigem Postament mit Stufensockel und Gravuren, Sandstein, um 1918, eingefasst von zwei Steinkreuzen mit Inschriften, Naturstein, um 1945 | D-5-75-153-154 | weitere Bilder |
| Kirchstraße 4 (Standort)                            | Evangelisch-lutherische Pfarrkirche St. Katharina                   | Chorturmkirche mit verputztem Langhaus, Mansarddach und steinsichtiger Lisenengliederung, viergeschossiger Chorturm aus Quadermauerwerk mit Zwiebeldach und Laterne, zwei Turmgeschosse bezeichnet „1509“, 1757 erhöht, Langhaus 1732, neubarocker Emporenaufgang von 1903, ehemaliger Chor jetzt Sakristei; mit Ausstattung | D-5-75-153-153 | weitere Bilder |
| Kirchstraße 4 (Standort)                            | Kirchhofmauer                                                       | Hausteinmauerwerk, wohl Mitte 18. Jahrhundert, bezeichnet „1972“ | D-5-75-153-153 | weitere Bilder |
| Kirchstraße 5 (Standort)                            | Ehemaliges Schulhaus                                                | Zweigeschossiger, traufseitiger und verputzter Sandsteinquaderbau mit Krüppelwalmdach und Fachwerkobergeschoss, 1818 | D-5-75-153-172 | weitere Bilder |
| Kirchstraße 6 (Standort)                            | Pfarrhaus                                                           | Zweigeschossiger, verputzter Massivbau über hohem Quadersteinsockel mit Halbwalmdach und Fachwerkteilen, Fassadengestaltung mit Ecklisenen und geohrten Fenster- und Türfaschen, 1784 | D-5-75-153-150 | weitere Bilder |
| Pfarrgasse 1 (Standort)                             | Ehemaliges Wohnstallhaus                                            | Zweigeschossiger Massiv- und Fachwerkbau mit Satteldach und einseitigem Walm, Fenster mit Sandsteinfaschen, 16. bis 18. Jahrhundert | D-5-75-153-152 | weitere Bilder |

### Schellert
| Lage                    | Objekt                                                           | Beschreibung | Akten-Nr.      | Bild |
| ----------------------- | ---------------------------------------------------------------- | --- | -------------- | ---- |
| Schellert 20 (Standort) | Gemeindehaus                                                     | Erdgeschossiger, freistehender kleiner Massivbau mit östlichem Krüppelwalm und Fachwerktürmchen mit achtseitigem Spitzhelm, erste Hälfte 19. Jahrhundert, Wetterfahne bezeichnet „1921“ | D-5-75-153-157 | BW   |
| Schellert 20 (Standort) | Kriegergedächtnistafel für die Gefallenen des Ersten Weltkrieges | An der östlichen Giebelseite, grüner Sandstein, nach 1918 | D-5-75-153-157 | BW   |
| Schellert 50 (Standort) | Ehemaliges Gasthaus Rotes Roß                                    | Zweigeschossiger, stattlicher Satteldachbau mit Fachwerkgiebel und -obergeschoss, in zurückgesetzter Lage, 17./18. Jahrhundert                                                          | D-5-75-153-156 | BW   |
| Schellert 50 (Standort) | Backhäuschen                                                     | Erdgeschossiger, kleiner Massivbau mit Satteldach, wohl Mitte 19. Jahrhundert | D-5-75-153-156 | BW   |

### Unternesselbach
| Lage                           | Objekt                                               | Beschreibung | Akten-Nr.      | Bild           |
| ------------------------------ | ---------------------------------------------------- | --- | -------------- | -------------- |
| Unternesselbach 3 (Standort)   | Evangelisch-lutherische Pfarrkirche St. Bartholomäus | Chorturmanlage mit steilem Satteldach, Kirchturm mit spitzem Zeltdach, frühes 14. Jahrhundert, Umbau des Langhauses 1769, mit Ausstattung                          | D-5-75-153-158 | weitere Bilder |
| Unternesselbach 3 (Standort)   | Kirchhofbefestigung                                  | Bruchsteinummauerung mit Schießscharten und Stützkeilen, mittelalterlich                                                                                           | D-5-75-153-158 | weitere Bilder |
| Unternesselbach 3 (Standort)   | Torhaus, ehemaliges Pfarrwohnhaus                    | Zweigeschossiges Walmdachhaus mit rundbogiger Durchfahrt und sechseckigem Glockentürmchen mit Zwiebeldach, bezeichnet „1624“ und „1744“, östliche Erweiterung 1848 | D-5-75-153-158 | weitere Bilder |
| Unternesselbach 3 (Standort)   | Zwei Grabsteine                                      | Aus Naturstein, 19. Jahrhundert und 1941 | D-5-75-153-158 | BW             |
| Unternesselbach 6 (Standort)   | Wohnstallhaus                                        | Zweigeschossiges Eckhaus mit Krüppelwalmdach und Fachwerkobergeschoss und -giebeln, Mitte 19. Jahrhundert                                                          | D-5-75-153-165 | weitere Bilder |
| Unternesselbach 16 (Standort)  | Ehemaliges Pfarrhaus                                 | Zweigeschossiger Sandsteinquaderbau mit Walmdach und Wappenstein, bezeichnet „1733“                                                                                | D-5-75-153-164 | weitere Bilder |
| Unternesselbach 40 (Standort)  | Wirtshausschild                                      | 18./19. Jahrhundert | D-5-75-153-163 | BW             |
| Unternesselbach 119 (Standort) | Wohnstallhaus                                        | Eingeschossiger Fachwerkbau mit Krüppelwalmdach und Fachwerkgiebel, um 1800                                                                                        | D-5-75-153-161 | BW             |

### Unterschweinach
| Lage                          | Objekt               | Beschreibung | Akten-Nr.      | Bild           |
| ----------------------------- | -------------------- | --- | -------------- | -------------- |
| Unterschweinach 19 (Standort) | Ehemaliges Schulhaus | Freistehender, zweigeschossiger und verputzter Bruchsteinbau mit Satteldach und hölzernem Dachreiter, einfache Fassadengestaltung mit Gesimsband und Fensterfaschen aus Sandstein, 1852, Wetterfahne bezeichnet „1939“ | D-5-75-153-171 | weitere Bilder |

### Virnsbergerhaag
| Lage                            | Objekt                                                         | Beschreibung | Akten-Nr.      | Bild |
| ------------------------------- | -------------------------------------------------------------- | --- | -------------- | ---- |
| Virnsbergerhaag 1, 2 (Standort) | Ehemaliger Landsitz der Familie Holzschuher, Wohnhaus          | Zweigeschossiger, giebelständiger Krüppelwalmdachbau mit Fachwerkobergeschoss und -giebel, massives Erdgeschoss mit Eckquadern, 1821 | D-5-75-153-169 | BW   |
| Virnsbergerhaag 1, 2 (Standort) | Ehemaliger Landsitz der Familie Holzschuher, Scheune           | Freistehender Massivbau mit Krüppelwalmdach und Sandsteineckquadern, 18./19. Jahrhundert                                             | D-5-75-153-169 | BW   |
| Virnsbergerhaag 2 (Standort)    | Ehemaliger Landsitz der Familie Holzschuher, Verwalterhäuschen | Eingeschossiger Massivbau mit Walmdach über L-förmigem Grundriss, frühes 19. Jahrhundert                                             | D-5-75-153-169 | BW   |

## Ehemalige Baudenkmäler
In diesem Abschnitt sind Objekte aufgeführt, die früher einmal in der Denkmalliste eingetragen waren, jetzt aber nicht mehr. Objekte, die in anderem Zusammenhang also z. B. als Teil eines Baudenkmals weiter eingetragen sind, sollen hier nicht aufgeführt werden. Aktennummern in diesem Abschnitt sind ehemalige, jetzt nicht mehr gültige Aktennummern.

| Lage                                                 | Objekt                        | Beschreibung                                                 | Akten-Nr.      | Bild         |
| ---------------------------------------------------- | ----------------------------- | ------------------------------------------------------------ | -------------- | ------------ |
| Neustadt Kirchplatz 6 (Standort)                     | Walmdachhaus                  | Zweites Viertel 18. Jahrhundert                              | D-5-75-153-42  | Walmdachhaus |
| Neustadt Lohmühle 1 (Standort)                       | Türsturz                      | 1801                                                         | D-5-75-153-132 | BW           |
| Birkenfeld Birkenfelder Hauptstraße 22 (Standort)    | Türsturz                      | 1814                                                         | D-5-75-153-127 | Türsturz     |
| Birkenfeld Birkenfelder Hauptstraße 24 (Standort)    | Türsturz                      | 1840                                                         | D-5-75-153-128 | Türsturz     |
| Chausseehaus Gerichtswald; Roter Buck; an der B 8 () | Steinkreuz                    | Spätmittelalterlich                                          | D-5-75-153-133 |              |
| Hasenlohe Hasenlohe 1 (Standort)                     | Wohnstallhaus                 | Fachwerkobergeschoss, 19. Jahrhundert                        | D-5-75-153-138 | BW           |
| Hasenlohe Hasenlohe 3 a (Standort)                   | Erdgeschossiges Wohnstallhaus | Fachwerkgiebel, erste Hälfte 18. Jahrhundert                 | D-5-75-153-139 | BW           |
| Unternesselbach Unternesselbach 41 (Standort)        | Ehemaliges Gasthaus           | Walmdachbau, Sandsteinquader und Fachwerk, bezeichnet „1790“ | D-5-75-153-160 | BW           |